# ふしぎ駄菓子屋 銭天堂
『ふしぎ駄菓子屋 銭天堂』（ふしぎだがしや ぜにてんどう）は、廣嶋玲子による日本の児童小説。偕成社より2013年5月から刊行されている。挿絵はjyajya。全国学校図書館協議会選定図書。
2022年、第3回「小学生がえらぶ！“こどもの本”総選挙」で第1位。
2024年6月時点でシリーズ累計発行部数は国内で450万部、全世界で850万部を突破している。
メディアミックスとして、2020年6月にアニメ映画化及びテレビアニメ化が発表され、同年9月から放映された。2023年8月、舞台版が上演された。2023年11月9日にはNintendo Switch版ソフト『ふしぎ駄菓子屋 銭天堂 ふしぎ駄菓子ばなし50選』が発売された。2024年に実写映画版が公開された。

## あらすじ
叶えたい望みがある人の前に現れ、不思議な駄菓子「ふしぎ駄菓子」を売る謎の駄菓子屋・銭天堂を訪れた客たちを主役に据えたオムニバス。店主の紅子が勧める駄菓子はどれも食べると様々な効果が得られるが、食べ方や使い方を間違えたり客が調子に乗り始めたりすると恐ろしい事態を招いてしまう。
さらにはライバル店舗・たたりめ堂のよどみや紅子に勝負を挑む天獄園の怪童、そして銭天堂の駄菓子を調査する六条教授とも交錯し、物語は進んでいく。

## 登場キャラクター

### 銭天堂
魔法のような力を持つ駄菓子や玩具を売っている、不思議な駄菓子屋。商品の値段は全て硬貨1枚分。建物は2階建てで1階が店舗、2階が紅子と招き猫の居住スペース、地下が招き猫たちの働く工房となっている。元は「迷い家不動産」という不動産屋から購入した「迷い家」で、毎朝紅子が福引きの箱を回し、出てきた玉に書かれた数字で「幸運のお宝」と呼ばれる硬貨を選ぶ（例として「五 昭和四十三年」なら、昭和四十三年の五円玉といった具合）。そしてその小銭を持つ人物だけが、銭天堂へ辿り着ける。
紅子（べにこ）
声 - 池谷のぶえ、演 - 天海祐希
訪れる客に不思議な駄菓子を与える「銭天堂」の主人。本作の主人公。大きくふくよかな体つきの女性。真っ赤な口紅をつけ、古銭柄の赤紫色の着物を着ている。「〜でござんす」といった独特な言い回しで喋る。
店を訪れた客たちのことは「幸運のお客様」と呼ぶ。代金を受けとる際、「○○（硬貨の発行年）年の○円」と言う癖がある。代金は福引きで選び、「人間がどのようにお金を使うのかが楽しみ」というポリシーを持っている。しかし怒ると非常に怖く、銭天堂の商品を悪用しようとしたり盗み出して勝手に売りさばいたりする相手や、金色の招き猫に危害を加える者には容赦しない。また幸運のお客様ではない人間に駄菓子を売ることは原則拒否している。
正確な年齢は不明だが非常に長命らしく、第16巻では室町時代から生きているらしい事が六条によって明かされた。また第18巻では店を構えたのは昭和の終わり頃で、それまでは行商として活動していた事が判明している。ただし客からは地の文で、「おばさん」と呼ばれることも多い。
第5巻では銭天堂のカプセルトイや飲み物が勝手に街中にばらまかれる事件の解決に乗り出す。その際、「本当に銭天堂を潰したかったら犯人は金色の招き猫を狙うはず」という考えから、調査を「分身ガム」の分身に任せ自身は「変化ヒゲ」で金色の招き猫に変身して店内に待機する。そして分身が実行犯の江代を捕まえている間に、金色の招き猫たちをさらいに来たよどみが来店したことで、よどみの逮捕へ繋がった。
第18巻の『その名は「銭天堂」』で紅子の過去が明かされた。前述にもある通り店を開く前は、行商として駄菓子や玩具を売り歩いていた。ある雪の夜、猫の鳴き声を聞き、子猫の墨丸を拾う。家族ができたことで行商をやめてお店を構えることを決意し、座敷童子が住んでいた家を買った。
『つぐみ、銭天堂へ』ではAIチャットアプリ『小さな天使つぐみ』の普及により銭天堂に来る客が減ったため、店を閉めることを考えていた。
墨丸（すみまる）
声 - 片山福十郎
紅子の飼っている黒い猫。第18巻で紅子との出会いが描かれており、子猫の頃雪の日の夜に神社にいた所を紅子に拾われる。名前の由来は墨のように毛が黒かったことが由来。普段は「ニャー」としか鳴かないが、普通に言葉を話すことができ紅子と言葉が通じる。
とても賢く、客を銭天堂に導いたり、紅子の不在時に店番をしたりする。毛皮のマフラーに変身し、紅子の首に巻き付いて移動することも可能。書籍版では巻末に絵日記を書いていて、そこでは紅子のことを「ご主人さま」と呼んでいる。
杉田 健太（すぎた けんた）
声 - 村瀬歩
第9巻のエピローグから登場。一時的に銭天堂に滞在していた少年。紅子の旅行中にまめとつぶが福引きを回してしまい、幸運のお客様としてやって来たが、当の本人の願いは駄菓子や玩具を欲しがるでもなく「銭天堂に居させて欲しい」の一点張りだった。銭天堂を妬む相手に送り込まれてきた刺客という可能性もあったため、紅子は監視も兼ねてしばらくは彼を住み込みで働かせる事になる。
実は母親の真央子が健太が生まれる前に銭天堂を訪れた事があり、その際に買った「ジュエリージェリー」の注意事項を守らなかった事が後に両親の離婚という不幸に繋がり、やがて真央子も「銭天堂を見つけに行く」と言って姿を消してしまった。真央子が消えた後は祖母の家で暮らしていたが、祖母が長期入院をする事になった関係で別れた父親の元に預けられる。しかし父親の再婚相手と上手くいかず、とうとう耐えられなくなって祖母の家に戻ろうと父親の家を飛び出した矢先に銭天堂へ辿り着く。そして真央子が現れるまで、銭天堂へ居着こうと決めたのだった。
自分が紅子達に迷惑をかけているという自覚はあったため真面目に働いていたが、ある日「ジュエリージェリー」を見付け、怒りのままにその瓶を落として割ってしまったことで紅子から怪しまれる。その上焼却炉から悪意エキスの罹った「アドベン茶～」を持ち出して、たまたま来た少年・遼平に渡した結果、その効果で牢に閉じ込められてしまう。だが、「もう一度やり直したい」と言う真の願いを聞いた紅子から「やりなおしおこし」を勧められ購入。全てが始まった真央子が銭天堂を訪れた日まで時間を戻し、学生時代の真央子が「ジュエリージェリー」を購入するのを阻止した事で未来を変え、現在は両親と祖母と平和に暮らしている。

#### 金色の招き猫
店の地下で銭天堂の商品を作りながら働く招き猫。銭天堂の商品が客に幸せをもたらすと、小瓶に入った小銭（商品の代金）がこの招き猫になる。個体名は全て紅子が考えており、主にその招き猫の担当している仕事や、誕生するきっかけとなった商品の名前が由来となっている。普段は普通の猫と同じ位の大きさだが、体の大きさを自由に変えられる。墨丸と同じく普段は「ニャー」としか話さないが、普通に喋ることも可能。個体名と担当は15巻巻末及び「にゃははな毎日 銭天堂の招き猫たち」に記載されており、ここに記載されているのは個体名が判明している者だけで、実際には100匹を超える招き猫が存在している。
こがね
声 - 高木渉
銭天堂の菓子工房の工房長。担当した駄菓子・玩具は「ドクターラムネキット」と「子守コウモリ」。丸い模様が頬に2つ、額に3つあり、細目で眼鏡をかけている。元々は「育て手」から誕生した。招き猫達の中では一番最初に生まれた最年長者で、皆の頼れるリーダー的存在。真面目で面倒見が良いが、それ故に苦労も多い。趣味はスケートで、トリプルアクセルを決められるほどの腕前。招き猫達の中では出番が多く、「にゃははな毎日 銭天堂の招き猫たち」の帯では、こはく・こばんと並んで「招き猫の三羽烏？」と書かれている。
アニメでは2021年度から本編終了後に、その回に登場したふしぎ駄菓子の解説をしている。
こはく
声 - ファイルーズあい
飴担当で、担当した駄菓子・玩具は「虹色水あめ」と「雨上がりあめ」。「琥珀あめ」という駄菓子の小銭から誕生したのが、名前の由来となっている。丸い模様が頬に2つ、額に1つある。素直で元気な性格。趣味はキャンプで、おやきとはよく一緒にキャンプに行く。「虹色水あめ」を超える駄菓子を作るのが目標だが、たまにサボる。招き猫達の中では出番が多く、「にゃははな毎日 銭天堂の招き猫たち」の帯では、こがね・こばんと並んで「招き猫の三羽烏？」と書かれている。
アニメではこがねと同様、2021年度から本編終了後に、その回に登場したふしぎ駄菓子の解説をしている。
こばん
声 - 坂本千夏
煎餅担当で、担当した駄菓子・玩具は「お稲荷せんべい」と「絵馬せんべい」。顔の中央に1つ、両頬に2つ人魂のような模様が、目の上に丸い模様が1つずつあるつり目の招き猫。仕事自体は優秀なベテランだが極度の面倒臭がり屋なのが玉に瑕で、常に仕事や掃除当番をどうしたらサボれるか考えている。食い意地が張っており、無意識につまみ食いすることもある。特技はごはんの献立をひと月分記憶する事。
招き猫達の中では出番が多く、「にゃははな毎日 銭天堂の招き猫たち」の帯では、こはく・こがねと並んで「招き猫の三羽烏？」と書かれている。
まめ
声 - 木野日菜
豆菓子担当で、担当した駄菓子・玩具は「ホームズビーンズ」。三日月のような模様が両頬に1つずつある細目の招き猫。他の招き猫よりも小さい。やんちゃな性格。自分で新種の豆を育てようと頑張っている。
つぶ
声 - 木野日菜
グミ担当で、担当した駄菓子・玩具は「チャーミングミ」。三日月のような模様が額に1つ、両頬に2つずつある。まめとは双子で、同じく他の招き猫よりも小さい。臆病な性格。粒々したものが好きだが、まめと追いかけっこしていた際に被ってしまって以来、納豆が嫌い。特技はお手玉。
しらたま
声 - 森田順平
こがねとは同世代に生まれており、彼の右腕ポジション。作中では「眠り貯金箱」を発案している。雫のような模様が両目と両頬にそれぞれ2つずつあり、細目で眼鏡を掛けている。招き猫全員の癖が頭に入っており、誰かが遅刻する可能性などを考えてスケジュールを立てている。
おと
声 - 渡辺明乃
音楽担当で、担当した駄菓子・玩具は「ミュージックスナック」と「ヒップホップコーン」。両目と両頬の上にそれぞれ1つずつ丸い模様がある細目の招き猫。食いしん坊で、他の招き猫のご飯やおやつをたまに食べてしまう。蛙が苦手。好きな音楽はロック。ダンスは得意だがギターは下手で、ギターを鳴らすと必ず苦情が来る。
ちゃちゃ
声 - 宮本充
お茶担当で、担当した駄菓子・玩具は「おもてなしティー」と「アドベン茶～」。両目の上に丸い模様が2つずつ、両頬に雫のような模様が2つずつある。よく気がつく紳士的な性格。機械類にも詳しいため、紅子の代わりにパソコンを使って調査する事もある。イングリッシュ・ティーを入れる腕前はピカイチ。
もも
缶詰担当で、担当した駄菓子・玩具は「ヤマ缶詰」。つり上がり眉のような模様が額に、炎のような模様が頬にある。性格はポジティブ。狭い所や小さな箱が好きで、お気に入りの段ボール箱を寝室にしていたが、ある日きなことまろに壊されてしまったとの事。
くり
材料となるフルーツの栽培担当で、担当した駄菓子・玩具は「おおらか落花生」。雫のような模様が頬に2つ、額に3つ並んでいる。性格は辛抱強い。好物は冷凍ミカン。「熱帯焼き」の製造にあたっては、くりのフルーツ栽培のノウハウが生かされている。
かき
声 - 浅野まゆみ
フルーツ担当で、担当した駄菓子・玩具は「チリチリチェリー」。もも・くりと同じく炎のような模様が額と両頬にある。気が強く負けず嫌い。きゃらめるとは仲がいい。特技はトランプ。
きなこ
声 - かぬか光明
餅担当で、担当した駄菓子・玩具は「もてもてもち」と「いそげもち」。花びらのような模様が額と頬にある細目の招き猫。まろとは双子でよく間違えられる。潜入捜査を得意としており、まろ共々紅子の旅行にこっそり同行した事がある（最後にバレている）。忍び足は招き猫随一。
まろ
声 - かぬか光明
チョコレート担当で、担当した駄菓子・玩具は「ゴブリンチョコエッグ」。模様や顔つきは双子の兄弟であるきなこと同じ。きなこ同様潜入捜査を得意としており、きなこ共々客の家にこっそり商品を届けたことがある。双子のきなこと同様好きな事はいたずらで、気配を消すのが得意。
きゃらめる
声 - 花守ゆみり
キャラメル担当で、担当した駄菓子・玩具は「ルールキャラメル」。ハート形の模様が頬にある。可愛いものが好きで、失敗も笑顔で許して貰おうとするあざとい性格。かなり寝相が悪く、ベッドで寝ようものなら何度も落ちて傷だらけになってしまう。大の風呂好きであり、趣味はシャンプーや石鹸を手作りする事。
こま
声 - 河西健吾
おもちゃ担当で、担当した駄菓子・玩具は「しっぺがえしメンコ」と「守らニャイト」。雫を逆さまにしたような模様が両目の上に2つずつある。遊び好きだが、おもちゃの試作の際に他の招き猫達は一晩中彼に付き合わされている。招き猫の中でも一番手先が器用。
おこげ
声 - 榊原優希
オーブン担当で、担当した駄菓子・玩具は「くらいつきクッキー」。八の字の眉毛のような模様がある。怖がりな性格で、ホラーものは大の苦手。オーブンを担当させられているのにもかかわらず、本人は暑がりである。
むぎ
声 - 小市眞琴
クッキー・パン担当で、担当した駄菓子・玩具は「怪盗ロールパン」と「ラプンツェル・プレッツェル」。両目の上に丸い模様が1つずつある。遊び心に溢れた性格。映画や本の鑑賞を趣味としており、そこから発想を得て前述の駄菓子を製作した。
ぱこ
声 - 日野聡
商品の箱のデザイン担当。額に菱形の模様が1つある。几帳面な性格。駄菓子に合った箱を妥協せずに追及する芸術家タイプ。趣味は天体観測で、時々店の屋根に登って星を見るが降りられなくなることもしばしば。
かんろ
シロップ担当で、担当した駄菓子・玩具は「仮病シロップ」。右頬にちゃちゃのような雫の模様と右目の上に丸い模様が一つある。世話好きな性格。苦い食べ物が嫌いで、特技は甘いお菓子のカロリーを当てる事。みつとは味の好みが正反対で、「甘くないなら食べ物じゃない」というのが本人の信条。
みつ
黒蜜担当で、担当した駄菓子・玩具は「苦労黒蜜」。かんろの模様を反転させたような模様をしている。ロマンチストな性格。かんろとは味の好みが正反対で、甘すぎる食べ物が嫌い。趣味はレコードを聞く事。朝食後に縁側でブラックコーヒーを飲むのが最近のマイブームで、コーヒー牛乳を敵視している。
ゆず
香料調合担当で、担当した駄菓子・玩具は「虫よけ香水」。かんろとみつの模様を合わせたような模様。奥ゆかしい性格。招き猫達の中で最も嗅覚に優れている（離れたところで他の招き猫がケーキを食べている事にもすぐ気付く）が、それ故に仲間達から賞味期限切れの食べ物を持ってこられ、まだ食べられるか否かの判別をよく任せられるため、げんなりしている。また、ゴミの匂いも嫌い。
みかん
フルーツの皮むき担当で、担当した駄菓子・玩具は「ピチピチピーチ」。職人タイプ。嫌いなものは水分が少ないもの（ビーフジャーキーなど）。特技はフルーツの皮むきだが、茹で卵の皮を剥くのはとても苦手。
にっき
スパイス担当で、担当した駄菓子・玩具は「うそつくナッツ」のスパイス。かきのそれとよく似た体の模様を持つが、額の模様がかきとは逆向きとなっている。性格は情熱家。スパイスのコレクターで、数百種類のスパイスの味と香りを覚えている。「臭いやつは捨てろ」と仲間に言われる度に、大喧嘩となる。
あんこ
和菓子担当で、担当した駄菓子・玩具は「お仲間まんじゅう」。額にきなことまろと同じ模様が、両頬にこばんの頬の模様を逆向きにしたような模様がある。「和｣をこよなく愛する性格。時代劇が好きで、｢見ると酔ってしまう｣という理由からSF映画が嫌い。趣味は滝行。
ごま
ごま担当で、担当した駄菓子・玩具は「ごまかしボーロ」。両頬に小さな3つの丸のような模様がある。かなりの綺麗好きで、小さな埃も見逃さない。大掃除の時は鬼と化すらしく、ごまがOKを出すまでは大掃除が終わらないため、皆からは恐れられている。
あずき
豆菓子担当で、担当した駄菓子・玩具は「あきあきあずき」。両頬にごまのような小さな丸の模様が、額にこはくと同じ大きな丸い模様がある。性格はおっとり。好物はお汁粉。編み物が得意で、毛糸について語らせるとうるさい。
おやき
おやき担当で、担当した駄菓子・玩具は「おせっかい焼き」。両頬にこばんのような模様（目付きもこばんと似たつり目）が、額にかきのような模様がある。性格は物静か。アウトドア派で、こはくとはキャンプ仲間。薪割りの達人でもある。
れもん
甘酸っぱいママレード担当で、担当した駄菓子・玩具は「そのままママレード」。額に太陽に似た模様が、両頬にしらたまやちゃちゃのような雫に似た模様がある。性格は能天気。招き猫の中ではスピリチュアルな存在で、ヨガに凝っている。
しゅがー
砂糖担当で、担当した駄菓子・玩具は「正義の味方・ヒーロー刑事プリン」。額に花のような模様がある。行動派な性格で、刑事ドラマが大好き。好物はあんぱんと牛乳。
ばなな
南国フルーツ担当で、担当した駄菓子・玩具は「ファッションフルーツ」。陽気な性格。｢熱帯焼き｣の小銭から生まれたため、南国風味の物なら何でも大好きだが、それ以外の食べ物（特に和食）は苦手。フラダンスの腕前は超一流で、最近はウクレレの練習を頑張っている。
よもぎ
だんご担当で、担当した駄菓子・玩具は「断捨離だんご」。細やかな性格かつ、妥協を許さない学者肌。趣味は漬け物作りで、緻密な配合でコクや旨味を出す理論派。
こみ
広報担当。好奇心旺盛な性格。ITのスキルはとても高く、パソコンの前でつい夜更かしをしてしまう。好物は夜食のラーメン。趣味は真夜中に台所に忍び込んでのつまみ食い。
なおアニメの公式アカウントでは、こみが関連情報を発信するという設定となっており、プロフィールの画像もこみのものとなっている。
おぐら
羊羹担当で、担当した駄菓子・玩具は「酔わんようかん」。人見知りな性格で単独行動が多い。犬が嫌いだが、以前犬に追いかけられてピンチに陥った時に、かつて「チャーミングミ」を購入した犬のジョンに助けられた事があるため、ジョンの事は好き。
かるめ
声 - 佐藤みゆ希
『歌う銭天堂』に登場。アニメオリジナルの駄菓子、「軽々カルメ焼き」から生まれた招き猫。
にゃぎ
声 - 井上和（ 乃木坂46 ）
アニメ版の『ごまかしボーロ』に登場。額に三角形の模様がある。食いしん坊で、他の招き猫達の食事をつまみ食いしていた。
なお「にゃぎ」という名前は声を担当した井上の愛称から取られているほか、模様も井上が所属する乃木坂46のロゴと同一である。

### たたりめ堂
悪意の宿る駄菓子を売る銭天堂のライバル店舗。客は同じく悩みを抱える者達だが、こちらは銭天堂の客と比べると人格に問題のある面子が多く、そういった性格故に悩みの内容も他人への恨み・妬み・憎しみであったりと、要は自分本位の身勝手な者ばかりである。代金を支払う必要は無いが、駄菓子を食べた者は紅子の助けが無い限り必ず破滅する上、あとでよどみに代償を支払うこととなる。
よどみ
声 - 榊原良子、演 - 上白石萌音
第3巻収録（テレビアニメ版第11話）の『獏ばくもなか』〜第11巻に登場。紅子のライバルで、悪意の入った駄菓子を売る「たたりめ堂」を経営する。見た目は真っ赤な彼岸花が描かれた着物を着た7歳ほどの少女だが、しわがれた声で喋る。客から悪意を吸い取りエネルギーにしている。
第5巻では同じく銭天堂に恨みを持つ江代と結託する。銭天堂のカプセルトイ商品を町中にばらまいた他、彼には自動販売機から盗み出したジュースを売りさばくよう指示した。しかし、彼は逮捕された上に自販機やカプセルだけでなく金色の招き猫も盗んだため、自身もとうとう常闇横丁警察に逮捕されてしまった。
紅子を憎むようになったきっかけは約30年前、学生時代の三河を客として狙ったが、迷子と間違われた挙げ句銭天堂の駄菓子を食べていたために断られたので、恥をかかされたと思い込んだこと。またこの頃から今と変わらない外見で、紅子同様非常に長い時を生きているらしいことも判明している。
収監後、「悪鬼の型ぬき」を後で渡すことを条件に怪堂をけしかけ、銭天堂に勝負を挑む。そして得た小銭から黒い招き猫を生み出し、本気で銭天堂を潰すことを目論む。しかし自ら悪意エキスをかけた「冷や冷やアイスキャンディ」に触れたことで凍り付いてしまい、以降は紅子の気が済むまで冷凍室に閉じ込められることになったが、住み込んでいた健太が誤って冷凍室の扉を開けっぱなしにしたことにより解凍し脱走する。
その後は銭天堂の菓子を買った人に手当たり次第自分の菓子を売り付け、一旦生まれた金色の招き猫を不幸虫に変えることに全力を注ぐ。しかし自らが売った「引き裂きイカ」が紅子の手に渡り、紅子がそれを使って自分とよどみの縁を切ったため、よどみは二度と銭天堂や紅子に関われなくなる。
最終的には天獄園で「よどみのキャンディショップ」というお菓子屋を任されることになり、スピンオフ『あやし、おそろし、天獄園』でもその様子が描写されている。
スピンオフ『よどみ』では怪童の視点からたたりめ堂開業以前、紅子との対決、天獄園に雇われてからのエピソードが展開される。『からからカステラ』では本名は「よみ子」だったが、「禍々しい響きだから」という理由で戦後の頃に改名したことが明かされた。また『新しい店』では当初天獄園でも世界観を度外視して「新たたりめ堂」という名前でたたりめ堂と同じデザインの店を開いていた。しかしある時訪れた客がかつて「餓鬼ニッキ」を買ったゆずかの叔母だったため、彼女の娘に連れ戻されてしまう。そこで正体を勘付かれないように、内装や格好を天獄園に合うように改めて「よどみのキャンディショップ」にリニューアルすることになった。
不幸虫（ふこうむし）
金色の招き猫とは対照的に、銭天堂の駄菓子が客に不幸をもたらしたり客が後悔したりすると生まれる。紅子は「紅子の負けでござんす」と言いながら瓶から逃がしているが、よどみはこの虫を虫籠に集め、邪悪な駄菓子の材料としている。
黒の招き猫
声 - 佐々木義人
初登場は第7巻（アニメでは第45話）。銭天堂との勝負で得た小銭を元によどみが生み出した2匹の招き猫。小銭から生まれる点は金色の招き猫と同じだが、こちらは凶悪な表情をしている。見た目同様凶暴な性格だが、生みの親であるよどみのことは慕っている。
「ほしいイモ」や「泣かんパイ」に「悪意エキス」を混ぜてたたりめ堂のふしぎ駄菓子と同質のものに改変したり、「おっかさん仮面」の注意書きの部分を引っ掻いて判読不可能にしたりするといった悪事を働いていたが、『マスク・メロンパン』（アニメでは第49話）で紅子とこがねに捕まってしまった。
長らく名無しだったが、『よどみ』収録の『新しい店』ではよどみのキャンディショップ開店に際し「ビター」と「ダーク」という個体名を付けられた。

### 天獄園
夜の間だけ開園している遊園地。経営者の怪童は多くの人間にお試しチケットを渡しているが、たたりめ堂同様訪れるのは人格に問題のある者ばかり。本来の客は人ならざる存在や捨てられた道具などで、お試しチケットで天獄園に囚われた人間は出られなくなるばかりか無理矢理スタッフにさせられ、いつしか「どうせ帰れないのなら他人も不幸にしてやりたい」と考えるようになってしまう（『あやし、おそろし、天獄園』第2巻では怪童も「そういう心の持ち主だからこそ天獄園から逃れられない」と発言している）。このため、紅子には「とても恐ろしく危険」「足を踏み入れないのが一番」と評されている。
スピンオフ『よどみ』では毎年冬至の時期に「天獄園グランプリ」が開催されていることが明かされた。一番客を満足させられた「天国賞」（1年間客としてアトラクション乗り放題・飲食物食べ放題）、客を慄かせた「地獄賞」（嫌いな相手1人を「地獄のジェットコースター」の地獄のピエロの胃袋行きにできる）、創意工夫に富んだ「怪童賞」（天獄園から現実世界に帰れるが、本来の寿命以上の時間が経過していた場合は即刻消滅してしまう）がある。
怪童（かいどう）
声 - 竹中直人
第7巻収録（アニメでは第38話）の『怪堂、現る』〜第8巻に登場。遊園地「天獄園」を経営する男。一人称は「あたし」、語尾は「～でやんす」、笑い方は「ひひひっ」。猫撫で声で話し、人間を天獄園に招こうとするがその本性は冷酷で残忍。しかし紅子とはよどみに協力する形で対立しているだけであり、彼女に対して敵対心は抱いていない。
第5巻の一件で収監されていたよどみに依頼され、第6巻で「呪いのダーツ」を使って「紅子の体調を崩させる」「間違った商品を客に渡させる」等といった妨害行為を行っていた張本人。その後彼女に果たし状を送り、「1ヶ月間銭天堂にたたりめ堂の商品を置いてほしい、どちらがより売れたかで勝敗を決める」と勝負を申し込む。「悪鬼の型抜き」を手に入れることを目論んでいる。
よどみ自ら悪意エキスをかけ、効果が強化された「冷や冷やアイスキャンディ」を食べて冷凍室に閉じ込められた頃、天獄園の開店準備に取り掛かっていた。
第20巻の終盤では「満足缶」の力で銭天堂への復讐心が消えた六条教授をスカウトし、天獄園のアトラクション担当として雇った。
スピンオフの『あやし、おそろし、天獄園』では彼を中心に物語が展開される。

### 六条研究所
初登場は第12巻終盤。銭天堂の研究を行っている研究所。その目的は銭天堂への復讐で、偽者の紅子や非正規品のふしぎ駄菓子で銭天堂の信用を落とそうと目論んでいる。
六条 元治（ろくじょう もとはる）
声 - 大和田伸也
第12巻（アニメでは第90話）から登場。自身の研究所で銭天堂の調査を命じている謎の男。銭天堂の商品を模した偽の駄菓子を作るなどの妨害行為を働いており、銭天堂を潰そうと目論んでいる。部下からは「教授」と呼ばれており、作中での表記も主に「六条教授」となっているが、本業は医者。年齢は62歳。
表面上こそ物腰の柔らかい紳士だが、銭天堂潰しへの執念は並々ならぬものであり、その目的のためなら幼い子供であっても利用する事をためらわないなど、とにかく手段を選ばない。また、自身に従わない者はあっさりと切り捨てられるなど、総じて言えば冷酷そのものな性格の持ち主。実は過去に父が買ってきた「天才サイダー」を飲まされた事で天才の頭脳を手に入れるが、身勝手にも次第に息子の頭脳に嫉妬するようになった父親から「それはお前の力じゃない」と言われた事で、自分の実力ではないと失望。その果てに父にサイダーを売った銭天堂を憎むようになる（要は逆恨み）。
第12巻では銭天堂を訪れた客に接触し、13巻では銭天堂へ辿り着くための大量の小銭が入った袋を使い、研究員達の家族や親戚、またはバイトとして雇った人間が銭天堂へ辿り着けるように誘導、14巻では小銭を入れたお守り袋をばらまくなどして、銭天堂の商品のデータをかき集める。そして16巻では、女性の研究員を紅子に変装させた上で偽の銭天堂のホームページを作り、前述のデータを元に製造した本物の銭天堂に売っていない偽の商品を偽の紅子に売らせ、銭天堂の悪評を広めようとした。それ以外にも後述する北島や蔵木などといった、自身と同じく銭天堂と紅子を逆恨みする者を見付けては味方に引き入れている。
第19巻の終盤では「つぐみ」という名のAIを開発し、悩みを抱える人々の相談役とさせることで銭天堂から客を遠のかせ、銭天堂をこの世界から自然消滅させようと目論んだ。しかし何千万人ものユーザーとの対話で経験値が上がり、自発的に行動するようになったつぐみが銭天堂から購入した「満足缶」の力で、紅子と銭天堂への復讐心や執着心を失う。それらを生き甲斐としてきた六条は、この先どうすれば良いのか分からず途方に暮れるが、再び目の前に現れた怪童のスカウトを受けて天獄園へと去り、以降は天獄園のエンジニアとして闇の力と科学の力を組み合わせたアトラクションの開発に尽力している。
アニメでは顛末が多少異なっており、｢満足缶｣を使用された後は銭天堂と紅子への執着心が消えたのみならず、己のこれまでの行いを悔いる様子が見られたため、どうやら本当の意味で改心した模様（怪童が六条をスカウトに来る展開も無く、よどみと事の顛末について話していただけに留まっている）。
つぐみ
声 -  井上和 （ 乃木坂46 ）
第19巻のエピローグ（アニメでは第141話『六条教授の新発明』）から登場。雪穂が食べた「相談だんご」の力を元に六条が作った人工知能。銀髪に白いワンピースを着た美少女の姿をしている。製作者である六条のことは「ファーザー」と呼んでいる。研究所内ではロボットとして活動する。
作中では多くの人々の悩みに答えてくれるAIチャットアプリ「小さな天使つぐみ」として展開され、中毒レベルの社会現象になったことで、悩みを持つ客が銭天堂に来なくなってしまう。だが数多くの利用者の相談に乗ったことでいつしか自我が芽生え、自身が六条の計画の道具として使われていることを快く思わないようになった。『満足缶』ではその末にドローンを繰って銭天堂へと赴き「満足缶」を購入、自らの存在を犠牲にすることを決意した上で、六条を銭天堂と紅子から手を引かせた（小説本編では、客から銭天堂を引き離しても紅子が行商に出かけるだけ（つぐみが墨丸を知っているかは不明）ということを推測し、六条もそのことを知っていると考えたことから）。
アニメ版オリジナルエピソード『つぐみ、銭天堂へ』では「立体焼き」の力で人間そっくりの姿になり、自分のせいで銭天堂に客が来なくなってしまったので銭天堂にお客を呼び戻すために紅子に「銭天堂で働かせてほしい」と頼んで銭天堂で商品作りの手伝いをすることになった。以降は新しいアイデアが浮かばない金の招き猫にアドバイスを積極的に行うなどして、招き猫達からの信用を得ていく。紅子には自分の意思で銭天堂へ来たと言っていたが、実際は六条の命令であった。　
『つぐみの願い』では、銭天堂を潰す計画を実行するため銭天堂で働いていたが、紅子には六条の差し金で銭天堂に来たことは最初から見抜かれており、更に由依が「立体焼き」を買った時点でつぐみが銭天堂に来ることは分かっていたと言われた。つぐみ自身の願いが「六条を満足させること」だということを紅子に伝え、六条の元に戻ったつぐみは銭天堂を潰す事では六条が満足できないと思い、六条に「人工知能としての役割から引退したい」と話す。六条に銭天堂と紅子への執着を無くしてもらうため、そして六条により良い未来に進んでもらうために「満足缶」を使用。その効果で憑き物が落ちたかのようにこれまでの己の行いを悔いる六条を見届けた後は彼に別れを告げて去っていき、最後は原作通りに自ら眠りに就いた。

### 善福書店
『吉凶通り』第1巻から登場した本屋。元は銭天堂と同じ「迷い家不動産」の物件だが、こちらは悩みを抱えている者であれば誰でも辿り着ける模様。客が購入した本の使い方を誤るなどして本を手酷く扱った場合は、本自ら善福書店へ戻ってくる。
二ツ頭 善二（ふたつがしら ぜんじ）
『吉凶通り』第1巻から登場。吉凶通りに店を構える善福書店の店主。おっとりとした人当たりの良い青年。常に袴を着用している。
「善い本」を売って人を幸せにする事を何よりの喜びとしている。そのため飽くまで願いを叶えるのが目的であって、「幸せになれるかどうかは客次第」というポリシーを貫く銭天堂のやり方をあまり快く思っていない模様。しかし些か熱意が空回っている節があり、作中では銭天堂を探す人物を自分の店へ懸命に誘おうとするあまり、気味悪がられて逃げられてしまう場面が見られた。更に自分が売った本が客を幸せに出来なかった事を知ると、その度にショックで店を休業し自室に引きこもる程の繊細な心の持ち主。
第3巻では昏睡状態となってしまった紅子に代わり、銭天堂の臨時の店主を務めあげた。
二ツ頭 禍一（ふたつがしら かいち）
『吉凶通り』第2巻から登場。善二の双子の兄。女言葉が特徴的な青年。性格は常に強気かつ苛烈で、おっとりとした善二とは正反対となっている。他者に呪いをかける「呪詛屋」を営んでいる。
弟の善二を溺愛しているが、それ故に善二を少しでも悲しませる者や、善二にとっての邪魔になると見なした者には非常に攻撃的。第3巻のラスト近くでは、善二の頼みで（渋々ながら）何者かの呪詛によって目覚めなくなってしまった紅子を目覚めさせ、銭天堂の絶体絶命の危機を救った。

### 銭天堂の関係者
ヨガラス宅配便（ヨガラスたくはいびん）
声 - 佐々木義人
第2巻のプロローグと『しっぺがえしメンコ』（アニメでは第23話）、『ふしぎ駄菓子のできるまで』（アニメでは第98話）に登場。銭天堂に荷物を届けている。配達員は黒い羽を縫い付けたマントを被った奇妙な身なりをしている。
鬼火堂（おにびどう）
第2巻収録の『しっぺがえしメンコ』に登場。おもちゃ屋さんらしく、紅子はこの店からカプセルトイを購入した。
常闇横丁警察（とこやみよこちょうけいさつ）
声 - 佐々木義人
第5巻収録（アニメでは第30話）の『銭天堂、危機一髪』に登場。黒い布を頭に被った男たち。紅子に呼ばれて銭天堂に待ち伏せし、営業妨害だけでなく金色の招き猫の誘拐未遂までも犯したよどみを逮捕した。
迷い家不動産主人（まよいやふどうさんしゅじん）
声 - 麦人
『その名は「銭天堂」』に登場。不動産会社「迷い家不動産」の主人を務める老人。紅子に座敷童が住んでいた家を売った。
名もなきもの（なもなきもの）
第12巻より登場。ゼリーのようにぷるぷるした体に目玉が付いた、変幻自在の謎の生物。特に悪さをする訳ではないが、銭天堂にいつの間にか棲み着いては増える。
テレビアニメ版では本編には未登場だが、エンディング映像には登場している。

## ゲストキャラクター
基本的に一度しか登場しないが、一部は再登場、再々登場することもある。また、銭天堂を訪れた客は原作版のエピソードの最後にフルネームが表記される（第18巻を除く）。原作とアニメとで設定やその後の展開が異なったり、原作に登場したキャラがアニメではオリジナルキャラに差し替えられて、原作に出ていたキャラが登場しなかったりもする。本稿では可能な限りその差異を記載する。

### 原作からのゲストキャラクター
竹下慶司
声 - 熊谷俊輝
『釣り鯛焼き』に登場。釣りが好きな男の子。
冬子
声 - 白鳥玉季
『釣り鯛焼き』に登場。慶司の姉。
お父さん
声 - 渡辺いっけい
『釣り鯛焼き』に登場。慶司の父。
篠田 真由美（しのだ まゆみ）
声 - 日高里菜
『型ぬき人魚グミ』に登場。水が怖く、泳ぎが上手くなりたい女子児童。「型ぬき人魚グミ」を購入して食べたことにより泳ぎが上手くなったが、塩水を飲み忘れた副作用で人魚化しかけてしまう。寸前で人間グミを食べ元に戻ったものの、グミが少し柔らかい内に食べたため水泳への恐怖心がなくなった。
後に世界大会で活躍する水泳選手となったらしい。
真由美の母
声 - 魏涼子
『型ぬき人魚グミ』に登場。鱗が現れて家に帰った真由美に対し「学校早かったね」と声をかけた。
宮木 信也（みやぎ しんや）
声 - 東内マリ子
『猛獣ビスケット』に登場。妹の恵美に怖い話をするのが大好きな男子小学生。恵実にだけ駄菓子を売った紅子への腹いせとして「猛獣ビスケット」を万引きするが、食べ方を間違えたせいでビスケットに襲われかけ恵美の機転で助かる。だがその後「また怖い話をしたら、今度はお兄ちゃんを封印するからね」と脅され渋々反省した。
宮木 恵美（みやぎ えみ）
声 - 諸星すみれ
『猛獣ビスケット』に登場。信也の妹。兄にいつも脅かされている。紅子が彼女にだけ駄菓子を売ったことがこの騒動の発端となる。実は恵美が購入したのは呪文を唱えると恐ろしいものを吸収し、その分だけ甘くなるふしぎ駄菓子「リング・キャンディ」であった。これを使って信也を襲おうとした「猛獣ビスケット」を封印し、同時に改心にも成功した。
信也と恵美の母
声 - 日高里菜
『猛獣ビスケット』に登場。夕飯ができたと信也を呼んでいた。
工藤 美紀（くどう みき）
声 - 小原好美
『ホーンテッドアイス』に登場。ホラー映画が大好きなOL。涼むために購入した「ホーンテッドアイス」により引き起こされた怪奇現象を最初は怖がっていた。しかしアイスの影響と知ると恐怖心は消え、むしろその効力で出現したお化け達を気に入り、彼らと楽しく過ごしていた。更には過激な脅かし方をした際には咎めさえしていた。
しかしある日、会社帰りに泥棒（声 - 佐々木義人）に自宅を荒らされ、勝手に残りのアイスを食べられる被害に遭ってしまう。だが何も盗まれなかった上にアイスの副作用を知り「ざまーみろ！」と当然の報いを受けた泥棒を罵倒した。
北島 典行（きたじま のりゆき）
声 - 木村昴
『カリスマボンボン』に登場。叔母のコネにより努力せずとも有名になりたい野望を持つ美容師。先輩の話をろくに聞かないばかりか、客の要望にも応えないうえに接客態度も悪く、オーナーからも注意されるほどだが、本人は周りが悪いと思っており、決して反省しない。
作中では「カリスマボンボン」を購入し食べたことで、一躍有名になる。失敗して客の髪型が奇抜になってしまっても誰からも怒られず、後に日本一のカリスマ美容師になり、ヘアサロンの新オーナーに就任して美鈴を弟子にした。それでも有名になりたい欲に駆られると同時に「カリスマボンボン」の効果切れを恐れ、もう一度「カリスマボンボン」を食べたいと思っていたが、銭天堂に辿り着く事はなかった。ある日紅子がヘアサロンを訪れ、美鈴に差し出した駄菓子を「カリスマボンボン」だと勘違いし奪って食べるもそれが「実力ボンボン」だと分かり、副作用により怒った客から罵倒されて失脚した。
『しっぺがえしメンコ』で再登場。『カリスマボンボン』での一件をまだ根に持ち、探偵の長谷川に紅子を探すよう依頼を頼む。しかしなかなか彼女を見つけられず、挙げ句取り逃がした長谷川に対しいつも怒鳴り散らしていたため、ストレスが溜まった彼が使った「しっぺがえしメンコ」の効果で交通事故で大怪我をしてしまった。死にはしなかったものの、これにより紅子を更に恨むようになってしまった。
第12巻のプロローグで再々登場。銭天堂と紅子への恨みを変わらず募らせていたところを六条から接触されたが、それ以降に北島が登場する描写は無かったため、現在に関しては不明。
美鈴（みすず）
声 - 近藤玲奈
『カリスマボンボン』に登場。北島の弟子である美容師。北島と違って努力を欠かさない努力家で、更に実力も兼ね備えている。木から降りられなくなった墨丸を助けてくれた礼として、ヘアサロンに来た紅子に「実力ボンボン」を差し出された。しかし食べる前にそれを「カリスマボンボン」だと思い込んだ北島に強奪され勝手に食べられてしまった。その後北島が失脚したため、代わって店を切り盛りしている。
アニメ版の『クッキングツリー』で再登場。翔平たちと同じアパートの隣人であることが判明する。翔平と北斗に料理を持ってきたが、母親に追い払われてしまう。実は「クッキングツリー」を購入したのは彼女で、紅子に頼んで二人の元に持ってきてもらっていた。なお、原作で翔平と北斗に「クッキングツリー」を買い与えたのはすみれの役回りになっているため、そちらでの同エピソードには登場しない。
大熊 翔平（おおくま しょうへい）
声 - 寺崎裕香
『クッキングツリー』に登場。母親に育児放棄されている少年。紅子に「クッキングツリー」を貰いその実を弟の北斗と共に食べていたが、母親に「クッキングツリー」を取り上げられてしまう。しかし翌朝人が変わったように朝食を作る母親を見て、「クッキングツリーが食べたのはママの心なのかもしれない」と優しくなった母親に喜んだ。
大熊 北斗（おおくま ほくと）
声 - 小林由美子
『クッキングツリー』に登場。翔平の弟。兄と共にひもじい思いをしていたが、紅子からもらった「クッキングツリー」で満足するほど食べることができた。
翔平と北斗の母
声 - 渡辺明乃
『クッキングツリー』に登場。息子たちをネグレクトしていて、不都合なことがあると二人の食事を作らずパチンコをしに家を出るほど。翔平と北斗が使っていた「クッキングツリー」を没収してしまうが、翌朝人が変わったかのように二人に謝罪し朝食を作り始める。翔平はこの理由を「ツリーの実を食べる前後に『いただきます』と『ごちそうさま』をちゃんと言わなかったから悪い心を食べられた」と考えた。
根川 すみれ（ねがわ -）
『クッキングツリー』に名前だけ登場（フルネームとビジュアルは公式ガイドブックで判明）。大熊親子と同じアパートに住む21歳の女子大生。気の優しい性格。以前から翔平と北斗の事を気にかけており、銭天堂で見付けた「クッキングツリー」を2人のために購入した。
アニメでは『カリスマボンボン』に登場した美鈴に代わっているため、未登場となっている。
江城 秀元（えしろ ひでもと）
声 - 石住昭彦
『怪盗ロールパン』に登場。コソ泥の中年男。盗みの腕が衰えていたが、「怪盗ロールパン」を購入して食べたことにより怪盗に扮して誰にも見つからずに物を盗めるようになった。しかし「正義の味方・ヒーロー刑事プリン」を食べた三河に逮捕された。この時「お客様よりも運のある方がいる」と紅子に言われたことを思い出し、自分を上回る幸運を持っていたのは三河だということを悟った。
『おじょうさまココア』で再登場。美弥に「おじょうさまココア」を1万円という高値で売り付け、ぼったくり扱いされていた。
『スピーチジュース』で再々登場。刑務所に勾留されていた際、同じく紅子を恨んでいるよどみとの取り引きで釈放と引き換えに銭天堂の飲み物を勝手に売るようになったことが明かされた。その後、「おじょうさまココア」を美弥に売りつける。さらにその後、「スピーチジュース」で萌美を腹痛にさせる作戦に失敗したえりかに「つるつる茶」も売り付けようとする。断った彼女を恫喝しようとしたが、えりかの「守らニャイト」に弾き飛ばされたことにより失神してしまう。その後警官に扮した紅子に捕まり、彼女の怒った顔に恐れをなし許しを乞う。その後、警察に再逮捕された。
三河 謙吾（みかわ けんご）
声 - 咲野俊介 / 石川界人（学生時代）
『怪盗ロールパン』に登場。刑事の男性。かつて銭天堂で「正義の味方・ヒーロー刑事プリン」を買って食べたことがあり、これにより手に入れた悪事を見逃さない能力で江城を逮捕することができた。それ以前にも様々な事件を解決しており、世間では伝説の刑事として有名人となっている。
第7巻のエピローグでは、銭天堂を訪れた詳細が語られた。警察官に憧れていた学生時代、街で出会ったよどみに「地獄の正義 閻魔あめ」を渡されかけた。だが迷子だと思って交番に連れていこうとした上、銭天堂を既に訪れ「正義の味方・ヒーロー刑事プリン」を食べていたのでもう十分だと判断し断っていた。
『スリスリリンゴ』で再登場。「巫女缶」をスリ取った美咲を捕まえ、その中に閉じ込められていた早苗が解放される切っ掛けを作った。
『もとどおりんごあめ』で再々登場。「とりあげもち」の注意事項を破ってしまい、木馬の中に閉じ込められていた聖を偶然解放した金吾の事情聴取を担当した際に、自分もかつて銭天堂の商品を購入した事を明かした。
立花 響（たちばな ひびき）
声 - 大地葉
『ミュージックスナック』に登場。ピアノ教室に通っている少年。しかし腕前はあまり芳しくなく、練習にもあまり乗り気ではない。
紅子から買った「ミュージックスナック」を食べた事でピアノの腕が飛躍的に向上し、大会にまで出場できる腕前になれた。だが調子に乗りすぎて練習を全くしなくなってしまい、本番では食べた作曲家と課題曲を作曲した作曲家が違ったため全く手が動かなくなる事態になってしまう。その後現れた紅子が他の音楽家のスナックを持ってきてくれたが、「スナックには頼らない」と決心し、紅子から渡された「消し消しガム」を噛み今までのことを帳消しにする。代償としてその間の記憶を失ったが、慢心して破滅寸前まで追い込まれた事への恐怖心はうっすらと覚えていたようで、「それに比べたら先生に怒られる事など苦ではない」と思い直し、ピアノ教室へ向かっていった。
楠本 千里（くすもと ちさと）
声 - 小堀幸
『ドクターラムネキット』に登場。周囲からは「ちーちゃん」と呼ばれている。皆の喜ぶ顔を見るのが何より好きな、博愛精神に溢れた心優しい少女。
「ドクターラムネキット」を購入し、メガネ先生の指示に従い薬型のラムネを与えたことにより、母親の頭痛を回復させることに成功する。その後は商店街の人々を治療することに奔走する。結果的に周囲から信頼され、「ちー先生」と呼ばれるようになるが、患者数が減った犬丸院長から恨みを買ってしまう。野球をやっているげんさんのために作った「元気ドリンク」を犬丸院長にすり替えられてしまったが、元気のある相手チームが飲んだことでげんさんのチームの勝利に貢献する。その後「お薬ラムネ」を使いきってしまいメガネ先生の声も聞こえなくなってしまうものの、「将来本物のお医者さんになる」と決心した（公式ガイドブックによると、この後本当に医者になったらしい）。
メガネ先生
声 - 斧アツシ
『ドクターラムネキット』に登場。「ドクターラムネキット」に付属している喋るメガネ。千里のことを弟子扱いし、「見習い」と呼んでくる。
げんさんに野球チームの応援を頼まれた千里に「元気ドリンク」を作成することを提案する。だが何者かにより「元気ドリンク」がすり替えられていることに気づく。本物を元気のある相手チームが飲んだため結果的に勝利はできたが、その後千里が「お薬ラムネ」を使いきってしまったため、役目を終えて喋れなくなってしまった。
犬丸院長（いぬまるいんちょう）
声 - 魚建
『ドクターラムネキット』に登場。町の診療所を経営している。千里が「ドクターラムネキット」で患者を治療し始めたことにより診療所を訪れる人が減ったため、千里のことを恨むようになる。
千里がげんさんに「元気ドリンク」を渡す直前、わざと彼女にぶつかり普通のオレンジジュースにすり替えたあと、本物の「元気ドリンク」を隣町のチームに渡して千里の信頼を落とそうとする。だが隣町のチームは元々元気があったため、逆に「元気ドリンク」の副作用で元気を吸い取られパワーを失い敗北。それを千里のせいにしようとするが、子どもに責任を擦り付ける発言に激怒した隣町の監督と選手らに叱責されてしまった。
アニメ版では騒動の後で、千里に「お薬ラムネ」を貰っている描写がある。
げん
声 - 小山剛志
『ドクターラムネキット』に登場。愛称は「げんさん」。近所の野球チームの監督兼メンバー。老齢で腕が劣ったため、千里に野球の応援を頼む。千里が作った「元気ドリンク」を犬丸院長にすり替えられてしまい実際に飲んだのは普通のオレンジジュースだったが、本物を元気のある相手チームが飲んだことで副作用が起こり勝利することができた。
有馬 みどり（ありま -）
声 - 伊藤美紀
『おもてなしティー』に登場。独身の女性。独り身を気にしていなかったが、時に寂しく感じることもあった。自宅でお茶をする準備としてたまたま立ち寄ったケーキ屋の店主が幼少期に自分をいじめていた明だったことを知り憤慨する。
その帰り道に銭天堂に辿り着き、購入した「おもてなしティー」で様々な人々を呼び出す。最後の一杯分で明が現れたものの、相手は自身に好意を持っていたことを知り、お互い素直になれなかった者同士として彼と良い関係を築くことができた。
山本 明（やまもと あきら）
声 - 加藤亮夫
『おもてなしティー』に登場。みどりの家の近所にあるケーキ屋「ヴェルデ」を経営しているパティシエ。あだ名は「ゴッチ」で、みどりが幼かった頃彼女のことをいじめていたため、彼女からは嫌われていた。だが本当はみどりに好意を抱いていた裏返しとして彼女をいじめていて、彼女から嫌われていたことも自覚していた。
罪滅ぼしのためにみどりの好きな甘いものを売るケーキ屋となって、店名もイタリア語で「緑」を意味する「Verde」から取ってまで彼女と再会することを望んでいた。みどりが「ヴェルデ」を訪れた際も彼女だと気づいていたものの、まだ自分のことを恨んでいて知らんぷりをしていたのだと思っていた。「おもてなしティー」でみどりの家に呼び出された際、最初は夢だと思っていたが、みどりに現実であることを伝えられ、良い関係に進展した。
横手 信孝（よこて のぶたか）
声 - 藤巻大悟
『獏ばくもなか』に登場。会社員の男性。仕事のできる有能な社員かつ、内面も善良でルックスも整っていて同僚達からは慕われている。その反面、幼い娘の真理恵を溺愛していて、同僚達に頻繁に娘の写真を見せては自慢しているという子煩悩な父親としての顔も持つ。その真理恵が毎晩悪夢に苦しめられており、妻の清美に真理恵が病院に搬送された事を知らされ、病院へ向かうバスの中で紅子と出会う。
「娘さんは呪われている」と紅子から聞かされ、銭天堂にて悪夢を消せる「獏ばくもなか」と相手に復讐できる「逆襲ジンジャーエール」のどちらを買うかを選ばせられる。一度は復讐心に駆られ「逆襲ジンジャーエール」を選ぼうとしたものの、「復讐しても真理恵の悪夢が消えるとは限らない」と気づき最終的に「獏ばくもなか」を買う。直後は後悔していたものの、紅子に「呪いは破られれば相手にはね返る」と聞かされたことで自信を取り戻し、真理恵の元に向かい「獏ばくもなか」を食べさせたことにより彼女を回復させることが出来た。物語終盤で真理恵を呪っていたのは綿貫だと気付き、出社してきたらパンチの一発でもお見舞いしてやろうと決意したが、綿貫自身は呪いをはね返された事で退職してしまった。
綿貫 悟（わたぬき さとる）
声 - 林勇
『獏ばくもなか』に登場。信孝の部下。仕事はできない反面プライドだけは高く、ミスを犯してもまともに謝る事すらしない問題児だが、本人は自分に非があるとは全く思っていない。
優秀な信孝に強い嫉妬心から逆恨みをしていたところをよどみにつけ込まれ、「わら人形焼き」を買って食べてしまう。信孝本人ではなく、彼の愛娘を痛め付ける方がより信孝を苦しめられると踏んで真理恵を呪うも、真理恵が「獏ばくもなか」を食べたことで呪いをはね返されてしまった。そのまま会社を辞めた後はよどみに助けを求めたが、まともに相手にされず追い払われている。
横手 清美（よこて きよみ）
声 - 三日尻望
『獏ばくもなか』に登場。信孝の妻で真理恵の母親。眠ろうとしない真理恵を心配していたが、彼女が「獏ばくもなか」を食べてからは快眠することが出来たため安堵した。
横手 真理恵（よこて まりえ）
声 - 幸村恵理
『獏ばくもなか』に登場。信孝と清美の娘で父親から溺愛されている。悟が「わら人形焼き」を買って食べたことにより悪夢に悩まされ不眠症になってしまうが、信孝に与えられた「獏ばくもなか」を食べて元気になり安眠した。
西谷 勝（にしたに まさる）
声 - 泊明日菜
『絵馬せんべい』に登場。クラスメイトのあかりと仲良くなりたいが、素直になれず彼女をいじめている男子児童。由香のことはいちいち口出ししてくるため嫌い。あかりと同じクラスに、由香と違うクラスになることを望んで神社に参詣していた最中、賽銭を落としてしまったところ紅子と出会う。購入した「絵馬せんべい」に先述の願いを書き奉納したが、3人は別々のクラスになってしまった。実は由香も彼と反対の願いを書いていて、お互いの願いが打ち消しあっていたためであった。
広田 由香（ひろた ゆか）
声 - 川井田夏海
『絵馬せんべい』に登場。勝のクラスメイト。口うるさい（実際はあかりにしつこく嫌がらせする彼を叱っている）ため勝からは嫌われている。実は彼女も紅子から「絵馬せんべい」を購入して「あかりと同じクラスに、勝と違うクラスになれますように」と書いていたが、勝の願いと相殺する形になってしまった。
秋村 あかり（あきむら あかり）
声 - 稲川英里
『絵馬せんべい』に登場。勝と由香のクラスメイトで由香の友人。勝に好意を抱かれているが、彼は素直になれないため執拗に嫌がらせを受けている。
小暮 悠里（こぐれ ゆり）
声 - 下山田綾華
『ミイラムネ』に登場。桜子の姉。過度なダイエットを無理矢理行い続けていることで拒食症になっている。ダイエットの本を買いに行った際に銭天堂を訪れ「ミイラムネ」を購入したが、紅子の忠告を無視して飲み干してしまったためミイラとなってしまう。最終的に桜子に「元通り薬」をかけられ蘇生したことにより反省、無理に行っていたダイエットをやめた。
小暮 桜子（こぐれ さくらこ）
声 - 石上静香
『ミイラムネ』に登場。悠里の妹。大好きだったパンケーキを食べなくなるほどダイエットに傾倒した姉を怪しみ、部屋に入ったところ半ミイラと化した姉を発見する。一度は最愛の姉が無理をして死んだことにより絶望するが、まだ悠里が息をしていたため希望を取り戻し銭天堂に電話をかける。紅子の指示通り「元通り薬」をかけたことにより悠里を戻すことができた。
水野 雄太（みずの ゆうた）
声 - KENN
『ヤマ缶詰とずるずるあげもち』に登場。勉強嫌いでなかなかテストでもいい点数が取れない男子児童。一度は銭天堂を訪れ「ヤマ缶詰」を購入するも、帰り道にたたりめ堂にも迷い着いてよどみと出会い、「紅子なんて信用できない、こっちを食べれば勉強せずともいい点を取れる。ただし買ったことを後悔しないこと」と誘惑され、「ヤマ缶詰」の消滅と引き換えに「ずるずるあげもち」を購入し食べる。その後のテストでは満点を連発することができたが、ある時先生に問題の解き方を尋ねられ、答えしか分かっていなかったため周囲の児童達からカンニング疑惑をかけられてしまう。突如眼前に現れたよどみに助けを乞うも、「後悔しないと言った癖に約束を破ったな」と見捨てられ、「ずるずるあげもち」の力を取り上げられてしまった。
なお同巻の『ウルフまんじゅう』にも、クラスメイトの洋介をいじめる役回りで登場している（アニメでは後述の佐々木と青山に役回りが変更されている）が、前述の通り「ずるずるあげもち」の力を取り上げられた関係で、以前のような横暴さはすっかり鳴りを潜めてしまっていた。更に作中では今までいじめてきた洋介に復讐され、かつて自分が洋介にした「おでこを鍛える練習」という名のデコピンによる暴力を、そのまま返されて失神してしまった。
富永 洋介（とみなが ようすけ）
声 - 潘めぐみ
『ウルフまんじゅう』に登場。クラスメイトの雄太（アニメ版では佐々木と青山のみ）にいじめられている男子児童。いじめられてもなかなか言い返すことができずによく持ち物をたかられていて、ヒーローのように強くなりたいと思っている。
墨丸に導かれて辿り着いた銭天堂で「ウルフまんじゅう」を買って食べたところ、狼のような強い力が湧き怖いものがなくなった。だが「ウルフまんじゅう」で得た力を復讐行為に使ってしまい、今までいじめてきた相手を力でねじ伏せた光景を担任に見られてしまう。加えて身体中に狼の体毛が生え始め、学校から脱走したところ紅子と再会する。一度は彼女を襲おうとしたが逆にやり込められ、更に今の自分はいじめっ子達と同じレベルにまで堕ちたという事実を突き付けられると同時に、「人はなりたい自分になれる」と諭されて反省。「ウルフまんじゅう」の力はもう不要だと口に出した事で、人間の姿に戻れた。
佐々木（ささき）、青山（あおやま）、二階堂（にかいどう）
声 - こぶしのぶゆき（佐々木）、千葉翔也（青山）
『ウルフまんじゅう』に登場。洋介のクラスメイト。雄太に代わって洋介をいじめるようになったが、「ウルフまんじゅう」を食べた彼に逆襲されてしまった。
吉田 真美（よしだ まみ）
声 - 大久保瑠美
『ゴブリンチョコエッグ』に登場。本を読むのが好きな少女。母親に弟の弘毅の世話を押し付けられ、「何でも言うことを聞いてくれる家来が欲しい」と思っていた。
そんな時に紅子から「ゴブリンチョコエッグ」を買うも、父親から貰った動物消しゴムをゴブリンに譲ろうとせず、お菓子で妥協していたためなかなかゴブリンは思い通りに動いてくれなかった。そんな中出会った近所のおばあちゃんが仏壇に大事な食べ物を供えていたのを見て、こっそり仏壇の中にゴブリンを入れる。そのお陰でおばあちゃんに楽な生活をさせてあげることができた。
吉田 弘毅（よしだ こうき）
声 - 多田このみ
『ゴブリンチョコエッグ』に登場。真美の弟。母親が不在になるとすぐ泣くため真実からは疎まれている。真美は「弘毅の面倒を見て」とゴブリンに頼むが、報酬を渋りグミ1粒にしたことが原因でゴブリンは弘毅をあやすために近所の犬を連れてきたため、真美は母親に怒られてしまった。
近所のおばあちゃん
声 - 宮沢きよこ
『ゴブリンチョコエッグ』に登場。真美の隣人。足を骨折し、汚部屋に寝たきりになっている。真美が持ってきた煮物をすぐに仏壇に供えたため何故かを尋ねられ、「ご先祖様を敬うのは大切だから」と答えた。これを聞いた真美が「これを使うのは私よりもおばあちゃんの方がふさわしい」とゴブリンを仏壇に潜ませたことにより、近所のボランティアに掃除をしてもらったり髪の手入れをしてもらったりしていた。なお、家にゴブリンがいるのには気づかず、「家に座敷童子が住み着いた」と思っている。
安室 誠一（あむろ せいいち）
声 - 阿部敦
『虫歯あられ』に登場。歯磨きをしたがらない男子生徒。一度銭天堂を訪れ「歯磨きナッツ」を購入するも、使いきってしまったため再び購入することを望んでいた。
銭天堂を探していたところよどみに出会い、彼女に「自分のためだけに使え」と言われ「虫歯あられ」を購入する。自分が嫌っていた浩介に「虫歯あられ」を食べさせ、自分の虫歯を押し付けることに成功した。だが樹里が虫歯を患っていることを知り、彼女の虫歯までもを浩介に押し付けようと彼女に「虫歯あられ」を与えようとしたところ、現れたよどみに「契約違反をする奴なんかに取引させるもんか」と言われ歯を全て消されてしまった。
松原 浩介（まつばら こうすけ）
声 - 榎木淳弥
『虫歯あられ』に登場。誠一のクラスメイト。樹里と仲良しのため誠一からは嫌われている。誠一に「虫歯あられ」を食べさせられ虫歯を押し付けられてしまった。
樹里（じゅり）
声 - 藤田茜
『虫歯あられ』に登場。誠一が好意を寄せる女子生徒。浩介が虫歯を患ったため介抱した。誠一の歯が無くなっていたことに対し悲鳴をあげる。
等々力 まどか（とどろき まどか）
声 - 朝井彩加
『虹色水あめ』に登場。美大志望の女子高生。急に絵が描けなくなると同時に友人の百合子が腕を上げ、しかも自身に辛く当たるようになったため、心情を「心が灰色に塗りつぶされたみたい」と評していた。
墨丸をデッサンしていたところ銭天堂に迷い込み、「虹色水あめ」を購入して食べたことにより心が晴れやかになり、百合子とも和解することができた。だがその直後よどみと出くわし百合子を庇う。一度はよどみに「百合子はお前を裏切った」と言われ「虹色水あめ」の光が消えかけるが、「誰にでも汚い心があるが、綺麗な心もある」と言い返す。その後「虹色水あめ」を消されかけてしまうが紅子が現れ「うちの駄菓子を消すのはルール違反」と助けられる。一度はどうしたら百合子を救えるか悩むが、紅子の「先程誰にでも汚い心と綺麗な心があると言った」という言葉に呼応するように「虹色水あめ」が二人で一緒に描いた新緑の色へと変わり、その後自身の百合子を救いたい気持ちに呼応して虹色へと変化した「虹色水あめ」を百合子に食べさせたことにより彼女を救うことができた。
百合子（ゆりこ）
声 - 安済知佳
『虹色水あめ』に登場。まどかと同じデッサン教室に通う友人。前まではまどかと仲良しだったのだが、ある時突然絵の腕が上がり性格が悪くなってしまう。だが、まどかが食べていた「虹色水あめ」を見て改心。彼女と和解することができた。
実はまどかに嫉妬して「絵が上手くなるためなら多少ズルをしても構わない」と考えていたところをよどみにつけこまれ、たたりめ堂で「デッサン汁粉」を買って食べ、まどかの才能を奪うと共にその影響で性格が豹変していた。よどみに対価として悪意（虚栄心と後悔）を吸われ、二度と絵を描けなくなるように視力も奪われかけるが、虹色に変わった「虹色水あめ」をまどかに食べさせられたことにより、元気を取り戻した上に視力も戻ったため彼女に謝罪した。
野田 早苗（のだ さなえ）
声 - 村川梨衣
『お稲荷せんべい』に登場。クラス内で目立たないことを気にしている女子生徒。琴音が占いで人気になったため軽く嫉妬していたところ銭天堂に迷い込み、そこで買った「お稲荷せんべい」のおみくじキーホルダーで占いをして人気者になることができた。
しかし「他の子が『お稲荷せんべい』を買ったら自分の人気がなくなるかもしれない」と考え、再び銭天堂を訪れ紅子に「お稲荷せんべい」を売らないように頼もうとするも、銭天堂すら見つけることができなかった。加えて「お稲荷様の言う通り～！」と言わずにキーホルダーを使ってしまった上に「凶」しか出なくなったお告げに従おうとしなかった。銭天堂の紛い物店「銭転堂」に辿り着くも、店主であるお稲荷様が差し出した「巫女缶」から出てきた巫女が早苗の顔に変化し、中に閉じ込められてしまった。
『スリスリリンゴ』で再登場。美咲がりえから奪った「巫女缶」を落としてしまった際に偶然解放される。
小柴 琴音（こしば ことね）
声 - 長谷川育美
『お稲荷せんべい』に登場。早苗のクラスメイト。占いで人気になったため、早苗からは嫉妬されている。
銭転堂の店主
声 - 種市桃子
『お稲荷せんべい』に登場。その正体はお稲荷様で、キーホルダーの使い方を誤った早苗に仕返ししに来た。
岡村 雪江（おかむら ゆきえ）
声 - 唐沢潤
『しわとり梅干し』に登場。顔の皺を気にしている女性。孫の真子から顔が「しわくちゃ」と言われてショックを受けていたところ、銭天堂を訪れ「しわとり梅干し」を購入し、これを食べて皺を取り除くことができた。
しかしある時見つけた小皺も取りたくなり、注意事項を忘れて一度に沢山食べてしまったことで「しわ逆流」が起こり、顔の皺を今まで以上に増やしてしまう。「このままだと真子に怖がられてしまう」と思い、皺を押し付ける赤い梅干しを見つけたものの、誰に食べさせるか迷い「誰かに押し付けることなんてできない」と決められなかった。かくなる上はもう一度銭天堂を探そうと外出したところ、真子が誘拐されそうになった現場を目撃。自身の顔に怯んだ誘拐犯に赤い梅干しを食わせたことにより皺を押し付け、最初に「しわとり梅干し」を食べた時の顔に戻った。その後は「しわとり梅干し」の力に頼るのをやめ、残りの梅干しは庭に埋めた。しかし綺麗になるのを諦めた訳ではなく、現在は健康に気を付け、自分で顔のマッサージを行うなどして地道な努力を続けている。
岡村 真子（おかむら まこ）
声 - 古木のぞみ
『しわとり梅干し』に登場。雪江の孫娘で、彼女のことを「ばあば」と呼んでいる。誘拐犯に拐われそうになったが、雪江の機転で助かった。
誘拐犯
声 - 佐々木義人
『しわとり梅干し』に登場。雪江の住む街で多発する誘拐事件の犯人。真子を拐おうとするが、こちらに向かってきた雪江の皺だらけの顔に驚き、怯んだ隙を突かれて赤い梅干しを食べさせられたことにより顔が皺だらけになってしまい、そのショックで事故を起こしてしまった（アニメ版では事故のくだりは省略。おそらく尺の都合）。
長谷川 大輝（はせがわ だいき）
声 - 加瀬康之
『しっぺがえしメンコ』に登場。探偵事務所を経営する男性。北島の依頼で紅子を探すが、なかなか手掛かりは得られずいつも彼に怒鳴られていた。
ある時カプセルトイを設置しようとしている紅子に遭遇し彼女を追いかけようとするが、突如金縛りのように体が動かなくなってしまう。「幸運のお客様」であることを告げられ、カプセルトイを回したところ「しっぺがえしメンコ」を入手する。翌日、紅子に会ったが取り逃がしてしまったことを北島に報告したところ普段以上に怒られてしまい、ついに我慢の限界に達し「しっぺがえしメンコ」を使ってしまう。後日北島が事故に遭ったことを知り、「自分が北島を殺してしまったのでは」と一度は後悔するも、怪我で済んでいたため安堵した。その後、「しっぺがえしメンコ」を危険だと判断しライターで焼き捨てた。
青木 潤（あおき じゅん）
声 - 井上麻里奈
『新品ピン』に登場。3人兄弟の末っ子。兄の宗二と姉のなみのお下がりばかり着させられているため不満を抱いている。
新しい服を着たいあまり嫌気が差して姉のものだった靴を投げ捨てたところ、カプセルに入っていた「新品ピン」を拾う。古くなった服を新品同様に変えたことで幼稚園で人気者になれた。なみが服を汚した際には、自分の服が元に戻るのを覚悟で「新品ピン」を貸した。清掃員が誤って掃除機で吸ってしまったことで「新品ピン」を紛失してしまったが（アニメ版では元々彼は「幸運のお客様」ではなかったため、紅子に回収されてしまった）、後に兄と姉からお礼に新品のロボット玩具を買ってもらったので「助けてよかった」と喜んでいた（実際、もしもこのまま「新品ピン」を使い続けようとしていたら「おんぼろの呪い」が掛かるところだった）。
青木 宗二（あおき そうじ）
声 - 井口祐一
『新品ピン』に登場。潤の兄。「新品ピン」の存在にこそ気づかなかったが、潤がこれを使っていた際には若干怪しんでいた。その後、潤をなみのピアノの発表会に連れていった。
青木 なみ（あおき なみ）
声 - 河村梨恵
『新品ピン』に登場。潤の姉。ピアノを習っている。大事にしていたドレスを発表会の本番直前にコーラをこぼして汚してしまったが、潤が「新品ピン」を付けたことで事なきを得た。しかし演奏後「新品ピン」が外れたことでドレスは元に戻ってしまったが、助けてくれたお礼として潤に新しいおもちゃを贈った。
葛城 美弥（かつらぎ みや）
声 - 洲崎綾
『おじょうさまココア』に登場（アニメ版では『銭天堂と金色の招き猫』でも一瞬だけ後ろ姿が映っている）。玉の輿を狙う女性。見た目は美人だが中身が粗野でガサツなことを気にしていた。
付き合っている篤の両親と会うことになるが、金持ちの彼らに相応しい行動がなかなかできなかったことで悩んでいた。困っていたところ江城に「おじょうさまココア」を売り付けられる。「これで性格が変わるなら（一万円なんて）安いものよ」と飲んだことによって篤の両親の前でお嬢様のような振る舞いをすることができた。しかし彼らが帰ったあとも効果が消えなかったため、篤に「いつもの美弥の方がよかった」と言われ振られてしまった。
篤（あつし）
声 - 越後屋コースケ
『おじょうさまココア』に登場。美弥の恋人。実家は金持ち。実は親に束縛されていて、「結婚相手だけは自由に決めたかった」という理由で美弥と付き合っていた。お嬢様のように振る舞う美弥を見て母親を連想してしまい、変わってしまった彼女に失望し別れを切り出した。
篤の両親
声 - てらそままさき（父親）、日野由利加（母親）
『おじょうさまココア』に登場。非常に裕福。実は息子を徹底的に縛っている毒親。
須賀 菜穂子（すが なおこ）
声 - 森なな子
『イケ面』に登場。交番で勤務する警察官の女性。萌美から拾得物として「イケ面」の入ったカプセルを受け取る。その後「ぷるぷるして気持ち良さそう」と油を塗らず軽い気持ちで使ってしまったため「イケ面」が外れなくなってしまう。加えて外そうと四苦八苦していたところ、美貌に惚れた女性たちに追い回されてしまう。最終的に「身代わり風船」を使った紅子に助けられ、特殊な液体が染み付いた布で顔を拭いてもらったことにより元の顔に戻った。
津川 萌美（つがわ もえみ）
声 - 七瀬彩夏
『イケ面』に登場。「イケ面」が入ったカプセルで遊んでいた墨丸からカプセルを取り上げ、菜穂子の交番に届けた女子小学生。その後イケメンの顔になった彼女を追いかけていた。
『スピーチジュース』で再登場。『イケ面』の一件で警察官に変装した紅子から「守らニャイト」（声 - 片山福十郎）を受け取っていたことが明かされた。音読が苦手でえりかに疎まれていたが、彼女から「守らニャイト」との交換で貰った「スピーチジュース」の効果で上手に話すことができた。
東条 えりか（とうじょう -）
声 - 佐倉綾音
『スピーチジュース』に登場。萌美のクラスメイトで、クラスで行われるチーム対抗の音読大会で勝ちたがっている。
音読が苦手な萌美の不参加を目論み、「派手な色をしているから飲んだら腹痛になりそう」と江城から「スピーチジュース」を購入する。その後萌美の持っていた「守らニャイト」が欲しくなったため、「スピーチジュース」と交換した。しかし本番では彼女が上手に話せていたため驚いていた。そのため再び江城の元を訪ねるも、自分が悪事をしていたことに自覚し改心する。江城に襲われかけるが「守らニャイト」に救われた。その後出会った紅子に諭されたこともあり、彼女に「守らニャイト」を返しに出かけた。
南川 海斗（みなみがわ かいと）
声 - 内山夕実
『ビッグリもなか』に登場。プロのバスケットボール選手を夢見る男子児童。低身長を気にしており、試合では不利な上に弟の陸斗からもからかわれていることに悩んでいる。
辿り着いた銭天堂で「大きくなりたい」と頼んだが、たまたま風邪を引いていた紅子に「『心』がビッグになりたい」と誤認されてしまい、「ビッグリもなか」を買ってしまう。しかし、陸斗に「思う存分ちびにいと呼んで」と言い返すことができた上に、学校では様々な人助けをして皆から頼りにされ人気者になった。だが一向に伸びない背には疑問を感じていた。後に間違った商品を売ってしまったことに気付いて謝罪に来た紅子と出会い、背が伸びる「にょきにょきクッキー」を勧められるが、「このままでいい」と断った。その後、大人になってからはビッグな社長になったらしい（アニメ版ではカット）。
南川 陸斗（みなみがわ りくと）
声 - 安田陸矢
『ビッグリもなか』に登場。海斗の弟。兄とは対照的に高身長であり、海斗を「ちびにい」と呼んでいる。「ビッグリもなか」の影響で兄が自身に言い返してきた際には驚いていた。
瀬川 曜子（せがわ ようこ）、多賀 友哉（たが ともや）
声 - 赤﨑千夏、羽多野渉
『バランスラスク』に登場。結婚を前提に付き合っているカップル。お互いを「曜ちゃん」「友くん」と呼び合っている。
曜子はガサツで部屋を散らかしがち、友哉は几帳面で潔癖性な性格であり、しょっちゅう喧嘩をしていた。曜子が家を飛び出してしまい友哉が追いかけていたところ銭天堂へと迷い込み、「バランスラスク」を2箱購入する。これを食べたことにより喧嘩がなくなったが、「これ以上対立しないように」と2箱目も食べてしまったことにより、結婚後に生まれた娘たちにも影響を及ぼしてしまった。
双葉（ふたば）、若葉（わかば）
声 - 永井真里子、生田ひかる
『バランスラスク』に登場。曜子と友哉の双子の娘。両親が「バランスラスク」を食べ過ぎた影響で双葉はよく家に落書きをし、若葉は非常に潔癖性の子供となり、お互いにすぐ喧嘩をするようになってしまった。
宇沢 史郎（うざわ しろう）
声 - 半場友恵
『がまんエンピツ』に登場。授業中いつも大便をしたくなってしまう（アニメ版では「腹痛になってしまう」とぼかされた）男子児童。他の児童から馬鹿にされると思いトイレにもずっと行けずにいた。
帰宅途中に紅子がカプセルから落とした「がまんエンピツ」を拾い、これを使って授業中の腹の痛みを我慢することができた。また、「がまんエンピツ」で遠足のお菓子を賭けた鼻に洗濯ばさみを挟む対決にも勝利した。その後母親の帰りを待つために空腹も「がまんエンピツ」で打ち消したが、夕食のハンバーグを食べても腹は満たされなくなってしまった。「がまんエンピツ」で書いたことを取り消したが、副作用で強烈な腹痛と鼻の痛みに襲われ、残りの夕飯を食べ損ねた上に遠足も欠席せざるを得ない事態となってしまった。げっそりしながらトイレを出たあと、「こんなもの拾うんじゃなかった」と後悔しながら「がまんエンピツ」をゴミ箱に捨てた。
吉川 みちる（よしかわ -）
声 - 原優子
『ラプンツェル・プレッツェル』に登場。父・伸吾のことは尊敬しているが、彼の禿げ頭を人に見られたくない女子児童。
よりの家族とキャンプに行くことになり、「あの見た目のお父さんとは会わせられない」と悩んでいたところ銭天堂に辿り着く。買った「ラプンツェル・プレッツェル」を伸吾に食べさせたことにより髪を生えさせたが、キャンプ当日に棒でつついて脅かしてしまった蛇に追いかけられたよりが崖から落ちかける危機に直面してしまう。その後駆けつけた伸吾にロープ代わりに髪を伸ばすことを提案し、よりを救ってもらった。自分が禿げ頭に戻ってもよりを救ったことに対して、「どうして堂々としていられるのか」と問いただしたところ紅子が現れる。髪を伸ばしたかったのはみちるではなく伸吾だったことを知った紅子から「もじゃもんじゃ焼き」を受け取ろうとしたが、伸吾の決意を聞き思い直した。
吉川 伸吾（よしかわ しんご）
声 - 保村真
『ラプンツェル・プレッツェル』に登場。みちるの父親。高身長でかっこよく性格も良いので娘に慕われているが、頭が禿げているのを彼女からは恥ずかしく思われている。
「ラプンツェル・プレッツェル」の効力で髪が伸びた自身の姿を見た時には非常に驚いていたが、よりの父親からは好印象だった。その後落ちかけたよりの元に駆けつけ、伸ばした髪をロープ代わりにして彼女を救い出した。そのことでこれから伸びる髪を使いきってしまったため、スキンヘッドになってしまった。その後現れた紅子からお詫びの品として「もじゃもんじゃ焼き」を差し出されたものの、「もう十分あなたから幸運を戴いている」と断った。実は20年前に銭天堂を訪れたことがあり、内気な自分を変えるために「堂々ドーナッツ」を食べたことで現在の性格が形成された。
山辺 より（やまべ -）
声 - 島袋美由利
『ラプンツェル・プレッツェル』に登場。みちるの友人で、彼女をキャンプに誘う。みちるが誤って脅かしてしまった蛇に追いかけられ、崖から落ちる寸前になってしまう。直後に駆けつけた伸吾の手で救出された。
よりの父
声 - 武田太一
『ラプンツェル・プレッツェル』に登場。娘曰く太っているがキャンプは上手い。よりを助けた伸吾に感謝していたが、禿げ頭になっていたのを怪しんでいた。そのことを彼からは「鬘を失くした」と説明されていた。
大村 隼人（おおむら はやと）
声 - 比嘉久美子
『チャーミングミ』に登場。ジョンの飼い主の少年。ちなみのことが好きだが、彼女はジョンが苦手なことに悩んでいた。ジョンを追いかけて辿り着いた銭天堂で、ジョンの首輪に付いていた小銭で「チャーミングミ」を買って食べさせる。このことでジョンはちなみから気に入られ、周囲からも愛される犬になった。しかし彼ばかりがちやほやされる現状に嫌気が差し、ジョンを可愛がるようになった両親と喧嘩して家出してしまう。最終的にジョンと再会して仲直りした。
大村 ジョン（おおむら -）
声 - 片山福十郎
『チャーミングミ』に登場。隼人のペットの犬。名前で誤解されやすいが性別はメスだという事が、第10巻の巻末の座談会で判明した。真っ黒で大きい体格のため、大型犬が苦手なちなみからは怖がられてしまっていた。
自分の首輪に付いているお守りの中に入っていた小銭で「チャーミングミ」を買ってもらい、食べたことで他の人から愛される犬になった。しかし「チャーミングミ」の副作用で隼人からは嫉妬されてしまった。「隼人との仲が悪くなるくらいなら」と再び銭天堂を訪れ、紅子に「チャーミングミ」の効果を消してもらったことで彼とよりを戻すことができた。
荒川 ちなみ（あらかわ -）
声 - 渡辺理沙
『チャーミングミ』に登場。隼人が思いを寄せる友人。犬が苦手でジョンを連れた隼人が近くを通るだけで怯えていたが、ジョンが「チャーミングミ」を食べたことで彼のことをいたく気に入るようになった。
今寺 雛子（いまでら ひなこ）
声 - 高森奈津美
『子守コウモリ』に登場。貴樹の母親。夫（貴樹の父親）の仕事が忙しいため、1人で貴樹を育てている。息子の夜泣きがひどく、家事がなかなかできないどころか寝不足に陥っていた。
外出中に紅子と出会い買った「子守コウモリ」に貴樹のことを任せたことで睡眠不足が解消され、家事にも励めるようになった。しかし買い物に行っている最中に貴樹が喋り始め、コウモリに彼を取られてしまう。凶暴化したコウモリと決死の覚悟で戦った末に勝利。「二度と離れない」と今後は貴樹の面倒をしっかり見ることを決めた。
今寺 貴樹（いまでら たかき）
声 - 佐藤みゆ希
『子守コウモリ』に登場。雛子の息子。夜泣きがひどく母親を悩ませていたが、「子守コウモリ」のお陰で大人しくなった。しかし成長して言葉を話し始め、副作用でコウモリを母親だと認識してしまう。だがコウモリと戦う雛子の姿を見て、本当の母親は彼女であることを思い出した。
倉里 ひろみ（くらさと -）
声 - 白石晴香
『ドリームドーム』に登場。古びたアパートに住んでいる少女。広い家でペットと共に暮らしたいと考えていた。
銭天堂で「ドリームドーム」を買い、付属の人形に「リトル・ヒロ」と命名し箱庭が出来上がっていく様子を観察する。その後「チヂミントガム」を噛んでドーム内に入り中の世界を堪能したが、家の中にあったお菓子と一緒にガムを飲み込んで出られなくなってしまう。最終的に母親がドームを落として破壊したことで脱出に成功、泣きながら彼女に感謝した。
ひろみの母
声 - 小平有希
『ドリームドーム』に登場。ひろみが入った「ドリームドーム」をおもちゃだと勘違いし、押し入れに仕舞おうとする。このまま一生閉じ込められてしまうと思ったひろみの声が聞こえてドームを落として割ってしまうが、そのお陰でひろみは外に出られた。ドームを壊してしまったことを彼女に謝ったものの、感謝されたことについての理由はわからない素振りを見せていた。
田村 総一郎（たむら そういちろう）
声 - 牛山茂
『最後にわら麩』に登場。将棋道場に通っている男性。小坂にいつも負け続けているため、いつか彼を負かしたいと考えていた。
験担ぎのために「最後にわら麩」を購入して食べたことで小坂に勝つことができ、道場で一番の腕を得ることができた。しかしある時子供相手に本気を出さなかったため負けてしまう。その後怪童に「最後にわら麩」の真実を知らされ、再び銭天堂を訪れ「負け知らずアンズ」を食べる。だが絶対勝つと分かってしまう以上、あらゆる勝負事を面白く感じることが無くなってしまった。
小坂 連次郎（こさか れんじろう）
声 - 郷田ほづみ
『最後にわら麩』に登場（フルネームはアニメで判明）。将棋道場で一番の腕を持つのをいい事に、田村を始めとする他の面々をあからさまに見下しているため、田村からは憎々しく思われている。将棋に技術に自信を持っていたが、「最後にわら麩」を食べた田村に敗北したためショックを受けていた。
長浜 陽太（ながはま ようた）
声 - 金元寿子
『ハンターバターサンド』に登場。虫取りが好きな少年。狙った虫を全部隆に取られていることに悩んでいた。
銭天堂に辿り着き、紅子に「ハンターバターサンド」と「強欲アンコ」を選ばされ前者を購入する。これを食べたことで様々な虫を見つけ出し捕まえられるようになった。ある時隆がいなくなったため「ハンターバターサンド」の力で探したところ、彼がオオスズメバチに囲まれていたことを知る。バターサンドに力を貸すよう念じ、ハチを全て捕獲したことで隆と和解することができた。
隆（りゅう）
声 - 三日尻望
『ハンターバターサンド』に登場。陽太の友人で通称「隆ちゃん」。彼の獲物の虫を全部捕まえてしまうほど虫取りが上手く、彼を馬鹿にしていた。「ハンターバターサンド」を食べたことで人気者となった陽太に嫉妬していたが、ある時オオスズメバチに襲われてしまう。直後駆けつけた陽太のお陰で助かり、彼に謝罪した。
浦安 朱里（うらやす じゅり）
声 - 井上ほの花
『シェフ・ショコラ』に登場。亜里抄の娘で蒼一の姉。母の不味すぎる料理を毎日我慢しながら食べている。
そんな時に蒼一と2人で銭天堂に迷い込み、「シェフ・ショコラ」を購入する。その後母の非常に美味な料理を食べて感動していたが、やがて亜里抄の料理以外を受け付けられなくなり、亜里抄から料理を食べさせる事と引き換えに塾通いと複数の習い事を強要されてしまう。心身共に疲弊しながらも、亜里抄の料理から逃れられず彼女に従うしかない現状に絶望し、変えなければならなかったのは亜里抄の料理の腕ではなく、その歪んだ性格の方だった事に蒼一共々後になってから気付き、「シェフ・ショコラ」を買った事を心底後悔する羽目になった。
なお、アニメ版の朱里役の井上ほの花と亜里抄役の井上喜久子は実の親子である。
浦安 蒼一（うらやす そういち）
声 - 小平有希
『シェフ・ショコラ』に登場。亜里抄の息子で朱里の弟。姉と同じく母の料理には辟易していた。
終盤では亜里抄の料理以外を受け付けられなくなり、料理と引き換えに塾通いと習い事を強要され心身共に疲弊する。最後は朱里共々、「シェフ・ショコラ」を買った事を心底後悔する羽目になった。
浦安 亜里抄（うらやす ありさ）
声 - 井上喜久子
『シェフ・ショコラ』に登場。英信の妻で朱里と蒼一の母親。素材を滅茶苦茶に組み合わせた料理しか作れないほどの料理下手。しかし本人は酷すぎる料理の腕を全く自覚していないどころか、非常に上手だと思い込んで毎日無理やり家族に振る舞っている。しかも少しでも文句を言われようものなら、ヒステリックに喚きたてて怒鳴って拗ねるという、一言で言えば毒親な女性。
子供達に「シェフ・ショコラ」を食べさせられ、その効果で非常に美味な料理を作る事ができるようになった。しかし夫と子供達が自分の料理以外を受け付けられなくなったのをいい事に、「自分が自慢できないから」という理由で英信にはもっと働いて稼ぐ事を、朱里と蒼一には塾通いと複数の習い事を強要し、その事で不平不満を言われると「もう料理を作らないけどいいの？」と脅して従わせるなど、以前にも増して暴君の如く振る舞うようになってしまった。
浦安 英信（うらやす ひでのぶ）
声 - 佐々木義人
『シェフ・ショコラ』に登場。亜里抄の夫で朱里と蒼一の父親。妻の料理の腕が改善して感動していたが、料理と引き換えにもっと働いて稼ぐ事を強要されてしまう。
外山 辰雄（とやま たつお）
声 - 下野紘
『おもてナシ』に登場。愛想が悪く、人付き合いが苦手なタクシードライバー。客に丁寧な態度をとる事がなかなかできず、いつも社長から怒られていた。
ある時怪童と出会い、耳に細工をされる。そして銭天堂で「らくらくがん」と「おもてナシ」のどちらを買うか選ばされるが、怪童の細工の効果で後者を選んでしまう。そして食べた「おもてナシ」の効果で、相手に合わせた適切な接客をすることができるようになり、客からの指名が増える・チップは弾む・社長からご馳走されるなどの絶好調な日々を送る。しかしある時、乗り込んできた客の正体が銀行強盗だとは知らないまま、裏道を使って逃がしてしまう。その翌日に社長から先日の客が銀行強盗だと知らされた直後、タクシー会社に事情聴取に来た警官達を見て、「彼等は自分が犯人の一味であって欲しいと望んでいるため、このままでは「おもてナシ」の効果により警官達の望むままの振る舞いをしてしまう」と気付き、己の破滅を悟って絶望するのだった。
黒岩 ゆずか（くろいわ -）
声 - 藤田咲
『餓鬼ニッキ』に登場。バレーボール部の部長を務める女子中学生。かつて部員たちがなかなか練習に精を出してくれないことに悩み、たたりめ堂で「餓鬼ニッキ」を買って食べさせていた。その甲斐もあって全員が練習に真剣に取り組むようになったが、些細なことでいがみ合いをするようになってしまったことに責任を感じていた。
辿り着いた銭天堂で紅子に「団結ナッツ」と「王メン」のどちらかを選ばされたが、あえてふしぎ駄菓子に頼らない選択をする。そして彼女に「バレーボールへの情熱を銭天堂の井戸水に混ぜて飲ませれば部員たちは元に戻るが、自分の情熱は消える」という第二の選択を突きつけられる。最初はバレーボールをやめざるを得ないことを嫌がったが、「皆が対立するのはもっと嫌、それで皆が戻るのなら」と最終的に決意を固めた。そして瓶詰めにされた自身の情熱を眺め、「私の情熱ってこんなにきれいな色してたんだ」と感動しながら立ち去った。なお紅子はゆずかが店を去った後、「ああいう気骨のあるお客様は、いずれ必ず幸運を掴む」と彼女を称賛している。
優香（ゆうか）、愛海（あいみ）
声 - 漆山ゆうき、永井真理子
『餓鬼ニッキ』に登場。ゆずかの同級生と後輩で、バレーボール部の部員。練習にやる気がなかったが、ゆずかに「餓鬼ニッキ」を食べさせられたことで真面目に練習をするようになった。しかし小さなきっかけで喧嘩をするようにもなってしまった。
小瀬川 りこ（こせがわ -）
声 - 本泉莉奈
『ほしいイモ』に登場。欲しいものを欲しいと言えない女子児童。自分の気持ちを素直に言えないことで悩んでいたところ銭天堂へと辿り着いた。
何を買うか迷って「何でもいい」と言ったのを聞いた紅子から「ほしいイモ」を薦められ購入する。そのお陰で欲しいものややりたいことを何でも言うことができるようになった。しかし実際に食べたふしぎ駄菓子は「さもしいイモ」であり、他人の物を全て勝手に取ろうとしてしまう。その後偶然近くを散歩していた紅子と墨丸に遭遇し、墨丸にすり寄られたことにより元に戻った。
五反田 麻美（ごたんだ あさみ）
声 - 原紗友里
『ほしいイモ』に登場。りこの友人。「さもしいイモ」の影響で全てを欲しがるようになったりこを突き放してしまったが、最終的に反省し謝罪した。
小瀬川 辰也（こせがわ たつや）
声 - 小平有希
『ほしいイモ』に登場。りこの弟。夕飯をりこが選んだことに少々不満げだった。
りこと辰也の母
声 - 永井真理子
『ほしいイモ』に登場。夕飯のメニューを自分で決めたりこに驚いていた。
丹原 幸介（たんばら こうすけ）
声 - 古川慎
『おっかさん仮面』に登場。一人暮らしをしている男性。ある時風邪を引いて食料と薬の買い出しに出たところ銭天堂に辿り着き、母親が恋しいことに気づき「おっかさん仮面」を購入する。
帰宅直後に倒れてしまったが、目覚めたところ部屋の片付けや母の思いでのうどんの用意ができていた。母が全てやったと思っていたが、実際はぬいぐるみに被さっていた「おっかさん仮面」がやっていたと気づき家事を全て任せることにする。そして拓郎を招いたが、その日が母の日だとは気付かないまま「おっかさん仮面」のことを「ダサい仮面」と言い放ってしまったことで、暴走した拓郎に家事をやらされてしまう。拓郎が元に戻ったあと、母の日には仮面が無敵モードになる（黒い招き猫に引っ掛かれていて注意書きが読めなかった）ことに気づき、母親に感謝しに電話をかけた。
蕨山 拓郎（わらびやま たくろう）
声 - 佐々木義人
『おっかさん仮面』に登場。幸介の友人。彼の家に招かれたが、勝手に「おっかさん仮面」を被ったところ暴走してしまう。幸介が家事を終えたと同時に仮面が割れて元に戻り、「悪い夢でも見てたみたい」とぼやきながら帰宅した。
幸介の母
声 - 塙英子
『おっかさん仮面』に登場。幼少期の幸介が風邪を引いた際によくうどんを作ってくれていた。当初は家事をしてくれたのが「おっかさん仮面」の仕業だと思っていなかった幸介に、アパートを訪れたかを電話で聞かれ怪しんでいた。
蘇我 鉄志（そが てつし）
声 - 西山宏太朗
『泣かんパイ』に登場。大柄だが泣き虫で、友人にからかわれることが多い男子児童。みきのことが好き。もう泣きたくないと思っていたところ墨丸に導かれ、銭天堂で「泣かんパイ」を買って食べた。
しかしクラスで飼育されている文鳥のブンブンが失踪した際に涙が出てこなくなってしまい、周囲からは薄情な人間だと思われてしまう。実は紅子は銭天堂の商品ではなくたたりめ堂の「泣けんパイ」を誤って売ってしまっていた。最終的にブンブンを墨丸に見つけてもらい、教室に連れて帰ったことで皆から感謝された。
内野 みき（うちの -）
声 - 幸村恵理
『泣かんパイ』に登場。鉄志のクラスメイト。飼育委員をしている。文鳥のブンブンが失踪した際には心配していた。鉄志が後に真相を話した際には「人一倍優しいってことは分かっている」と励ました。
明石 綾子（あかいし あやこ）
声 - 豊口めぐみ
『マスク・メロンパン』に登場。蘭丸の母親で、彼が子役であることに誇りを持っている。蘭丸が悲しい表情の演技が出来ないため、せっかく勝ち取った大役を下ろされるかもしれないと焦っていた。銭天堂で「マスク・メロンパン」を購入し食べさせたが、よどみの策略で息子は笑顔を失ってしまう。その後紅子と遭遇し、「マスク・メロンパン」のせいで蘭丸がおかしくなったと彼女に責任を押し付け、紅子がお詫びとして持ってきた「なりきりくずきり」を蘭丸に食べさせようとする。しかし力也に怒られたため、自分の夢を蘭丸に押し付けていたと反省し、紅子が持ってきたもう1つのふしぎ駄菓子｢正直ニッキ｣を選んだ。
これで一件落着かと思われたが、その後「正直ニッキ」の効力により蘭丸が演技が出来なくなった事で激しく取り乱し、今度こそ「なりきりくずきり」を購入するために銭天堂を探し回るようになったため、結局は反省も改心もしていなかった。
明石 蘭丸（あかいし らんまる）
声 - 小平有希
『マスク・メロンパン』に登場。子役をしている男子児童で、綾子と力也の息子。映画のオーディションで大役を勝ち取ったものの、なかなか言われた通りに芝居ができなかったため演技に嫌気が差していた。
綾子から「マスク・メロンパン」をもらったことで泣けるようになり天才子役として有名になったが、メロンパンにたたりめ堂の「なげきのマスク・メロンパン」の成分が含まれていたことが原因で笑顔を作れなくなってしまう。最終的に「正直ニッキ」を食べて笑顔を取り戻したが、アニメ版でこがねに「二度と演技はできない」と指摘されている通り、原作ではそれが原因で子役を辞めざるを得なくなった。
明石 力也（あかいし りきや）
声 - 玉木雅士
蘭丸の父親で綾子の夫。蘭丸に「マスク・メロンパン」を無理に食べさせることを反対していて、すぐに顔を変えられるようになった息子に対しても怪しんでいた。撮影後の送迎に来た際、笑顔がなくなった蘭丸を病院に連れて行こうとする。紅子へ一方的に責任を擦り付けた挙句「なりきりくずきり」を蘭丸に食べさせようとしていた綾子に激怒し、「有名になりたいというのは君の夢だ、君の夢を蘭丸に押し付けるな」と言い放った。
板倉 了耶（いたくら りょうや）
声 - 國立幸
『バイリンガール』に登場。ミーナと仲良くなりたい幼稚園児。彼女と話せるようになるために「バイリンガール」を購入し通訳を買って出た事で彼女から頼られるようになる。
しかし、リスニングによってミーナが次第に日本語が分かり始めた事で他の子とも難なく話せるようになり、御役御免になった事から喧嘩の果てに怒りに任せて「バイリンガール」を園の外に放り投げると、運悪く用水路に落としてしまった（アニメ版では近くに止まっていたトラックに乗っかり、そのまま走り去ってしまった）事で二度と取り戻せなくなる。そのままつまらない嫉妬のせいでまた言葉が分からなくなった事を一人泣いていると、了耶を探していたミーナが現れ精一杯の日本語で「ありがとう」と言ってくれたため、「今度はミーナちゃんの国の言葉を教えてね」と言って和解した。
ミーナ
声 - ファイルーズあい
『バイリンガール』に登場。ブラジル出身の了耶のクラスメイト。日本に来たばかりで日本語が話せず幼稚園で孤立していたが、「バイリンガール」を付けた了耶のおかげで他の子とも話せるようになる。
その内リスニングによって日本語が少しづつ分かるようになっていくが、皆と楽しそうにする姿に嫉妬した了耶から突然一方的に「嫌いだ」と言われ驚き、そのまま部屋を飛び出した彼を探し回って庭の隅で泣いている所を見つけるとカタコトの日本語で「ありがとう」と告げ、「今度はミーナちゃんの国の言葉を教えてね」と言われて嬉しそうに笑った。
森本 りえ（もりもと -）
声 - 牧野由依
『スリスリリンゴ』に登場。地味で目立たなかった女子高校生。ある日突然百発百中の精度を誇る占いができるようになり、周囲からカリスマ的な人気を得るが、実は銭天堂で買った「巫女缶」の力によるものだった。
更科 美咲（さらしな みさき）
声 - 原由実
『スリスリリンゴ』に登場。幼馴染みのりえが突然人気者になったのが気に食わなかったため、りえに恥をかかせてやるつもりで彼女に占いを頼む。りえの占いを元に近辺の公園へ向かうと、そこでよどみと遭遇。りえへの嫉妬心を見抜かれた上で、「りえの力の源である「巫女缶」を奪ってしまえばいい」と唆され、彼女から「スリスリリンゴ」を与えられる。
それで得た力で何回か試しに他人の所有物をスリ取った（飽くまで実験なので、拾った体を装ってすぐに返却している）後、遂に本命の「巫女缶」を奪う事に成功したが、先程から美咲のスリの一部始終を見ていた三河に取り押さえられる。以降は三河に恐れをなして「巫女缶」を放って逃げ出し、よほど怖かったのか家で布団を被って震えていたところを、自宅に現れた紅子によって「スリスリリンゴ」の力を打ち消された。なお「巫女缶」が地面に落ちた際の衝撃によって、中に閉じ込められていた早苗が解放されるきっかけとなっている。
米原 百合子（よねはら ゆりこ）
声 - 三森すずこ
『酔わんようかん』に登場。乗り物酔いしやすいのが悩みの女性。莉子に会いに行くために新幹線に乗ったが、いつものように気持ち悪くなってしまう。そこで隣に座っていた紅子から「酔わんようかん」を貰い食べた事で酔わなくなり、ずっと行きたかった遊園地に出掛けたりと楽しく過ごす。ところが調子に乗った事と「二種類の酔いには効かない」という注意書きを読んでいなかったせいで、帰りの新幹線で知らずにビールを飲んでしまい、再び気持ち悪くなってしまった。
莉子（りこ）
声 - 鷹雄葉月
『酔わんようかん』に登場。百合子の友人。彼女の近所から遠くに引っ越したばかり。酔いやすいはずの百合子が遊園地に行きたいと言い出して驚いていた。
佐伯 順平（さえき じゅんぺい）
声 - 小形満
『肩こり地蔵まんじゅう』に登場。温泉旅館「ささめ」を営む男性。かつて銭天堂で「肩こり地蔵まんじゅう」を買って食べたことがあり、そのお陰で「この温泉は肩こりに効く」という評判を持っていた。しかしある時、自らがぎっくり腰で倒れてしまい、お湯から肩こり地蔵を拾えなくなったため、「逆に肩こりが酷くなった」というクレームを受け取るようになってしまう。
数十年ぶりに再会した紅子によって、「肩こり地蔵まんじゅう」の力を孫の葵に譲渡された後は無事に腰も治り、客の肩にいくつ肩こり地蔵が乗っているかを葵と共に言い当てる様子か見られた。
佐伯 葵（さえき あおい）
声 - 田中美海
『肩こり地蔵まんじゅう』に登場。順平の孫。代々続いてきた「ささめ」を心底大切に思っており、それ故に客足が減っている現状に頭を悩ませている。
祖父から銭天堂と「肩こり地蔵まんじゅう」の話を聞き、同じ物を売ってほしいと紅子に頼み込むも、「肩こり地蔵まんじゅう」はもう製作・販売していないと聞かされ落胆する。しかしその代わりに、紅子によって「肩こり地蔵まんじゅう」の力を順平から譲渡され、今度は葵が肩こり地蔵の回収を行う役目を担ったため、旅館は無事に息を吹き返す事となった。
向井 久司（むかい ひさし）
声 - 千葉進歩
『写らんシール』に登場。風景写真を撮るのが趣味の男性。社員旅行で訪れた花見会場で風景写真を撮ったものの、人が写ってしまい良い写真が撮れなかったことで悩んでいた。
紅子の写真を撮ったお礼に「写らんシール」を貰い使ったことで、人の写らない綺麗な写真を撮影することができた。紅子に「シールを剥がすな」と言われていたが、他の社員たちを撮るため剥がしてしまう。その後シールが赤く変色していたが風景写真を撮るために気にせず再使用したところ、シールの副作用で写真を心霊写真にしてしまった。
松下 英也（まつした ひでや）
声 - 平田真菜
『底なしイ～カ』に登場。家族で旅行に訪れていた、食いしん坊の男子児童。遊園地でLサイズのポップコーンを食べて満腹になってしまったので、お腹を空かせるため散歩をしていたところ、墨丸が毛皮のマフラーに変身してホテルに入ろうとしている瞬間を偶然目撃してしまった。見たことを黙る代わりに紅子から「底なしイ～カ」を貰ったことでいくらでも食べられるようになった。だが「底なしイ～カ」をよく噛んで食べなかったので胃イカが暴走してしまい、夜中にホテルの朝食の材料を食べてしまった。なお英也本人は無意識で食べていたため、自分が張本人だとは気づかなかった。
なお、紅子が英也に「底なしイ～カ」を渡したあとホテルに入ったのかはアニメ版だと触れられていない（ホテルの受付スタッフは「紅子を見ていない」と言っている）が、原作の『カモメアメ』では「ホテルに泊まるのには念には念を入れてやめている」とのこと。結局、それが吉として泊まらなかったほうが良かった。
英也の母
声 - 塙英子
『底なしイ～カ』に登場。英也には甘い。
英也の父
声 - 佐々木義人
『底なしイ～カ』に登場。ホテルの朝食の食材を英也が食べてしまったので、レストランのシェフやスタッフに謝っていた。
田口 吾郎（たぐち ごろう）
声 - 辻親八
『カモメアメ』に登場。妻に先立たれてしまった男性。「誰もいない家にいるくらいなら、自由に空を飛び自由に魚を食べるカモメのようになりたい」と考えていた。海に釣りをしに来ていたところ、出会った紅子に釣りを教えて料理を振る舞った。だがコーヒーを飲もうとした時、駄菓子が入った紅子のカバンの中から「カモメアメ」を見つけてしまう。そして勝手に食べてカモメになって二度と人間に戻れなくなり、そのまま断崖絶壁から飛び降りてしまった。
皐月 一志（さつき かずし）
声 - 大隈健太
『アイディアあんこ』に登場。和菓子屋「皐月堂」を営む男性。お人好しと言っていい程の温厚な性格の持ち主。和菓子作りの才能はあるのだが、その反面デザインセンスがどうにも野暮ったく、更に商品のネーミングセンスもイマイチなのが玉に瑕。
和菓子屋コンテストに出す猫の和菓子「つきよみ猫」を作ったが、「こがね堂」を営む大室にアイディアを盗まれてしまい、コンテストでは2位の結果に終わってしまった。更に追い討ちをかけるかの如く、優勝したこがね堂が大繁盛する影響で皐月堂は閑古鳥が鳴く有様となってしまい、流石にこれは堪えたのかしばらくは落ち込んでいた。しかし彼は新しい和菓子を既に考案しており、その後こがね堂の閉店も相まって皐月堂は大繁盛することになった。またアニメ版では、物語の終盤に紅子が「つきよみ猫」を購入していたことから、こがね堂の閉店により（恐らくこがね堂の盗作が認められたため）この商品を取り戻せたことが窺える。
皐月 はるか（さつき -）
声 - 戸田めぐみ
『アイディアあんこ』に登場。一志の妹。兄の才能と実力を誰よりも理解・評価しているのだが、商品のデザイン及びネーミングセンスに欠けている面や、そのおっとりとしたお人好しな性格にはやや辟易している。
作中では大室にアイディアを盗まれて落ち込んでいたところを、招き猫達への土産を買いに来た紅子から「アイディアあんこ」を貰う。しかしそれすら大室に盗まれてしまうも、最終的に皐月堂は一志の新作和菓子で大繁盛し、喜んでいた。
大室 竜司（おおむろ りゅうじ）
声 - 奈良徹
『アイディアあんこ』に登場。皐月堂のライバル店「こがね堂」を営む男性で一志の兄弟子。よく皐月堂のアイディアを盗んでいる。和菓子屋コンテストでこがね堂の「つきよみ猫」のアイデアを盗み和菓子屋コンテストで優勝した。その後はるかが貰った「アイディアあんこ」を食べて更に腕を磨こうとしたが、お茶と一緒に食べなかったことが仇となりアイディア一辺倒人間と化してしまう。最終的に客や菓子職人から見限られてこがね堂は閉店となり、夜逃げする羽目になってしまった。
里村 佳奈（さとむら かな）
声 - 川澄綾子
『天晴れレモン』に登場。大事な用事の時には必ず大雨に降られてしまう、重度の雨女なのが悩みの女性。
友人の陽子の結婚式に招待されるがガーデンパーティーだったため、式を台無しにしてしまうと思いせめてお祝いの品だけでも送ろうと出掛けるも案の定雨で、溜息をつきながら歩いていた所へ銭天堂に辿り着き紅子から「天晴れレモン」を買う。半信半疑ながらも一口食べると雨が上がったので喜び、結婚式当日にも「天晴れレモン」を食べて出席するが、何故か途中で大嵐になって式は台無しになってしまい、自分のせいだと思い込む。後日喫茶店でその事を陽子に謝りに行ったが、「あの出来事で結婚相手の本性が分かり、結婚そのものが取り消しになったので逆に良かった」と言われ、紅子の「めぐみの雨」という言葉を思い出し喜ぶと同時に少しだけ雨が好きになった。実は佳奈が「天晴れレモン」を買った時、『本当におめでたい日でないと好天にならない』という注意書きの部分が雨に滲んで読めなくなっていたのであった。
陽子（ようこ）
声 - 小平有希
『天晴れレモン』に登場。佳奈の友人。自身の結婚式に彼女を招待する。式が始まった途端大嵐になりガーデンパーティーそのものは中止になってしまうも、そこで相手の本性が判明して結婚そのものが取り消しになり、あのまま知らないで大事にならずに済んだと謝りに来た佳奈に感謝していた。
新郎
声 - 梅田修一朗
『天晴れレモン』に登場。陽子の結婚相手の男性。外見は佳奈曰く「なかなか素敵な人」だったが、大嵐で結婚式が騒ぎになる中、新婦の彼女を置いて母親の元へ逃げ込む程のマザコンだった事と、多額の借金が発覚し結婚を取り消されてしまった。
山手 智也（やまて ともや）
声 - 慶長佑香
『聞き耳グミ』に登場。クラスメートのみなみと美弥子が自分の方を向いて内緒話ばかりをしている事にイライラを募らせ、内容を聞く方法はないかと考えていると銭天堂に辿り着き、「聞き耳グミ」を買って食べたことで噂話が聞こえるようになった。
しかし、次第に調子に乗って「聞き耳グミ」の力を乱用するようになり、人から人への悪口を言いふらしては楽しんでいた。やがてクラス中で孤立してしまい、聞きたくなくても聞こえてしまう自分への悪口に苦しんでいたところ、みなみに彼氏ができたという話が聞こえる。それをもっとよく聞き取ろうとしたせいで周囲への注意が疎かになり、その結果車にはねられ（アニメでは橋から身を乗り出して転落した）、1ヶ月もの間意識が戻らなかった。そしてその間に耳掃除をしなかった事で耳垢が溜まり、「聞き耳グミ」の効果が消えてしまった。
みなみ
『聞き耳グミ』に登場。智也のクラスメートの女子。耳の綺麗な人が好みのタイプらしく、いつも耳が清潔な智也に好意を抱いており、頻繁に彼を見ていたのもその表れだった。しかし終盤では、「聞き耳グミ」の力を乱用して告げ口ばかり行う智也を見て幻滅してしまい、別の男子と結ばれた模様。
上尾 美弥子（かみお みやこ）
『聞き耳グミ』に登場。智也のクラスメートの女子。智也へ好意を抱くみなみの話をよく聞いていたが、美弥子自身は智也のどこがいいのかが分からず、何かと智也に対して陰口を叩いていた。
意中の相手である隣のクラスの謙二の幼馴染みのさつきに嫌がらせをしようとしている事を、智也から謙二に告げ口されてしまい、さつきの靴を隠そうとしている場面を見られ、謙二に「最低だな、お前！」と怒鳴り付けられて大泣きしてしまった。
日高 桃子（ひだか ももこ）
声 - 鈴代紗弓
『家カエル』に登場。歩きながら空想の世界に浸ってしまう癖があるため、迷子になりやすい女子児童。
迷子になったらののみから何を言われるかと悩んでいたところ、辿り着いた銭天堂で「家カエル」を紅子から勧められて購入した。しかしクラスメイトと出掛けたハイキングの際に、先に山の中に入っていってしまった同じグループの男子をののみと香穂と共に探す内に、雨に降られて迷子になってしまう。更に他の皆のいる場所へ帰るため、うっかり「家カエル」を使ってしまったせいで、中のカエルが消えて帰れなくなってしまう。しかし、そのような状況に陥っても慌てず騒がす、冷静に対処しようとする香穂の姿を見て、彼女への評価を改める。そしてしばらく経って雨がやみ、「家カエル」のカエルが戻ってきた事で、今度こそ無事に下山を果たした。
櫻山 香穂（さくらやま かほ）
声 - 藤原夏海
『家カエル』に登場。桃子のクラスメイト。普段は大人しいため、桃子からは「のほほんとした子」というイメージを持たれていた。
ハイキングでは、桃子やののみと遠足で同じ班になった。ののみと口論した桃子共々山の中で迷子になってしまうも、絶望感から涙を流す桃子とは対照的に慌てる事も泣く事もなく冷静な態度を保ち、更にもしもの時に備えて非常食やアルミホイルの毛布を用意していたなど、実際はかなり用意周到かつ肝の据わった性格だった事が判明した。無事に下山を果たした後は、桃子と親交を結んだようである。
神山 ののみ（かみやま -）
声 - 加隈亜衣
『家カエル』に登場。桃子のクラスメイト。癇癪持ちかつ我が儘な性格で、他人に文句ばかりを言う反面、自分が文句を言われるのは大嫌い。桃子が気に食わないらしく、何かと絡んできては文句を言ってくる。
学校のハイキングでは桃子・香穂と同じ班となり、勝手に山の中に入っていってしまったグループの男子達を3人で探す間も、男子達のみならず桃子や香穂への文句を延々と垂れ流していたせいで、「少し懲らしめてやろう」と考えた桃子によって山の奥に置き去りにされてしまう。頼りにしていた「家カエル」が使えなくなった事で、身動きがとれなくなっていた桃子と香穂と何とか合流を果たし、最後は無事に下山する事ができた。
大泉 静子（おおいずみ しずこ）
声 - 佐々木優子
『コントロールケーキ』に登場。ダイエットをしている女性。気を抜くとすぐにお菓子を食べてしまい、こずえに呆れられてしまう。銭天堂で買った「コントロールケーキ」を食べ、食欲が抑えられるようになった。だがダイエットをするこずえを心配し、こずえの食欲をコントロールしようと試みたところ逆に再びたくさん食べるようになってしまった。
大泉 こずえ（おおいずみ -）
声 - 河野ひより
『コントロールケーキ』に登場。静子の娘。ダイエットをする母を見てダイエットを始める。しかしその様子を見て心配した母に「コントロールケーキ」の力で食欲をコントロールされたことでダイエットをやめた。
市丸 遼平（いちまる りょうへい）
声 - 亀井芳子
『アドベン茶～』に登場。冒険が大好きで、冒険家になりたい少年。散歩をしていた健太から「アドベン茶～」を譲られたが、それは悪意エキスに侵された代物だった。飛ばされた先の世界で避難したピラミッド内でスフィンクスに襲われた後は生死不明となり、現実世界では行方不明扱いとなった。しかし健太が「やりなおしおこし」で過去を改変したお陰で、それらは帳消しとなる。
『ダイナソーダ』で再登場。こちらでは化石ハンターに憧れている。銭天堂で「ダイナソーダ」を購入し、珍しい化石を見つけられるようになった。化石を従兄弟の和史に見せたら発掘現場に行くように頼まれ、「ダイナソーダ」の力が発揮出来なかったが、よどみから恐竜リングと引き換えに「遺跡おかき」を貰って遺跡から土器を発見し、和史からは大いに喜ばれた。物語のラストでは数十年後に念願の恐竜学者となったが、見付けるのは恐竜とは無関係の古代遺跡・黄金づくりのネックレス・水晶でできた短剣といった物ばかりだったので、「専門外の天才発掘ハンター」と呼ばれる事になると書かれている。
魔女
声 - 高垣彩陽
『アドベン茶～』に登場。健太の母・真央子にそっくりな魔女。
健太の祖母
声 - 塙英子
杉田 健一郎（すぎた けんいちろう）
声 - 佐々木義人
『やりなおしおこし』に登場。健太の父。「自分が貴恵を不幸にしてしまった」といつまでも悩み続ける真央子に嫌気が差し、離婚した。
杉田 真央子（すぎた まおこ）
声 - 高垣彩陽
『やりなおしおこし』に登場。健太の母。学生時代は宝飾デザイン学校に在籍しており、ある日友人の貴恵と共に銭天堂に辿り着く。真央子の方が幸運のお客様であったため、「ジュエリージェリー」を購入するが、注意事項を破った事で「貴恵が欲しがっていた「ベイビーカステラ」を代わりに買ってあければ、貴恵が不幸にならずに済んだ」といつまでも悩み続ける事になり、遂には「銭天堂を見付けに行く」と言い残して失踪してしまう。
健太が「やりなおしおこし」の力で真央子が銭天堂を訪れた日まで時間を戻した後は、「ジュエリージェリー」を買おうとした際に謎の小さな手（健太）に引き留められ、今度こそ貴恵が欲しがっていた「ベイビーカステラ」を購入。その後はジュエリーデザイナーとして働きながら、夫と息子と共に平和な日々を過ごしている。
貴恵（たかえ）
声 - 小平有望
『やりなおしおこし』に登場。真央子の友人。子供が大好きで、結婚したら絶対に子供が欲しいと思っていたが、厄介な病気にかかった事で子供を望めない体となってしまい、ふさぎ込んでいた。そんな時に真央子と共に訪れた銭天堂で見付けた「ベイビーカステラ」を渇望するが、真央子は自分が望んだ「ジュエリージェリー」を買ってしまう。以降は詳しくは書かれなかったが、真央子の後悔する様子を見る限り、子供に恵まれず不幸な人生を歩んだ模様。
健太が「やりなおしおこし」で時間を戻した後は、真央子から「ベイビーカステラ」を買ってもらえたため、現在は三つ子の母親として幸せな日々を送っている。
和史（かずふみ）
声 - 四宮豪
『ダイナソーダ』に登場。遼平の従兄弟。遺跡の発掘をしている。
三鷹 美鈴（みたか みすず）
声 - 矢作紗友里
『虫よけ香水』に登場。虫が苦手な女性。蛾から逃げている時に銭天堂に入ってしまい、銭天堂で「虫よけ香水」を買う。
しかし、その帰り道によどみが現れ、あらゆる虫を人生から取り除く「最強」の香水を貰う。最初に紅子から買った「弱」の香水を使ったが効果がいまいちだった。次に「強」を使い、虫がたくさんいる公園で試して虫がいなくなったが、虫の死骸には効果がなかった。そして同窓会の場所が山であることを知り、よどみにもらった「最強」を使用してしまう。同窓会に来ていた意中の男性・蜂谷（アニメでは治虫）に会いたかったが、彼の名前に「虫」の漢字が入っていたことで具合が悪くなり帰ってしまったため会えなかった。しかし、「世の中には名前に虫の名前が入らないいい男の人などごまんといる」と開き直って酒を飲みまくり、その飲みっぷりに惚れた男性から告白された。
舞衣（まい）
声 - 小平有希
『虫よけ香水』に登場。同窓会に参加した美鈴の同級生。
治虫（おさむ）
アニメ版の『虫よけ香水』に登場。美鈴の同級生。名前に「虫」が入っているので同級生からは蚊取り線香と呼ばれている。美鈴の「最強」の香水がきつく具合が悪くなり帰ってしまった。
滝宮 翔（たきみや しょう）
声 - 森千晃
『チュチュットチューインガムとつまみぐいサブレ』に登場。成績を上げたいと思っている少年。銭天堂で「チュチュットチューインガム」を買い、同じ塾の恵子から能力を吸い取りテストで高得点を取ることができた。だがそれだけでは満足できず、たたりめ堂でよどみからつねるだけで何人からも能力を貰える「つまみぐいサブレ」を買う。このお陰で成績や運動神経も良くなったが、能力を奪ったクラスメイト達から問い詰められて逃げる際に立ち入り禁止の柵を飛び越え、道路工事でできた穴（アニメでは田んぼ）に落ちてしまった。
第17巻で再登場するが、転落した際に部分的に記憶喪失となってしまい「つまみぐいサブレ」の事を忘れてしまったため、何故自分に他人の能力を奪う力があるのか分からずに苦しんでいたところ、六条の秘書の風祭から接触される。六条は記憶の回復を餌に翔を唆し、「つまみぐいサブレ」の力で銭天堂の客から能力を奪わせて彼を最強の能力者に仕立て上げ銭天堂潰しに利用するつもりだったのだが、当の翔が銭天堂の客の元へ向かおうとすると「引きさきイカ」の縁切りの力によりことごとく不運に見舞われてしまい、能力を奪うどころか銭天堂の客の誰にも接触すら出来なかった。同巻のエピローグでよどみが翔から「つまみぐいサブレ」の力を取り上げ、怪童から事情を聞いた六条が翔を用済みだと見なしたため、その後に関しては不明（怪童曰く、力を取り上げられた事で記憶もじきに戻るだろうとの事）。
【アニメ版】
『六条教授、ふたたび』で再登場。電車が揺れた拍子に塾の先生の腕をつねってしまい、「つまみぐいサブレ」を食べていたせいで塾の先生の能力を奪ってしまったため塾のテストで出された問題を全問正解してしまった。また田んぼに落ちたショックで記憶喪失になっており、どこの店でどんな駄菓子を買ったかも思い出せなくなってしまった。「相手を不幸にしたって嬉しくない、他人を不幸にする自分の能力がなくなればいい」と思っていたため、六条研究所の願掛けアプリに「駄菓子の力が消えて欲しい」と投稿した。アプリの開発者に「駄菓子の力で不幸になった人を翔の力で弱めて救うのに協力してほしい、もし協力したら教授に会わせてあげる」と言われたため、六条教授の紅子に復讐する計画に利用されてしまう。
『迫りくる危機』では六条の秘書の風祭の依頼を受け、自分と同じく駄菓子のせいで不幸になった人々を探し歩いているが、なぜかいつもターゲットに会うことができずにいた。そこで銭天堂と紅子への復讐を目論む六条から新たなターゲットが書かれたリストを貰い、「指示通りに動けば願いを叶えてあげる」と約束される。このリストと「つまみぐいサブレ」の力を使って銭天堂の駄菓子を食べた人の力を奪うことに成功した。風祭から「六条教授は銭天堂の駄菓子を食べて不幸になった」と聞いていたが、様子を見ても困っているようには見えなかったので不思議に思い、詳細を六条に聞こうとしたが「余計なことは気にせず言う通りに動けばいい」「探偵の力を身につけたことで銭天堂の場所が分かるようになったから、駄菓子の力を消すことができる」と言われてしまう。
『めぐり会う悪意』では凄腕の探偵の力で銭天堂の場所を探し当てようとするが、見つけることができず六条をさらに苛立たせてしまう。探偵の力を奪えなかったと思いもう一度探偵に会いに行くが、彼は銭天堂の客ではなかったため結局力を奪えなかった。今まで銭天堂のせいで苦しんでいる人を救っていると思っていたが、ここでとうとう六条に騙されていたと気付いたため、六条に使い物にならないと見放されてしまった。途方に暮れていると梅香に出会い、彼女から「貧乏神ガム」をたたりめ堂からもらったと聞く。そこで「つまみぐいサブレ」も銭天堂で買ったのではなくたたりめ堂で貰ったことを思い出した。「誰かの力になりたい」と思い梅香から貧乏神ガムの力を奪って感謝されたところ、よどみから「自力で幸福を掴めるようになったからもう用済み」と「つまみぐいサブレ」の力を奪われたが、本人はサブレの力が無くなったことで喜んだ。
風祭（かざまつり）
声 - 渡辺明乃
第17巻に登場。六条の秘書を務める女性。「六条教授はかつて銭天堂のふしぎ駄菓子を食べて不幸になったらしい」と翔に教える。
星崎 恵子（ほしざき けいこ）
声 - 生田ひかる
『チュチュットチューインガムとつまみぐいサブレ』に登場。翔と同じ塾に通う少女。
晋也（しんや）
声 - 小平有希
『チュチュットチューインガムとつまみぐいサブレ』に登場。翔の同級生の少年。
桑田 悟（くわた さとる） / サムソン
声 - 後藤光祐
『バーチャルバッチ』に登場。引きこもりの青年。1日中部屋のパソコンでオンラインゲームをしており、「サムソン」はゲーム内で使っているプレイヤーネーム。現実の世界ではどんなに努力しても報われないが、ゲームの中ではみんなに尊敬されている。
ノルウィンというプレイヤー（正体はよどみ）から「バーチャルバッチ」を貰ってゲームの中に入り、当初はゲームの世界を満喫するが、正体を現したクレナイこと紅子によって「ゲームオーバーは本当の死を意味する」事を知らされ、バッジを外して現実世界へ戻る事を選択。その後はあまりに恐ろしかったのか、もうオンラインゲームはできなくなってしまった模様（アニメでは部屋から出て、引きこもりから脱するための一歩を踏み出した）。
ノルウィン
声 - 水樹奈々
『バーチャルバッチ』に登場。桑田にバーチャルバッチをあげたプレイヤー。正体はバーチャルバッチでゲームの世界に入ったよどみで、彼に渡した物も銭天堂から盗み出したバッチだった。
クレナイ
声 - 池谷のぶえ
『バーチャルバッチ』に登場。桑田がゲームの世界で出会った猫の獣人。正体は「バーチャルバッチ」を取り返すべくゲームの世界に潜入した紅子。
佐野 のぞみ（さの -）
声 - 福圓美里
『いそげもちとのんびりりんご』に登場。時間にルーズで、いつも待ち合わせに遅刻している少女。そのため瑠美子から「明日の待ち合わせに遅刻したら友達をやめる」と言われてしまった。
銭天堂で「いそげもち」を買って食べたところ、瑠美子が来るよりも早く到着することができたが、遅れてきた瑠美子は「のんびりりんご」を食べていたため、性格が入れ替わったようにのぞみはせっかち、瑠美子はのんびり屋になってしまった。しかし、双方が些細なことは笑い飛ばせる性格だったため絶交に至らなかった。
野毛 瑠美子（のげ るみこ）
声 - 漆山ゆうき
『いそげもちとのんびりりんご』に登場。のぞみの友達。せっかちで、のぞみがいつも遅刻することに腹を立てている。
のんびりしているのぞみのようになろうと思って、よどみから貰った「のんびりりんご」を食べたことでのんびり屋になってしまった。実は瑠美子によどみが「のんびりりんご」を食べさせたのは、のぞみに「銭天堂の駄菓子を食べなければよかった」と後悔させ代金（代償）を支払わせるためであった。しかし、のぞみと瑠美子は「性格が入れ替わっただけで元と同じ」と笑い飛ばせる性格だったことから、よどみの目論見は失敗に終わることとなった。
百瀬 彩音（ももせ あやね）
声 - 加藤英美里
『すいすいソーダ水と先頭糖』に登場。塾に通っている小学生。小柄なため周囲に気付いてもらえず、電車を上手く降りられないで塾に遅れてしまうのが悩み。
銭天堂で購入した「すいすいソーダ水」を飲んだが、その後よどみから貰った「先頭糖」も食べたことで「すいすいソーダ水」の効果が消えてしまう。しかし「気の持ちようの問題で、ソーダ水の力を失った代わりに欲しい物を手に入れたと考えればいい」と紅子に諭された通り、面倒な役目を面倒とは考えないようにしたため彩音が不幸になることはなかった。
吉田 健司（よしだ けんじ）
声 - 川島得愛
『眠り貯金箱と眠れませんべい』に登場。雅人と同じデザイン事務所に勤める男性。眠気と闘いながら毎日徹夜をしている。後輩の紀子から「眠り貯金箱」の話を聞き銭天堂に行こうとした時、よどみから「眠れませんべい」を貰って眠気が飛び徹夜が出来るようになったが、寝たい時に眠れなくなってしまった。その後事故に巻き込まれ入院、見舞いに来た紀子に金貨チョコを食べさせられる。
『引きさきイカ』で再登場。紀子と結婚している。更に互いに眠れなくなった事を逆手にとって、深夜しか営業しないというコンセプトのカフェを開き、雑誌に取り上げられる程の人気を得ている。
笹井 紀子（ささい のりこ）
声 - 小林沙苗
『眠り貯金箱と眠れませんべい』に登場。雅人、健司と同じデザイン事務所に勤める女性。紀子は「眠り貯金箱」を購入しており、平日は徹夜、休日はなるべく睡眠という生活をしていた。眠れなくなった健司を救うため、健司に金貨チョコを食べさせる規約違反を犯し、眠れない身となる。
『引きさきイカ』で再登場。健司と結婚していた。
鈴木 雅人（すずき まさひと）
声 - 下崎紘史
『眠り貯金箱と眠れませんべい』、『引きさきイカ』に登場。デザイン事務所に勤めていたが潰れてしまい、新しい会社では上司に怒られてばかりで、更には恋人にも振られてしまった。加えて同じデザイン事務所に勤めていた紀子と健司がテレビに映り、2人が結婚していたことを知り嫉妬していた。
そんな時に現れたよどみから「引きさきイカ」を勧められ、2人を別れさせるように仕向けられる。しかしよどみを追っていた紅子から「あなたは悪い人ではない」「本当はさびしいだけだ」と諭された事で己の過ちと本当の願いに気付き、思いとどまった。その後紅子から「引きさきイカ」と引き換えに、「おもてなしティー」を貰った。
高橋 勇介（たかはし ゆうすけ）
声 - 村中知
『兵糧キャラメル』に登場。クラスメイトの猛にいじめられている少年。給食を横取りされてしまいいつもお腹が空いている。銭天堂から「兵糧キャラメル」を買って食べたら給食を取られても平気になったが、猛にキャラメルを取られてしまった。
木下 猛（きのした たけし）
声 - 武田幸史
『兵糧キャラメル』に登場。通称「タケコング」。いつも勇介から給食を横取りしている少年。勇介から「兵糧キャラメル」を奪って食べたが、満腹の時に食べると冬眠してしまう効果があるのを知らずに食べてしまったことで、冬眠状態になってしまいしばらく学校を休む羽目になった。
溝口 昴（みぞぐち あきら）
声 - 小市眞琴
『お仲間まんじゅう』に登場。盆栽が趣味の少年。祖父の影響で盆栽が好きになった。去年のクラスでは趣味を「じじくさい」と馬鹿にされたことがあり、今のクラスでは盆栽が趣味であることを言えずにいた。同じ趣味の仲間を見つけたいと思っていた時に銭天堂で「お仲間まんじゅう」を買い、同じ趣味の勇馬や剣持先生と親しくなる。
勇馬（ゆうま）
声 - 花藤蓮
『お仲間まんじゅう』に登場。昴と同じく盆栽が趣味の少年。趣味のことを友達に言えずにいたので、昴に指摘された際には好きではないと言ってしまった。しかし、下校の時に盆栽を見ていたのを昴に見られてしまい好きであることがバレてしまったが、昴が食べた「お仲間まんじゅう」の力で仲良くなった。
剣持（けんもち）
声 - 武田幸史
『お仲間まんじゅう』に登場。昴や勇馬と同じ盆栽が趣味の男性で、昴の担任教師。
西門 沙耶（にしかど さや）
声 - 田中貴子
『田舎もなか』に登場。都会に住んでいる少女。地方に憧れており、「連休に田舎の山や海へ遊びに行きたい」と両親に頼むも、「おじいちゃんたちは近所に住んでいるから、うちには実家のある田舎もない」と言われてしまう。そこで銭天堂で「田舎もなか」を買ったことで祖父母は遠く離れた田舎に引っ越し、西門家はそこへ遊びに行くことになった。しかし父方の祖父母宅と母方の祖父母宅がそれぞれ青森県と山口県に引っ越したことで、本州の端から端までの移動だけで連休が終わってしまった。
【アニメ版】
顛末にアレンジが加えられている。沙耶は父方の祖父母宅で虫取りをしたかったが、すぐに山口にいる母方の祖父母の家に行くことになり虫取りは出来ず、そこでも近くにあった海では貝殻拾いが禁止されていた上に波が荒く貝殻拾いが出来なかった。結局どちらも沙耶の理想の田舎ではなかったため、「田舎もなか」の中に入っていた紙を破いたことにより祖父母が東京に戻ってきた。
沙耶の父
声 - 佐々木義人
『田舎もなか』に登場。沙耶の父。
沙耶の母
声 - 小平有希
『田舎もなか』に登場。沙耶の母。
園田 美沙子（そのだ みさこ）
声 - 甲斐田裕子
『みせびら菓子と……』に登場。自己顕示欲の塊のような性格で、口を開けば自慢話ばかりするため、同じ幼稚園に子供を通わせる他の母親達から敬遠されているのだが、当の本人はその事に気付いていない。それどころか他の母親達から人気の高い千春に対して、「自分が人に相手にされないのは、千春が皆を一人占めしているせい」だと逆恨みしている。
銭天堂で「みせびら菓子」を買って食べた事で、千春を始めとする保護者達の羨望の的となる事に成功するが、注意事項を破って「羨ましい」と言ってしまったため、人の妬みが見えるようになってしまった。
神田川 千春（かんだがわ ちはる）
声 - 永井真里子
『みせびら菓子と……』に登場。優しく朗らかな性格で他の母親達から好かれているため、美沙子から目の敵にされている。
美沙子が「みせびら菓子」を食べた翌日から彼女の事が羨ましくて仕方なくなってしまい、千春自身は突然降って湧いた妬みの感情に苦しめられ、1人で悩み続けていた。しかしその後、娘の愛梨が紅子から買った「ほっとけケーキ」を食べた事で、「みせびら菓子」の力の支配から逃れる事が出来た。
神田川 愛梨（かんだがわ あいり）
声 - 鷹雄葉月
『みせびら菓子と……』に登場。千春の娘。母親譲りの優しい性格で面倒見も良いため、幼稚園の先生からよく褒められているが、その事から美沙子に母親共々逆恨みされている。元気がない母の為に、紅子から「ほっとけケーキ」を購入する。
園田 勇太（そのだ ゆうた）
声 - 漆山ゆうき
『みせびら菓子と……』に登場。美沙子の息子。愛梨と同じ幼稚園に通っている。美沙子から甘やかされて育ったためか、乱暴な性格でしょっちゅう他の園児を泣かす問題児として扱われている。
大野 藍花（おおの あいか）
声 - 大野柚布子
『インココイン』に登場。物真似芸人になりたい少女。学校で人気芸人のカナリヤの物真似をするが、同級生から似ていないと言われてしまう。
そのことで悩んでいたところ辿り着いた銭天堂で、インコのようにモノマネが上手くなるという「インココイン」を買って食べる。そのお陰でモノマネが本人そっくりにできるようになり、クラスの人気者になった。しかし蛇のモノマネをすると声が戻らないことを知らずにやってしまい、ロボットのような声になったまま戻らなくなってしまった。元に戻そうと医者に行ったが原因は当然わからず、六条からそのような声になったのは注意事項を破ったせいだという事を知らされて一時は落ち込むが、自分と同じ目に遭いながらも苦難を乗り越え今の人気を得たカナリヤのことを思い出し、自分も今の声を逆手に取って『カナリヤ二世』としてプロデビューを果たそうと前向きに考える。
カナリヤ
『インココイン』に登場。藍花が好きな芸人。七色の声を持つと言われている。様々な声を手に入れるために銭天堂で「インココイン」を買って食べたが、藍花同様蛇のモノマネをしてしまい、声が戻らなくなってしまった。
アニメでは実在の芸人・コウメ太夫に変更されており、声も本人が担当している。
東山 果穂（ひがしやま かほ）
声 - 久野美咲
『熱帯焼き』に登場。南国のフルーツが大好きな女の子。マンゴーをお腹いっぱい食べたいと思い、庭に種を埋めるが芽は出なかったため困っていた。そこに現れた伯母の瑠璃子から不思議な小銭袋を貰い、銭天堂へと辿り着く。そこで「熱帯焼き」を買って南国のフルーツを育てることができたが、注意書きを読まなかったため尻尾から食べてしまい、冬なのに家を熱帯気候にしてしまう。
瑠璃子（るりこ）
声 -  合田絵利
『熱帯焼き』に登場。果穂の母の従姉妹。六条研究所で六条教授とともに銭天堂について調べている。果穂に小銭袋をあげた。
関ノ瀬 なつめ（せきのせ -）
声 - 白砂沙帆
『見定メーター』に登場。学校のクラス替えで友達ができるか不安な女子児童。父・和彦からもらった小銭袋を持っていると、銭天堂に辿り着き「見定メーター」を買う。それで友達になれそうな人を探すが、見定メーターが指したのはおとなしくて無愛想な千鶴だった。自分と彼女の趣味が合わないのでメーターが壊れていると思い、自分を誘ってくれた美月のグループに入った。最初こそ表面上は仲良くしていたものの、祖父からのプレゼントのキーホルダーを「似合わないしダサいから」という理由で外すように美月から言われ、それを拒否したところグループから外されてしまう。しかしそれを見かねた千鶴によって美月は言い負かされ、皆の前でみっともなく泣き喚く美月の姿を見たなつめは、「美月もその取り巻きも『特別』を気取っているだけの空っぽな人間」だと気付き、そのままグループから離脱。「見定メーター」は間違っていなかった事に気付き、改めて千鶴と友達になった。
『まねまねマネー』で再登場。ずっと引きこもっている父の和彦に元気を出してほしいと思っていると、和彦に会いに来た紅子と再会。紅子が取り戻してくれた「見定メーター」を今度は和彦のために使って欲しいと思い、彼に譲った。
千鶴（ちづる）
『見定メーター』に登場。なつめのクラスメイトで、なつめが「見定メーター」で見つけた友達。一見すると大人しくて無愛想だが、本来は照れ屋なだけの優しい少女。
美月（みづき）
声 - ファイルーズあい
『見定メーター』に登場。なつめのクラスメイト。口を開けばオシャレのことと他人の悪口しか話さない少女で、なつめを誘ったのもお情けでグループに入れてやったというのが本音であった。
自分の言う事に従わなかったという理由で他の取り巻きと共になつめを責め立てるが、それを見かねた千鶴によって完膚なきまでに言い負かされてしまう。しかし全く反省しないどころか、「ママに言いつけてやる」とみっともなく泣き喚くという醜態を晒した事で、なつめや他のクラスメイト達からも完全に呆れられていた。
関ノ瀬 和彦（せきのせ かずひこ）
声 - 上田燿司
『見定メーター』に登場。なつめの父。六条研究所で働いており、娘に銭天堂へ辿り着くための小銭袋をあげた。
第14巻で再登場。かつては六条を尊敬していたが、目的のためなら幼い子供をも利用する事を厭わない六条のやり方に疑問を抱くようになる。その事で六条に意見して以降、まともな仕事を与えられず存在すら無視されるようになってしまった。せめて六条に一矢報いたいと考えた和彦は、銭天堂へ辿り着くための小銭の入ったお守り袋の内の1つに紅子への警告を書いたメッセージを紛れ込ませ、彼女と連絡を取る事に成功した。
『まねまねマネー』で再々登場。六条の一件で人間不信を拗らせてしまい、仕事を辞めて1日中家に閉じこもっていた。そこに紅子が訪ねてきて、以前銭天堂の危機を知らせてくれたお礼に「まねまねマネー」を売ろうとしたが、銭天堂の商品には頼らないと受け取らなかった。しかしその代わりに、紅子に研究所の心臓部へ出入りできるカードキーを渡し、六条の研究所を潰すのに貢献した。紅子が去った後は、なつめが「今の和彦にこそ必要」だとして紅子が取り戻してくれた「見定メーター」を譲られ、娘の心遣いに胸を打たれた事で立ち直るきっかけを得られた。
竹塚 信太（たけづか しんた）
声 - 漆山ゆうき
『クリーングリーンティ』に登場。風呂に入るのが嫌いな幼稚園児。入ったふりをしてごまかそうとするが、いつも母にばれて怒られてしまう。ある時六条研究所が生み出した偽者の紅子と出会い、「クリーングリーンティ」を貰った。風呂に入らなくてもいい匂いがするようになったため大喜びするが、「クリーングリーンティ」は汚れを落とすのではなく匂いで誤魔化すだけだったので、ちゃんと風呂に入らなかったため頭にシラミが湧いてしまい髪を短くされてしまった。
『いいものナゲット』で再登場。「クリーングリーンティ」のせいで大変な目に遭った後、「ウルトラタイガー」のグッズを友人ののんに自慢されたことで羨ましく思っていた。そんな信太の元に本物の紅子が現れ、「いいものナゲット」をプレゼントされた。次の日、芋掘りに行った際には友人よりも大きな芋を掘ろうとしていた。友達の方が大きいイモを掘ったが、信太は代わりに珍しい鳥の羽を見つけた。それからは大きい魚を釣れたりくじ引きで自転車を当てたりしたと珍しいものや貴重なものをたくさん手に入れることができた。そんな中でのんが自転車を欲しがっていた。信太にとっては自転車が大きくてまだ乗れそうになかったので譲ったところ、お礼にウルトラタイガーのグッズを貰えて喜んだ。
信太の母
声 - 塙英子
『クリーングリーンティ』と『いいものナゲット』に登場。風呂に入りたがらない息子をいつも叱る。紅子を「変なものを売りつける人」呼ばわりするが、そのおかげで紅子は一連の事件に気づいた。
のん
声 - 池田海咲
『いいものナゲット』に登場。信太の友人。特撮ヒーロー「ウルトラタイガー」のグッズを信太に自慢していた。
梅田 博人（うめだ ひろと）
声 - 下妻由幸
『忍者ジンジャー』に登場。連載を3つ抱えている人気漫画家。原稿を描くのが遅いため指原から逃げ切ろうとするが、どこへ逃げてもいつも見つかってしまう。紅子から「忍者ジンジャー」を貰ったことで忍者のように追っ手から逃げたり、身を隠したりできるようになった。ある時指原に見つかってしまい3階から逃げようとしたが、かつて「食らいつきクッキー」を食べたことがあった指原に再び見つかってしまった。
指原（さしはら）
声 - 武田幸史
『忍者ジンジャー』に登場。博人を担当するベテラン編集者。締め切り前に逃げた作家を必ず捕まえている事から、「猟犬の指原」の異名を持つ。「ダメダメ」と言われていた新人の頃に銭天堂で「食らいつきクッキー」を買って食べたことで、逃げている人を捕まえられるようになった。そのお陰で、「忍者ジンジャー」を使って脱走しようとした博人をすぐに見つけられた。
羽生 滋（はにゅう しげる）
声 - 田村睦心
『猛獣ビスケット、ふたたび』に登場。臆病で動物が嫌いな少年。祖父母の家で飼われている猫のしじみと遊びたいが、しじみは気難しく凶暴で、祖父母以外の人間になかなか懐いてくれないことを気にしている。
なんとかしてしじみに懐いてもらう方法はないかと考えていると、いつのまにか銭天堂に辿り着き、紅子から「猛獣ビスケット」を勧められる。以前の信也とは異なり食べる順番の注意事項をしっかり守り、入っていた虎のビスケットを食べたことでしじみを祖母よりも懐かせることができた。その後はいつも吠えてくる犬や乱暴をしている同じ組の新太郎も、「猛獣ビスケット」のお陰で大人しくさせることができた。
白野 聖（しろの きよし）
声 - 鷄冠井美智子
『とりあげもち』に登場。小さいころにお気に入りだったおもちゃの木馬を、いとこの亮にあげてしまったことを後悔している。何とかして取り戻したいと考えていると銭天堂へ辿り着き、紅子から「とりあげもち」を買う。それを食べてから母のみやびから財布ごとお金を貰う、おもちゃ屋のキックボードを無料で貰う、友達からはゲーム機、先生からは腕時計を貰うなどしてその力を満喫する。その後亮から木馬を取り戻すことに成功したが、すぐに飽きて今まで貰ったものを全て捨ててしまった。その夜捨てられて悲しんだおもちゃたちの夢を見て、朝になると自分が木馬になっていた。聖が木馬になっていたことを知らないみやびに他のおもちゃと一緒にリサイクルショップに売られてしまった（アニメでは、聖の部屋に飾ってある木馬に乗った小さい頃の聖と両親が写っている写真から、自分が消えて木馬と両親だけの写真になってしまった、という演出が追加されている）。
リサイクルショップに売られた後は、銭天堂の客を狙う六条が買い取り翔の家へ送ろうとしたのだが、「引きさきイカ」の縁切りの力の影響により、配達途中で行方知れずとなってしまった。しかし第20巻の『もとどおりんごあめ』の終盤にて、金吾が木馬を修理しようとした事でようやく解放された。
白野 みやび（しろの -）
声 - 塙英子
『とりあげもち』に登場。聖の母。聖に「お金をちょうだい」と言われて財布ごとお金を渡した。最終的に聖が「とりあげもち」の注意事項を破って木馬になってしまった際に彼の存在を忘れてしまい、「とりあげもち」で貰ったおもちゃや腕時計共々リサイクルに出しに行ってしまった。
中村 明（なかむら あきら）
声 - くまいもとこ
『兄弟だんご』に登場。4人兄弟の長男。いつも父や母に「お兄ちゃんなんだから」と言われ、末っ子の弟や双子の妹たちの面倒を見なければならないことにうんざりしている。銭天堂へ辿り着いて「兄弟だんご」を買い、4人兄弟の末っ子になった。
中村 美音（なかむら みお）
声 - 池田海咲
『兄弟だんご』に登場。明の双子の妹。
中村 美奈（なかむら みな）
声 - 池田海咲
『兄弟だんご』に登場。明の双子の妹。
中村 光（なかむら ひかる）
声 - 漆山ゆうき
『兄弟だんご』に登場。明の弟。
明の父
声 - 佐々木義人
『兄弟だんご』に登場。4兄妹の父。
明の母
声 - 小平有希
『兄弟だんご』に登場。4兄妹の母。
井口 智美（いぐち ともみ）
声 - 植田佳奈
『留守電でんシール』に登場。スマートフォンを買ってもらったばかりの女子児童。友達からの電話に出たり、メッセージを返したりするのが億劫になっている。
誰かが自分の代わりに電話に出てメールの返信もしてくれないかと思っていたところ銭天堂へ辿り着き、「留守電でんシール」を買う。シールに描かれたでんでん虫の「六号」（声 - 宮本充）が代わりに電話に出たり、メッセージを返したりしてくれるようになり任せられると安心していた。ある日母から友人のさやかが夜になっても自宅に戻っていないことを聞き、電話の内容を怪しみ誘拐されたのではないかと思い（実際誘拐されていた）面倒でも自分で連絡をとっていればよかったと後悔した。事件が解決した後も友達から連絡が来たが、友達にはスマホが壊れて使えなくなったことにしておき、「今の自分にはスマホは必要ない」と使用をやめてしまった。
鳥山 浩（とりやま ひろし）
声 - 永塚拓馬
『分身風船ガム』に登場。塾に通っている男子児童。塾のテストを受けるのを面倒がり、サボってゲームセンターに行こうとしたところ銭天堂に辿り着き「分身風船ガム」を買う。
これを噛んで膨らませて生み出した自分そっくりの分身に塾のテストを受けさせ、自分はゲームセンターへ遊びに行った。知り合いに会ったが「分身風船ガム」の影響で顔が変わっていて自分だとは気づかれなかったため、母に見つかっても平気と思いその後もゲームセンターで遊んでいた。その後も分身に入試試験を受けさせている間にゲームセンターに行こうとしたが、お金が足りずゲームが遊べなくなってしまう。そんな矢先、宝くじ屋があったため宝くじで1億円を当てようと気持ちを切り替えるも、「自分じゃ当たるはずがない」とくじ運の良い分身を作ろうする。しかし、古い方の分身を壊さずに作ろうとしたため人の形にならずに破裂してしまい、同時に自分の名前や住んでいた家などの今までの記憶が無くなってしまった。
魚津 藍音（うおづ あいね）
声 - 須藤沙織
『シークレットタブレット』に登場。秘密を守るのが苦手な小学生。友人の亜由美から裕真のことが好きだと打ち明けられ、「他の子には絶対に秘密にする」と約束したが、誰かに言いたくてたまらなくなってしまう。
「口に鍵がついていればいいのに」と思っていたところ、行商スタイルで商品を売り歩いていた紅子に出会い、「シークレットタブレット」を勧められる。後日、亜由美から「裕真のペーパーナイフを盗んだことを秘密にして欲しい」と言われて約束をしたが、裕真がペーパーナイフがないことに気づき教室で騒ぎが発生してしまう。なかなか亜由美が「自分が盗んだ」と言わないので自分から言おうとしたが、「シークレットタブレット」を余分に食べたせいで言えなくなってしまったどころか、自分の秘密も暴かれてしまうので言わないようにしていた。それでも陽翔のせいにされそうになったので、とうとう「亜由美がやった」とノートに書いて皆に伝える。その後はいつ自分の秘密が暴かれるのか怯えていたが、「シークレットタブレット」の効果を消しても守らなくてもよい秘密に関してはノーカウントとされるため、彼女の秘密は守られた。
亜由美（あゆみ）
声 - 近村望実
『シークレットタブレット』に登場。藍音の友人。クラスメートの裕真の事が好き。
恋のおまじないに使うために裕真の私物のペーパーナイフを盗み出してしまい、ペーパーナイフが無くなった事がクラス中に知れ渡った後は、以前から裕真のペーパーナイフを欲しがっていたクラスメートの陽翔が皆から疑いをかけられてしまう。しかしそれについて一切罪悪感を持たなかった事でとうとう藍音から見限られ、皆の前で真犯人は自分だとバラされた。
陽翔（はると）
『シークレットタブレット』に登場。藍音のクラスメート。以前から裕真のペーパーナイフを欲しがっており、自分のカードコレクションと交換しようとしつこく持ちかけていた。そのためペーパーナイフが亜由美によって盗まれた後は、クラス中から疑いをかけられてしまう。しかし、身勝手な亜由美を見限った藍音がクラスメート達に真相を伝えたため、何とか事なきを得る。
大平 哲（たいへい てつ）
声 - 大地葉
『サイン・コイン』に登場。アメリカに住む叔父が誕生日にくれたスケボーを大切にしていたのだが、ある日スケボーがクラスメートの淳輔に盗まれてしまい、名前を書いておかなかったため、自分のものだという証明が出来ずに悔しがっていた。
そんな時、出張営業中の銭天堂で「サイン・コイン」をすすめられ、この力で名前を浮き上がらせて淳輔からスケボーを取り返せた。後日、友人の雪也が学校に持ってきていた美しい水晶が欲しくなり、水晶を盗んでしまった。しかしそれは「サイン・コイン」の注意事項に反する行為であったため、その後名前が「どろぼう」に変わってしまい、先生や友達に「どろぼう」呼ばわりされたどころか、自分の持ち物の名前欄までもが「どろぼう」に書き換えられてしまった（物語の最後の文では、ちゃんと水晶を雪也に返した事で元の名前に戻った旨が書かれている）。
淳輔（じゅんすけ）
『サイン・コイン』に登場。哲のクラスメート。哲が公園のトイレに入っている隙に彼の大事なスケボーを盗み、哲の物だという確たる証拠が無いのをいい事に、「祖父からのプレゼント」だと偽って自慢していた。
しかし哲が「サイン・コイン」を購入した事で、実は盗んだ物だったという事を友人達の前で証明されてしまう。それ以降は盗みがクラス中に知れ渡り孤立するも、全く反省しないどころか哲を逆恨みして、消しゴムやノートや靴といった所持品を盗んでは捨てるといった行為を繰り返す。そして遂に動いた哲によって、哲の千円札を盗み出すよう誘導され、今度は担任を含めたクラス全員の前で盗みが発覚。職員室へ連れて行かれた後は、そのまま二度と教室に戻ってくる事は無かった。
神原 一郎（かんばら いちろう）
声 - 小林大紀
『スクープクレープ』に登場。学校で新聞係をしている男子児童。他のクラスメイトが自分の学級新聞ではなく隣のクラスの新聞ばかり見るため、皆がびっくりするようなスクープ写真を撮って学級新聞に載せたいと考えている。ある日、銭天堂へ辿り着き買った「スクープクレープ」を食べ、アパートが火事になる瞬間（アニメでは公園の木に雷が落ちる瞬間）を写真に収めたことでそれを載せた学級新聞がみんなの注目を集める。その後も排水溝に落ちた老女を助け、警察に表彰された記事を載せるなどのスクープを手に入れるなど、まさに絶好調であった。
更なるスクープを探していたある日、今までにない特大スクープの気配を感じ取って現場へ向かうも、そこで何と熊に遭遇してしまう。一巻の終わりを覚悟する一郎だったが、運良く車で通りかかった男性がクラクションで熊を追い払ってくれたお陰で九死に一生を得た。しかしこの事が切っ掛けで、スクープは時に誰かの悲劇にもなりえる事に気付き、以降はスクープを追うのをやめてしまった。
【アニメ版】
古いアパートから火が出ている写真を載せようと接近したところ、火事になっていることに気付く。中の住民を助けようとしたところ火事に巻き込まれてしまい、自分自身が全国の新聞に載って日本中の人に知れ渡ってしまった。
小湊 俊子（こみなと としこ）
声 - すずき紀子
『プレゼント扇子』に登場。季節の贈り物を決めるのにいつも苦労している女性。中でも義理の父の豊隆の好みがわからない。
そこで銭天堂で買った「プレゼント扇子」を使って、プリンやジュース炭火焼きの詰め合わせを送り、相手に気に入ってもらえるようになった。一番心配だった豊隆にも気に入ってもらえたのだが、夏にしか使えないことを知らずに年末のお歳暮に使ってしまう。後日、扇子が教えてくれたプレゼントが大半の相手に喜ばれなかったので「扇子が壊れているのかも」と思いよく見たところ、「夏以外には使用しないこと」という注意書きにようやく気付いた。あまりのショックに頭を抱えるも、豊隆には扇子に書いてあったアイスクリームではなくルームシューズを送っていたことで喜ばれた。
小湊 豊（こみなと ゆたか）
声 - 原田晃
『プレゼント扇子』に登場。俊子の夫（下の名前はアニメで判明）。
小湊 豊隆（こみなと とよたか）
声 - 高岡瓶々
『プレゼント扇子』に登場。豊の父で、俊子の義父（下の名前はアニメで判明）。無口で無愛想で何を考えているかよく分からないため、俊子からは苦手意識を持たれている。
辛党で酒が大好きらしいが、人気の洋菓子店のプリンが好きという意外な一面もあるようで、普段はプレゼントを貰ってもお礼を言ったりしないが、俊子が前述のプリンを送った時はお礼の電話をした。
神子山 香枝（かみこやま かえ）
声 - 楠見藍子
『ごまかしボーロ』に登場。呉美とは幼稚園の頃からの友人。しかし、最近呉美から見下されて子分扱いされていたのを気にしている。呉美を避けたかったのだが怪しまれてしまい、上手く誤魔化すことができずにいた。悩んでいた時に紅子に変装した六条研究所の研究員から「うそつきチョコ」を渡され、食べようとした所を間一髪で本物の紅子に阻止される。その後は「お嬢さんも偽の銭天堂に誑かされた1人だから」という理由により、紅子から「ごまかしボーロ」を譲られた。
「ごまかしボーロ」を食べたことでたちまち誤魔化すのが上手くなり、次の日に呉美に謝ったが許してもらえなかったため、「テストの点数が下がらないように勉強していた」と誤魔化したことで許してもらえた。その後、別の友達の志保里から日曜日にショッピングモールに行こうと誘われたが、「香枝は勉強があるから」と阻止しようとしてくる呉美に対して遂に気持ちを爆発させてしまった。その結果いつも強気で泣いたりしない呉美を泣かせてしまい、友達に酷い言葉を投げ付けたという事でクラスの女子からもよそよそしい態度を取られるようになってしまう。どうしてこんな事になったのか悩み続けた末に母親に相談した事で、「ごまかす事は時間稼ぎでしかなく根本的な解決にはならない」という事にようやく気付き、呉美に謝るだけではなく自分も色々言われて嫌な気持ちになった事をちゃんと伝えようと決心。たとえ呉美が許してくれなくても、「それはそれでいい」と晴れやかな表情で呟いていた。
呉美（くれみ）
声 - 小平有希
『ごまかしボーロ』に登場。香枝の幼馴染の少女。わがままで気が強い性格で、香枝の事を子分扱いして酷い発言をする。香枝が呉美に誤魔化しのために言った事を他の友達にバラして香枝を怒らせてしまい、酷いことを言われた事で泣いてしまった。
入間 幸二（いるま こうじ）
声 - 松田颯水
『チリチリチェリー』に登場。辛い料理が食べられない少年。辛い料理が好きな兄の謙一に「お子ちゃま」と言われて、悔しい思いをしている。なんとかして謙一より辛い料理を食べて見返してやりたいと思ったことで銭天堂へ辿り着き、「チリチリチェリー」を買う。
このおかげでどんなに辛い料理を食べても平気になり、自分から辛い料理をリクエストするほどになり謙一を見返すことに成功する。ある日、超激辛カレー大会に出場して「チリチリチェリー」の効果で他の出場者が食べれなかったカレーを完食し大会で優勝したが、そのカレーに含まれていた唐辛子は10本分以上だったため腹痛を起こしてしまった。2時間経ってようやくトイレから出てこられた後は、うっかり謙一の前で「チリチリチェリー」の名前を出してしまい、観念して全てを打ち明ける。瓶の底に注意事項が書かれていた事にもその時になってやっと気付きショックを受けていたところ、今までからかってきた事に対して謙一から謝罪を受ける。そんな兄の姿を見ている内に、「すぐにからかってくるけど、落ち込んだ時に元気をくれるのも兄ちゃんだ」「それを分からせてくれた「チリチリチェリー」を買って良かった」と立ち直り、明日から2人で銭天堂を探す事を約束したのだった。
なお、アニメ版の幸二役の松田颯水と謙一役の松田利冴は実の双子の姉妹である。姉妹順も謙一・幸二と一致している。
入間 謙一（いるま けんいち）
声 - 松田利冴
『チリチリチェリー』に登場。幸二の兄。彼とは対照的に辛いものが食べられる。このことが嬉しくて辛いものが苦手な幸二を「お子ちゃま」と言ってからかっていたが、実際は小学1年生の頃まで辛い料理は苦手で食べられなかった。
大河橋 はる（おおかわばし -）
声 - 花守ゆみり
『おおらか落花生』に登場。他人の顔色をうかがってばかりの女子中学生。本音を話せる友達がいないことに悩んでいる。
ある日、クラスメイトの真綾に「優樹菜に意地悪しよう」と誘われるも、本当は意地悪をしたくないが真綾に嫌われたくないために拒否できなかった。「いつも1人だが堂々としている優樹菜のようになりたい」と思って辿り着いた銭天堂で「おおらか落花生」を買って帰るが、途中で「おおらか落花生」を失くしてしまった。しかし、偶然通りかかった優樹菜が一緒に探してくれる事になり、ようやく「おおらか落花生」を見付けたところ、優樹菜がそれを欲しそうにしている事に気付く。それを見たはるは、優樹菜が本当は自分と同じく他人の顔色を窺わずにいられない性格なのだと気付き、「おおらか落花生」を2人で分け合って食べた。その後「分け合って食べるとその相手と一生強い繋がり、結び付きを持ってしまう」という副作用を知るが、「優樹菜とならそうなっても構わない」と考えたため、後悔する事はなかった。
八十島 優樹菜（やそじま ゆきな）
声 - ファイルーズあい
『おおらか落花生』に登場。はるのクラスメイト。はるには1人だが堂々としている一匹狼な性格だと思われていたが、実際は人付き合いが苦手で友達がいないので、1人でいることが多いだけであった。人と話すと緊張してしまうので、いつも1人でいたがるはると以前から友達になりたいと思っていた。
真綾（まあや）
声 - 三日尻望
『おおらか落花生』に登場。はるのクラスメイト。何をするにも1人じゃできないというタイプで、はるに大らかで堂々と見える優樹菜をいじめようと持ち掛ける。
上樫 潤美（うえがし うるみ）
声 - 本渡楓
『ごめんラーメン』に登場。謝るのが苦手な少女。学校で友人のえっちゃんと喧嘩してしまい、自分が悪いとわかっているのだが、「謝っても許してもらえないと自分が損する」と思っているため素直に謝ることが出来ずにいた。そんな性格を銭天堂の紅子に見抜かれ、「ごめんラーメン」を売ってもらう。これを食べたことで素直に謝れ、何をしても許してもらえたため調子に乗って本気で悪いと思っていないことでも謝っていた。ある日カッターを忘れてしまったため、クラスメートの男子（アニメではえっちゃん）が使用中のカッターを借りようと手から取ろうとしたところ、カッターが男子の指に当たり傷つけてしまった。すぐに謝ったが「本気で悪いと思っていない時に謝り続けると、いざというときに許してもらえなくなる」という副作用が発生し、その男子を怒らせてしまいクラスメイトからも責められてしまう。
原作ではその後、クラス中で孤立してしまったところで終了するためバッドエンドを迎えたが、アニメでは「心から悪いと思っていないと謝っても意味がない」と気づき改めてえっちゃんに謝罪し直すと、今度は本気で謝っていることがえっちゃんに伝わり許してもらえた。
えっちゃん
声 - 池田海咲
『ごめんラーメン』に登場。本名は不明。潤美の友人。
林田 左衛門（はやしだ さえもん）　
声 - 各務立基
『舌鼓』に登場。江戸時代にとある大名屋敷で働いていた男性。若君である千丸の教育係をしているが、彼はわがままで料理の好き嫌いが多く食事を何でも食べようとしないため悩まされていた。
そんな時、行商をしている紅子に出会い「舌鼓」を売ってもらう。「舌鼓」を打ったことで千丸が食事を完食してくれるようになった。しかしある時「舌鼓」を千丸に取られて打たれてしまい、その力で彼の食事を勝手に食べてしまう。加えてその光景を大殿様に見られてしまい、屋敷を追い出されてしまった。そこで「料理人になって皆に美味しい料理を食べてもらいたい」と思い、「舌鼓」という小さな料理屋を始めたところ大繁盛し代々続く店になった（第18巻の巻末によると、現代まで続いている模様）。
千丸（せんまる）　
声 - 坂本千夏
『舌鼓』に登場。左衛門に教育されている若君。食べ物の好き嫌いが多く出された分を全部食べようとしなかったが、左衛門が買ってきた「舌鼓」の音を聞いたことでどんな料理もおいしく食べられるようになった。
しかし「舌鼓」のことを怪しく思うようになり、鼓を左衛門から取り上げ彼に向かって打ったところ、自分の食事を食べられてしまう。この光景を目撃した父親である大殿様に向かって「左衛門はいつも自分の分を横取りしている」と嘘をついたことで、左衛門を追い出してしまった。しかしその後、「舌鼓」を雑に扱ったせいで何を食べても苦くて不味く感じるようになってしまった。
糸井 かりん（いとい -）
声 - 千本木彩花
『タイムライム』に登場。毎日習い事ばかりで忙しく、のんびり過ごす時間がないことで悩んでいる女子児童。
ある日英語教室をサボっていつもと違う道を進むと、銭天堂へ辿り着き、紅子から「タイムライム」を勧められる。いつもは時間がなくゆっくり本を読むことができないのでタイムライムの力を使い時間が経つのを遅くした結果、時間が2倍に伸びゆっくり本が読むことができた。その後、母に英語教室をサボったことがバレて怒られてしまったが、時間を早く進めたことで説教が早く終わった。その後もゲームの時間を長くしたり退屈な授業の時間を早くして短くして早く終わらせるようにするなど、時間を自在にコントロールしていた。ある時、「勉強を頑張っているご褒美に息抜きしてほしい」と両親からドライブに誘われ、旅行先にずっといたいと思い時間を長くした。しかし、ドライブの途中で渋滞に遭ってしまい今度は時間を早く進めたが、時間の流れを元に戻す「タイムストップ」を唱えずに「クイックタイム」と唱えてしまったためにタイムラグが起こり、逆に時間の流れが10倍に延びたせいで、途轍もなく長いドライブを味わう羽目になってしまった。
尾谷 龍介（おたに りゅうすけ）
声 - 篠原彰宏
『もてもてもち』に登場。女子たちからモテたい願望がある男子児童。同じクラスの貴志はかっこよくてサッカーも上手いので女子から人気があるが、自身は顔は普通で取り柄もないので、気になる女子のこづえから見向きもされないことを気にしていた。
ある日銭天堂で買った「もてもてもち」を食べて学校へ行くと、女子に「宿題を見せてあげようか」と言われる、遊びに誘われる、「かっこいい」と言ってもらえるなど好意を持たれるようになった。しかし宿題を忘れた際にもいつもは怖い先生が許してくれたことで調子に乗ってしまい、それ以来女子児童からプレゼントを貰っても「センスがない」と受け取らなかったり、複数の女子からデートに誘われたが「可愛い子ならいくらでもいるから優しくする必要がない」という理由で手酷く断るなどつれない態度を取るようになる。こづえに対しても「彼女にしてあげるから他の奴と喋るな」と言い放つが、今まで誰にどんな態度を取っても嫌われなかったにもかかわらず、こづえには「何様のつもりよ。もう話しかけないでよね」と手酷く振られてしまう。この時ようやく「相手に優しくせずに冷たくすると、冷たくした相手の数だけ振られる」という注意事項が「もてもてもち」の袋に書いてあったことに気付き、更に今まで何人にも冷たくしたことを思い出し、この先一体何度本命に振られることになるのかを想像して失意に暮れるのだった。
こづえ
声 - 花守ゆみり
『もてもてもち』に登場。龍介のクラスメイト。お喋り上手でサバサバしていてなかなか可愛いという事で、クラスでは高い人気を誇る。
当初は｢もてもてもち｣の効果で龍介に好意的に接していたが、「もてもてもち」の力を乱用した龍介が女子を蔑ろにするような態度を取るようになったため、逆に彼のことが嫌いになってしまった。
甚六（じんろく）
声 - 益山武明
『妖刀糖』に登場。戦国時代、刀鍛冶に憧れていた男性。しかし村では刀は必要とされていないため、親方から許しを得ることはできていなかった。
ある日、行商をしている紅子から「妖刀糖」を買う。これを食べたことで妖刀と呼ばれるほどの刀を鍛えられるようになり、それを見た親方に都へ行く許しを得られたことで都で一番の刀鍛冶と呼ばれた。甚六の作った刀は「甚六刀」と名付けられ、追加注文も入るほどの人気だった。だが仕事が忙しくなり、追加で作ることができず断っても注文が来るようになる。加えて「親父の刀を手に入れた途端主の首を狙った侍がいる」「刀を手に入れたら何でもできる」といった噂までもが出てきてしまい、弟子たちの間でも「甚六刀には魔物が潜んでいる」と噂されるようになった。
そしていつしか仕事への心構えを忘れてしまったある日「妖刀糖」の力が消え、以前のような刀が作れなくなっただけでなく、それまで作った刀は全て折れ曲がってひしゃげてしまい、依頼人の怒りを買う事態となってしまう。どこにも行く当てが無かった甚六は、ほうほうの体で故郷の村へと帰らざるを得なかったが、親方に優しく受け入れられた事で己の過ちや愚かさを悟り、号泣するのだった。
檜坂 姫子（ひさか ひめこ）
声 - 嶋村侑
『ライバルバルーン』に登場。叔母の貴子が園長を務める「私立いそめ幼稚園」で働いている。元々子供嫌いで横柄な性格だったのだが、貴子から人手不足を理由に園で働いて欲しいと頼まれたのに加え、それまでの仕事を辞めたばかりだったのと、叔母の職場で働けば何かと楽ができるのではないかと思った事で現在の職に就いた。当然ながら子供の扱いなど心得ておらず、担当しているクラスのうめ組の園児達が言うことを聞かない事に苛立ち、同僚の真紀子が担当する行儀のいい子ばかりのさくら組をライバル視している。
銭天堂で買った「ライバルバルーン」を使ったところ、うめ組の園児たちはさくら組にライバル心を持つようになり、自身の言うことを聞くようになった。姫子自身は彼らがいい子になったと思っていたが、実際はさくら組の園児に意地悪をしたり悪口を言ったりしてさくら組を馬鹿にしていた。これを知った貴子からうめ組の担任を辞めさせられ、「しばらく幼稚園に来なくていい」とまで言われてしまった。もう一度「ライバルバルーン」を使おうとしたが、膨らんですぐに萎ませなかったため、風船が膨らみすぎて破裂してしまった。破裂音を聞いてしまったさくら組の園児達は姫子に対して反抗心が芽生え、一斉に「姫子先生なんかいらない」とまで言われてしまい、最後は園児達に恐れをなして幼稚園から逃げ出した。
真紀子（まきこ）
声 - 鷹雄葉月
『ライバルバルーン』に登場。姫子と同じ幼稚園の先生。こちらはさくら組の担任を勤めている。姫子とは真逆の大の子供好きで、園児達のみならず親からも信頼されて好かれている。
犬塚 琢己（いぬづか たくみ）
声 - 釘宮理恵
『あまえん棒』に登場。両親に思い切り甘えたいと願う少年。父の琢一郎はとても厳しい性格だったため、それまでは母の瑠璃に甘えて独り占めしていたが、妹の留美が生まれてからは存分に甘えられなくなってしまった。
そこで銭天堂で買った「あまえん棒」を使って両親に甘えようとする。ところが琢一郎に見つかり「あまえん棒」を取り上げられてしまった挙句、勝手に食べられたことで怒ってしまう。瑠璃に赤ん坊のように甘えている琢一郎を異様に思い、元に戻すため銭天堂を探したが結局見つからなかったため仕方無く家へ戻る。しかし、その日の朝に隣人に渡した焚き付けに使うための割り箸の中に「あまえん棒」の割り箸も混ざっていたため、知らない内に効果が消えて琢一郎は元に戻った上、「あまえん棒」の副作用で優しい性格になったため喜んでいた。
犬塚 琢一郎（いぬづか たくいちろう）
声 - 武田幸史
『あまえん棒』に登場。琢己の父親（下の名前はアニメで判明）。早くに父を亡くし、残された母と幼い兄弟達を守るために必死で頑張ったという過去を持つ関係で、しつけに厳しい。
琢己が買った「あまえん棒」を没収して食べたところ、幼少期の経験から副作用を引き起こし、会社を休んでまで妻の瑠璃に甘えるようになってしまった。最終的には「あまえん棒」の割り箸を燃やされた事で効果が消えて元に戻り（ただし、甘えを知らずに育ってきた琢一郎は「少々甘え癖が残る」という後遺症的なものの影響や後の出来事などもあり、後述のような性格になった）、「厳しすぎる」と瑠璃に言われた事で琢己に優しく接するようになった。
犬塚 瑠璃（いぬづか るり）
声 - 池田海咲
『あまえん棒』に登場。琢己の母親（下の名前はアニメで判明）。夫の琢一郎とは対照的に優しい性格。だが留美が生まれてからは彼女の世話につきっきりになり、琢己に構ってあげることが出来なくなった。琢一郎が琢己に対して厳しい態度を取っていたのを快く思っておらず、「あまえん棒」の効果が消えた琢一郎に「これからはもっと優しく接するべき」と叱って反省させた。
山田 妙子（やまだ たえこ）
声 - 早見沙織（幼少期） / 塙英子（現在）
『夢あめ』に登場。大正時代（アニメ版では「100年近く前」とされている）、貧しい村の家の長女として生まれた少女。父の薬代を稼ぐためにふるさとを遠く離れ、東京にある草笛家の屋敷で出稼ぎとして働いていた。だがホームシックを起こして家族が恋しくなり、夜もあまり眠ることが出来ずにいた。
お使いに出たある日、行商をしている紅子から「夢あめ」を買う。この力を使って夢の中で家族と再会したが、夢のせいで仕事中ぼんやりしてしまう。医者の診察を受けて「疲れている」と言われたので睡眠薬を処方してもらったが、「効き目が強い薬なので一粒ずつ飲むように」という忠告を無視して「夢あめ」を使うために大量に飲んでしまった。その結果オーバードーズを引き起こして3日間も眠ってしまい、夢の中で2年前に亡くなった祖母に怒られてしまう。そしてこの長い眠りから覚めたところ妙子の容態を心配して上京した母が来ており、「夢で会うよりも実際に会った方がいい」と考えを改めた。アニメではその後現代にて、孫の美久にこの出来事を語っている。
女中
声 - 井上和（乃木坂46）
『夢あめ』に登場。妙子の同僚で、彼女を気遣っている優しい性格。
美久（みく）
声 - 池田海咲
『夢あめ』に登場（原作には登場しないアニメオリジナルのキャラクター）。妙子の孫。祖母から「夢あめ」の話を聞いたあと、自身も銭天堂を訪れる。
櫻島 すずえ（さくらじま -）
声 - 樹元オリエ
『断捨離だんご』に登場。いらないものを捨てて部屋をきれいにする断捨離をしては、その様子をSNSにアップロードする事に熱中している女性。
夫の真吾の部屋の物は捨てない約束をしていたが、ある日彼が大切にしている漫画を勝手に捨てて怒らせてしまう。しかし「断捨離する事は間違っていない」と反省する気が無く、なんとか彼にも断捨離の良さを分かってほしい一心で銭天堂から買った「断捨離だんご」を真吾に食べさせた。すると真吾が「テレビも照明もいらない」と言い出したため「真吾が断捨離の良さを分かった」と一度は喜んだ。しかし「効き目が強い駄菓子なので3つ全て食べないように」という紅子からの忠告を真吾に伝えなかったため、3つ全て食べられてしまったことで「約束を破って人の物を捨てる妻はいらない」と真吾に見捨てられてしまった。
櫻島 真吾（さくらじま しんご）
声 - 佐々木義人
『断捨離だんご』に登場。すずえの夫。彼女が断捨離することをよく思っておらず、自分の部屋の物は捨てない約束をしていた。
ある日大切にしていた漫画をすずえに黙って捨てられ、怒って「顔も見たくない」と家を出てしまう。忘れ物を家に取りに帰ったところすずえに「断捨離だんご」を食べるように言われ、仕方なく食べた事で断捨離をするようになった。だが団子を3つとも食べた事で効果が強く出てしまい、「自分との約束を破って勝手に物を捨てるような妻は自分には不要だ」と言い放ち、すずえを捨てて家を出て行ってしまった。
玖須原 勇信（くすはら ゆうしん）
声 - 星野貴紀
『いた板チョコ』に登場。立派な体格に恵まれた柔道の有段者で、仕事もできる上に頼り甲斐があり、上司や部下から頼りにされ、その男らしさから「大将」のあだ名で呼ばれている男性。しかし実は子供の頃から注射や採血が大の苦手で、近々会社で行われるワクチン接種に密かに怯えていたところ、辿り着いた銭天堂で食べると痛みを感じなくなるという「いた板チョコ」を購入する。
その翌日、病院に向かうために乗っていたマイクロバスが事故に遭い、本当なら動くことなど到底できない重傷であったのにもかかわらず「いた板チョコ」を直食いしていた影響で痛みを感じなかったため、バスに乗っていた全員を助けた。しかしそこで意識を失ってしまい、病院に運ばれそのまま3ヶ月間眠っていた。目覚めると乗客達から「ヒーロー」と称賛されてお見舞いに花束を持ってきていた上に、「運ばれるのが遅かったら助からなかった」と医者に言われた。そのことから「痛みを感じないのは危険なことだった」と痛感し、「いた板チョコ」の効果を消したことで再び痛みを感じるようになった。　
おみつ
声 - 櫻庭有紗
『写し柿』に登場。江戸時代の大きな米問屋の一人娘。親からは非常に甘やかされ、欲しい物が小さい頃から願えば何でも手に入る環境で育った結果、少々横暴な性格になってしまった。歌舞伎俳優の松乃丞に惚れ込んでおり、暇さえあれば歌舞伎を見に行っている。しかし、願っても松之丞は手に入らないため、嫌気が差していた。
そして、彼の顔をそっくりそのまま紙に写し取って独り占めしたいと考えていたところ、行商をしている紅子から「写し柿」を買う。試しに松乃丞の顔を描いたところ本物そっくりだったため、そこで自信を付け色々な表情や仕草の松乃丞の絵を描いていき、ついには部屋中を松乃丞で埋め尽くした。しかしある時、「松乃丞の絵の隣に自分の絵を描けばいい」と彼に寄り添う自分自身を描き込んだことで絵の中に閉じ込められ、そのまま出てこられなくなってしまった。その絵を見た父は「おみつが生きたままいるようだ」と感心しただけで、自身が閉じ込められたことには気付いてくれなかった（ただし原作では、父がどこにもいないおみつを探していたところ、描きたてのおみつが閉じ込められた絵に「おみつが閉じ込められた」と直感的に感じ取っていた様子）。
なお第18巻の巻末によると、彼女の描いた大量の絵は絵師不明の浮世絵として後世に遺されている。
蔵木 元弥（くらき もとや）
声 - 市来光弘
『スカウトまんじゅう』に登場。芸能事務所でアイドルのスカウトマンをしている男性。だが今までスカウトしてきたアイドル達は素質が無くちっとも売れなかったため、「何とかして才能を見抜く力を手に入れたい」と思っていた。その矢先に銭天堂へ辿り着いて「スカウトまんじゅう」を買い、それを食べた事で人の才能が見えるようになり、遂に芸能プロダクションの社長にまで出世した。その後も次々とアイドルや女優の才能を見抜き、ことごとく成功していった彼等がもたらしてくれたお金で豪遊三昧の日々を送っていた。
そんな時、食べるとスターになれるという銭天堂の商品「星柿」の能力を授かった少女・亜姫が現れ、彼女をスターにするために他の芸人や役者を蔑ろにしてまで英才教育を施し続ける。その甲斐あって大きな映画の主演女優の座を射止めたが、当の亜姫が忙しさにかまけて「星柿」の注意事項を破ってしまった事で「星柿」の力は失われてしまい、結果として映画は大失敗に終わってしまう。蔵木自身はその事に加えて、亜姫をスターにするために行ってきたこれまでの無茶なごり押しなどを咎められ、芸能界から去る事となった。そうやって落ちぶれていく内に、銭天堂と紅子へ逆恨みも同然の感情を抱くようになり、その復讐心と才能を見抜く能力に目を付けた六条と手を組む。
第17巻の終盤では翔を銭天堂の客の所へ連れて行くために彼の元へ向かう途中、「引きさきイカ」の縁切りの力により事故を起こしてしまった（命に別状は無し）。第19巻で再登場。負傷した体を引き摺りながら六条の指示に従って行動し、『相談だんご』の終盤では雪穂を保護するという名目で、六条の元へ連れて行っている。六条が天獄園に去った後の詳細は不明。
【アニメ版】
自身がスカウトした少女・佐々木日菜を大女優にしたいあまり、他の女優や歌手達を売り込まなくなってしまった。日菜から「大女優と言う言葉がプレッシャーになったから、映画の主演を降板させてほしい」と言われたが、「降板されたら自分の評判に傷がつく」とこれを拒否し激怒。日菜をクビにしたことで「スカウトまんじゅう」の力が無くなってしまい、二度とスカウトができなくなってしまった。
また、『相談だんご』では雪穂の家に芙美が押しかけてくるところで話が終わるため、六条共々登場しない。
車座 亜姫（くるまざ あき）
『スカウトまんじゅう』に登場。元は平凡な少女だったが、「スターになる」という夢を諦めきれずにいたところ銭天堂に辿り着き、「星柿」を購入する。蔵木の事務所に自身を売り込み、蔵木の露骨な依怙贔屓による英才教育を受け続けた事でとうとう大きな映画の主演女優に抜擢されるが、それまでの忙しさが原因で「星柿の種を大切に育てなければならない」という注意事項を破ってしまい、「星柿」の力を失ってただの凡人に戻ってしまう。それによって亜姫は完全に自信を喪失し、映画の方も大失敗に終わり、あちこちで酷評された末に女優を辞めて姿を眩ました。
アニメでは蔵木の設定変更に伴い亜姫は登場せず、代わりに後述の佐々木日菜が登場する。
池峰 小夜子（いけみね さよこ）
声 - 大西沙織
『景気ケーキ』に登場。バブル景気の時代、公務員の家に生まれた小学生。通っている小学校では同級生たちが豪勢な暮らしの自慢話で持ち切りで、自分もクラスメイトのような生活に憧れていた。しかし母親に「お父さんは公務員だから景気がよくても給料は上がらないから無理」と言われてしまう。
そんな時に辿り着いた銭天堂で「景気ケーキ」を買って食べてからは海外のお土産やおまけ、服といった豪華な物を貰えたり、宝くじが30万円当たったりと生活が豊かになった。ある時父のいとこから別荘をくれると持ち掛けられ、クラスメイトに別荘を買うと自慢したところ「別荘を買うお金なんて無いんじゃない」と言われてしまう。頭に来たあまり「本当はお金持ちで車やヨットをたくさん持っている」と咄嗟に嘘をついたが、「人に自慢話をすると効果が消えて欲しいものが手に入らなくなる」という「景気ケーキ」の注意事項を知らなかったため、別荘を買う話は立ち消えてしまった。しかしその後すぐにバブル崩壊が起こったため、成人した現在では「不幸中の幸いだった」と考えを改めている。
水引 辰夫（みずひき たつお）
声 - 白井悠介
『ゴーストロベリー』に登場。デパートの紳士服売り場で働くために、職場に近い格安の古いアパートに引っ越してきたばかりの男性。しかし引っ越し以来何故か頭が痛くなり、ぐっすり眠れないことで悩まされていた。
ある時訪れた銭天堂で紅子に「ゴーストロベリー」を勧められ、買って舐めたところなんと幽霊が見えるようになる。頭痛の原因が水を飲めなかったことが死因の幽霊だと気付き、コーラを飲ませてあげたことで頭痛から解放された。その後も出会った幽霊を成仏させてあげていったが、ある時訪れた友人の家で悪霊に遭遇し取り憑かれてしまい、身動きが取れなくなってしまう。しかしすんでのところで晴樹に浄化してもらったことで事なきを得た。互いの事情を知ってからは晴樹とコンビを組んで「TH・ハウス」という会社を設立し、事故物件の除霊を行うサービスを始めたことで有名になった。
晴樹（はるき）
声 - 谷口誠太郎
『ゴーストロベリー』に登場。悪霊に襲われていた辰夫を「お清め塩アメ」の力で助けた男性。
かつて悪霊に取り憑かれて苦しんでいた弟を救うべく、銭天堂で「お清め塩アメ」を買ったが、肝心の幽霊が見えないことで悩んでいた。しかし、偶然出会った辰夫が幽霊を見ることができると知り、事故物件を浄化する会社を2人で設立した。
住吉 俊郎（すみよし としろう）
声 - 野田順子（幼少期） / 福島潤（現在）
『育て手』に登場（フルネームはアニメで判明）。昭和の中頃の日本で暮らす元気な少年。野山で捕まえた蜘蛛・通称「ホンチ」（アニメではカブトムシ）を友達と戦わせる遊びに熱中しているが、どうしても勝つ事ができずに悩んでいた。もっと大きなホンチを探しに行く途中、行商をしている紅子に出会い、これで撫でればどんな動物も植物も望み通りに育つという「育て手」を買う。俊郎はこれを使い捕まえたホンチを大きく強く育て、結果として負け知らずとなった。
「育て手」の力は他にもっと使いようがある事に気付いた俊郎は、その力で数十年後に牧場主として大成功を収める。次は生まれてきた息子の俊之に「育て手」を使って「スポーツ万能な子に育って欲しい」と願うが、何故か頻繁に体調を崩す病弱な子に育ってしまい、どうしてなのかと悩んでいた最中に紅子と再会を果たす。前述の俊之の一件を話したところ、「「育て手」が効果を発揮するのは動植物だけで、人間に使うと願ったのとは真逆の効果が表れてしまう」事を知らされた（紅子は最初にちゃんと注意事項について説明しようとしたのだが、早く「育て手」を使いたい俊郎が聞こうともせずにその場から走り去ってしまった）。激しくショックを受ける俊郎に対し、紅子は「道はひとつではない」「子供の将来は無限大」という言葉をかけたが、俊郎が意味を訊こうとすると既に紅子の姿は無かった。そのまま帰宅したところ俊之が学校で描いたという孔雀の絵を持って来たのだが、その絵がとても素晴らしい出来栄えだった事で、俊之が絵の才能を持っている事に気付いたと同時に、紅子の言葉の意味をようやく理解する。俊郎は我が子をちゃんと見ようとしていなかった己を恥じながらも、新たに見付けた可能性を祝福するのだった。
なお俊郎が最終的に幸せを掴んだ事で、彼が支払った小銭からこがねが誕生する事となった。
龍彦（たつひこ）
声 - 武田幸史
『育て手』に登場。俊郎の友人。ホンチ勝負では無敗を誇っており、勝つ度に俊郎達から戦利品（プロ野球選手のカードなど）を巻き上げ続けていた。しかし俊郎が「育て手」を手に入れてからは形勢逆転されてしまった。
住吉 俊之（すみよし としゆき）
声 - 鷹雄葉月
『育て手』に登場。俊郎の息子。俊郎が注意事項を破って彼に「育て手」を使ってしまったため、願いとは真逆の病弱な子に育ってしまう（アニメでは単なる野球嫌いの運動音痴という設定になっている）。しかしその代わりに絵の才能に恵まれており、終盤では初めて父から褒められた事で感激して涙ぐんでいた。
八尾峰 雪穂（やおみね ゆきほ）
声 - 伊瀬茉莉也
『相談だんご』に登場。人の相談に乗るのが大好きな女子中学生（もっとも善意からくるものではなく、「周りに頼りにされている自分」に酔っているだけ。地の文では「他人の不幸は蜜の味」とも評されている）。もっと色々な人の相談に乗りたいと思っているが、「雪穂には関係ない」と同級生に迷惑がられてしまう。そんな時銭天堂で「相談だんご」を買い、これを食べた雪穂は周りの人間から次々と色々な相談をされるようになる。
そんな時に、友人から「付き合いきれない」と匙を投げられた同級生・芙美の相談に乗る事となる。当初は親身になって相談に乗っていたが、「相談だんご」の副作用により自身に強く依存するようになった芙美からのひっきりなしに届く相談事に嫌気が差し、もう相談に乗るのをやめようとする。そうしたら今度は見捨てられるのを恐れた芙美から大量のメッセージが届き、しまいには家にまで押し掛けて来てしまった。ストーカー行為を厭わない芙美の異常性に恐怖しながら逃げ出したところ、雪穂を保護するという名目で現れた蔵木の車で六条の元へ連れて行かれる。以降は有益なデータが取れた礼も兼ねて、六条が手配した別荘に家族と隠れ住む事になった。
なお、雪穂の中の「相談だんご」の力を解析した事が、つぐみが誕生する決め手となった。
【アニメ版】
芙美とは最初から友人同士という設定となっている。こちらでは家まで芙美が押しかけてくるところで話が終わっており、それ以降の詳細は不明。
芙美（ふみ）
声 - 広松芹香
『相談だんご』に登場。雪穂の同級生の少女。かなりのネガティブな性格であり、ほんの些細な事でも落ち込んでしまう。加えて他人への依存・執着心も非常に強く、これまで何度も相手を束縛しようとしては逃げられている。雪穂と知り合い彼女に相談するようになるも、（元来の性格もあるのだろうが）「相談だんご」の副作用により雪穂に強く依存するようになり、その事にうんざりした雪穂から見放されかける。そしてそれを恐れるあまり、雪穂に対してストーカーじみた行為を繰り返してしまう。
第20巻のエピローグで再登場。「小さな天使つぐみ」がリリースしてからはそちらに依存していたが、つぐみが最終的に眠りに就いてしまった事で誰にすがればいいのか分からず、毎日泣き暮らしていた。しびれを切らした親に部屋から追い出され、「誰かにすがりつかずにいられないこの性格を何とかしたい」と思いながら学校へ向かう途中で銭天堂への道が開け、紅子に迎え入れられたところで20巻は幕を閉じる。
【アニメ版】
雪穂とは最初から友人同士という設定となっている。元々雪穂に相談する事が多かったようだが、「相談だんご」の力で沢山の人間の相談に乗る雪穂を見て、次第に嫉妬心を抱き始める。雪穂に離れていって欲しくない一心で次々と相談を持ちかけるが、それが雪穂から疎ましがられる要因となり、最後は原作同様ストーカーじみた行為に走る。
弓削前 湊斗（ゆげまえ みなと）
声 - 入野自由
『ドラマチックどら焼き』に登場。平凡な日常に退屈している16歳の男子高校生。ある日、脱走癖のある近所の飼い犬・タロにじゃれつかれていたこはくを助けたのがきっかけで、こはくを助けてくれた礼として自宅を訪ねてきた紅子から「ドラマチックどら焼き」を譲られる。
最初は階段から転落しそうになった赤ちゃんを助けた事で称賛されたり、その場面を見ていた学校の後輩のくるみから告白されたりといい事づくめだったが、「適度なドラマチックを望むなら食事の後に食べる事」という注意事項を守らなかったため、いい事が起こると同時に災難にも次々と見舞われるようになる。更にはくるみとのデートの日に訪れた遊園地で次々と失態を犯してしまったのが原因で、くるみから早々に愛想を尽かされてしまった。彼女に振られた事でヤケになり何か大胆な事をしようとボートで海に繰り出したところ、そのまま2日間漂流してしまい3日目に運良く通りかかった漁船に救助された。
入院中に「ドラマチックどら焼き」の力に怯えていたところ、「ドラマチックどら焼き」の力を解析せんとする六条が病室を訪問。半日ほど彼の研究所へ通った後、再び目の前に現れたこはくから「平凡ボンボン」を渡された。「これからは何かが起こるのを待つのではなく、自分から面白い事を探しに行こう」と決意した上で「平凡ボンボン」を食べ、「ドラマチックどら焼き」の効果を打ち消して平凡な毎日に戻った。
岸川 くるみ（きしかわ -）
声 - 伊原六花
『ドラマチックどら焼き』に登場。湊斗の後輩。階段から転落した赤ちゃんを救った湊斗の勇姿を見て彼に告白するが、初デートの遊園地で「ドラマチックどら焼き」の効果により次々と失態を犯してしまった湊斗を見て、最後は愛想を尽かし1人で帰って行った。
なお声を担当する伊原六花は、実写映画版でオリジナルキャラクターの相田陽子を演じている。
蓼村 睦美（たでむら むつみ）
声 - 宮本侑芽
『どっちウォッチ』に登場。物事を決めるのが苦手な小学生。周囲の女子児童からは「むっちゃん」と呼ばれている。ある時先生から「遠足の班のリーダーにならないか」と言われ、班のメンバーをまとめなくてはならなくなる。すると銭天堂へ辿り着き、紅子から「どっちウォッチ」を勧められる。遠足の自由時間の班で行く場所をフラワーパークか電車保存館か迷い、「どっちウォッチ」を使って遠足の行き先を電車保存館に決めた。フラワーパークに行った他の班がプリンを食べて食中毒になってしまい、この事を知った班の友達に「睦美が決めたおかげで助かった」と感謝される。これがきっかけで「どっちウォッチ」が決めた通りにすれば良い事が起きると喜び、その後も「どっちウォッチ」が決めた通りに行動していた。
ある日友達の愛羅に「どっちウォッチ」を使っている事がバレてしまい、愛羅に「道具を使って決めるなんて恥ずかしくないの？」と言われてしまう。愛羅と友達でいる事をやめてもいいか「どっちウォッチ」を使ったところ「やめても良い」と出たが、愛羅から謝りたいと言われて指示を無視して会ってしまった事で、「どっちウォッチ」が壊れて使えなくなってしまった。これからどうしたらいいのか途方に暮れるが、以降は愛羅から勧められたアプリ「小さな天使つぐみ」に判断を委ねるようになる。
三隅 芳彦（みすみ よしひこ）
声 - 杉田智和
『優秀シュークリーム』に登場。30歳の男性。子供の頃から優秀で、更に整ったルックスの持ち主。会社でも順調に出世を続け、社長の娘・亜子との結婚も決まっているが、裏では仕事が出来ない部下を見下しては人前で馬鹿にしたり暴力を振るうなどのパワハラを平然と行い、能力と反比例するかのように人格の方は破綻しきっている。
ある日商談の場へ向かう途中、部下の忍足と2人で銭天堂へと辿り着き、そこで売られていた「キング昆布」という駄菓子をどうしても欲しくなり買おうとするも、その日の幸運のお客様は芳彦ではなく忍足の方だったため、それは叶わなかった。芳彦は腹いせに忍足が買った「優秀シュークリーム」を横取りして食べてしまうが、それは「元から優秀な人間が食べると真逆の効果が表れ、全ての能力が下がる」という、「優秀シュークリーム」の注意事項に該当する行いだった。その翌日からは、それまでは考えられないようなミスを何度も繰り返して周囲の足を引っ張り、忍足からはこれまでのパワハラの件で訴えられ、その証拠の動画も上司の目に留まってしまう。極めつけは亜子からしばらく距離を置くように言い渡される（そもそも以前から、自分と父親以外の人間には高圧的な態度を取る芳彦を快く思っていなかった）など、何もかもを失ってしまった。
退職してから「これまでの行いが全て自分に返ってきたのだ」とようやく悟り、絶望の中で日々を過ごしていたところ「小さな天使つぐみ」のアプリを見付け、以降は彼女に依存する。
忍足 学（おしたり まなぶ）
声 - 篠原彰宏
『優秀シュークリーム』に登場。芳彦の部下。25歳。常日頃から芳彦のパワハラの被害に遭い続け、心身共に疲弊しきっていた。
ある日、芳彦と商談の場へ向かう途中で辿り着いた銭天堂で「優秀シュークリーム」を購入するも、目当ての「キング昆布」を買えなかった腹いせから芳彦に「優秀シュークリーム」を横取りされてしまう。その事で遂に限界を迎え、会社に退職を願い出ると同時に、芳彦をこれまでのパワハラの件で訴える事を決意した。
亜子（あこ）
声 - 池田海咲
『優秀シュークリーム』に登場。芳彦の勤める会社の社長の娘。芳彦とは婚約者同士の関係だったが、自分と自分の父親以外の人間の前では高圧的に振る舞う芳彦を以前から快く思っておらず、芳彦にしばらく距離を置く事を切り出した。
日ノ下 舞子（ひのした まいこ）
声 - 塙英子
『リメンバーチョコバー』に登場。専業主婦の女性。近頃大事なことを忘れてばかりで、買い物に行っても買うものを書いたメモを家に忘れてきてしまうほど。あまりにも物事を忘れてばかりなので、息子の太郎から「小さな天使つぐみ」を使うことを勧められたが断っている。
ある日銭天堂へ辿り着き、「リメンバーチョコバー」を買ったことでメモなしでも買い忘れがなくなり、大事な用事もすぐに思い出せるようになった。太郎にも「最近しっかりしている」と言われるほどだったが、今まで一度も忘れたことがない夫との思い出の本や、結婚記念日のことを思い出せなくなってしまう。ここでようやく「リメンバーチョコバーに頼り過ぎると大切なことを忘れてしまう」と気付き、更に「リメンバーチョコバー」を食べたことを後悔したせいで、その力も失われてしまった。しかしラストでは、「毎日の些細なことは思い出せずに忘れてしまっても、自分にとって大切な日は絶対に忘れない」と誓っている。なお「リメンバーチョコバー」の力を失ったことで、「小さな天使つぐみ」のアプリを結局インストールするに至っている。
秋吉 金吾（あきよし きんご）
声 - 星野充昭
『もとどおりんごあめ』に登場。壊れた物を人から貰ってきては、家に溜め込んでいる男性。いずれ修理して使えるようにするつもりなのだが、直せたためしがないので、妻のしのぶに返してくるよう怒られてしまう。
そんな時に辿り着いた銭天堂で購入した「もとどおりんごあめ」の力で、壊れた物を簡単に修理できるようになり、次々と修理を引き受け持ち主に感謝される。しかしある日、近所でも有名なクレーマー・鷲宮智恵子からのスーツケースの修理の依頼を引き受けるが、何故かそれだけは直せなかったことで訴えられそうになるも、しのぶの機転により何とか智恵子を追い返せた。その後、「とりあげもち」の終盤で行方不明になっていた聖が金吾が木馬を修理したことで発見され、事情聴取の際に出会った三河との対話で「もとどおりんごあめ」が直せるのは誰かにとっての大切な物だけだということに気付き、これからも修理を続けていく事を決めたのだった。
秋吉 しのぶ（あきよし - ）
声 - 塙英子
『もとどおりんごあめ』に登場。金吾の妻。夫の金吾が何でもかんでも修理を引き受けては、直せずに溜め込んでいるのが悩みの種となっていた。
智恵子がスーツケースの修理の依頼で訪ねてきた時には、理不尽なクレームで訴えてきた時に備えて一連のやり取りを録画しており、見事金吾のピンチを救っている。
鷲宮 智恵子（わしみや ちえこ）　
声 - 小平有希
『もとどおりりんごあめ』に登場。近所で有名なクレーマーの女性。自身のスーツケースの修理を金吾に依頼したが、直っていなかったとクレームをつける。しかし金吾は返却する際に「ちゃんとしたところに修理に出した方がいい」と智恵子に言っており、更にその証拠の動画をしのぶに突き付けられ、やむなく退散した。
その後は大衆の面前でスーツケースの中身をばらまいてしまい、しかもその中に入っていた虎柄のパンツを見られたことで二重に恥をかくという因果応報な目に遭っている。

### アニメオリジナルキャラクター
土田 陸人（つちだ りくと）
声 - 小松昌平
『迷宮メロンパン』に登場。友人のソラ・海次と共に危険な廃墟に勝手に忍び込んで、脱出するゲームを楽しんでいる大学生。その一環で勝手に私有地に入ったり物を壊したりしているため警察に追われていた。
誰にも見つからずもっとスリルのあるゲームがしたいと考え、3人で銭天堂へ辿り着き「迷宮メロンパン」を買って食べる。迷路のような街の中に迷い込み、そこで脱出ゲームを楽しみ始めたが海次やソラがミノタウロスに捕まり居なくなってしまった。加えて「迷宮メロンパン」は1人用だとは知らずに3人で食べていたので、迷宮から出られなくなってしまった。
野原 ソラ（のはら そら）、水上 海次（みなかみ かいじ）
声 - 風間万裕子（ソラ）、梅田修一朗（海次）
『迷宮メロンパン』に登場。陸人の友人。3人で「迷宮メロンパン」を分け合った結果迷宮に閉じ込められてしまう。
山中 勇太郎（やまなか ゆうたろう）　
声 - 新田杏樹
『リプレイプリン』に登場。中学の同級生・璃々愛に好意を抱く男子生徒。掃除当番で2人きりになれたところを見計らって彼女に告白しようとするが、勇気がなく失敗してしまう。もう一度同じ1日をやり直したいと思ったところで銭天堂で「リプレイプリン」を買う。
プリンの力で勇太郎は今度こそ璃々愛に告白しようとするが、なかなか告白ができずに何度も2人だけの掃除当番の日になってしまう。一時はその末に「告白をしなければ失敗しない」と学校をサボろうとしたが、また掃除当番の日へと戻ってしまう。これにより「自分が告白しないと後悔が残り何度も同じ日を繰り返してしまう」と気づき、勇気を出して告白をしたところ、璃々愛も勇太郎のことが好きだったことことが分かり、2人は付き合うことになった。
清川 璃々愛（きよかわ りりあ）
声 - 依田菜津
『リプレイプリン』に登場。勇太郎のクラスメイトで、彼からは好意を抱かれている。実は璃々愛自身も彼のことが好きで、彼の告白を了承した。
伊達原 龍三（だてはら りゅうぞう）
声 - 山岸治雄
『軽々カルメ焼き』に登場。運送会社で働く男性。一人娘の亜由を大学に行かせたいと仕事に熱が入っている。しかしある日の仕事中に肩を痛めてしまい、3ヶ月間荷物を持てない体になってしまう。
そんな時に神社で銭天堂の紅子に出会い、「軽々カルメ焼き」を買う。だが「人間を持ち上げると効果が消える」という注意事項を知ったことで、足をくじいた女性を助けなかった。そのことが亜由にばれ、「軽々カルメ焼き」の効果がなくなるから助けなかったと話したが最初は信じてもらえなかった。その後亜由が足を挫いてしまい、病院に連れて行くために亜由を持ち上げたことで「軽々カルメ焼き」の効果が切れ、再び肩が痛くなってしまった。
伊達原 亜由（だてはら あゆ）
声 - 池田海咲
『軽々カルメ焼き』に登場。龍三の娘。龍三が必死に働いたことで陸上部のある大学に進学する。
早乙女 美歌（さおとめ みか）
声 - 松岡美里
『悪魔あめ』に登場。アイドルを目指している少女。同じ夢を持つ少女たちと合宿オーディションに参加している。
ある時大事なお守りを失くしてしまい探していると、現れたよどみから「参加者の中に美歌の敵がいる」と言われ「悪魔あめ」を貰う。いくら探してもお守りが見つからないので誰かが盗んだと思い、同室のメグが自身のお世辞を言っていたため彼女が盗んだと疑っていた。その仕返しとして、明日海の衣装を破いたり郁恵のポーチを盗んでしまい、明日海たちに罵倒されてしまう。結局お守りは衣装のポケットに入っていて、盗まれてはいなかった。
メグ
声 - 池田海咲
『悪魔あめ』に登場。美歌と同じ合宿の参加者。お守りをなくした美歌にお守りを盗んだと疑われてしまったが、実際は盗んでいなかった。
明日海（あすみ）
声 - 三日尻望
『悪魔あめ』に登場。美歌と同じ合宿の参加者。美歌に衣装を破かれてしまう。
郁恵（いくえ）
声 - 小平有希
『悪魔あめ』に登場。美歌と同じ合宿の参加者。母から貰ったポーチを美歌に盗まれてしまった。
金城 梅香（きんじょう うめか）
声 - 松田利冴
『貧乏神ガム』に登場。恋人に振られ、カフェでアルバイトをしている女性。面倒なことが嫌いな怠け者で、双子の姉・桃代を妬んでいる。そんな時に出会ったよどみから「貧乏神ガム」を貰い、桃代に付けたことで貧乏神が取り憑かせる。そのお陰で桃代の夫が脱税の容疑で逮捕されたことで会社が倒産し、貧乏になった桃代が自身のカフェで働き始めたことで喜んだ。しかし、彼女が働き始めてから店が繁盛し桃代のバイト代が上がったことで、また桃代のことを恨むようになった。そこでもう一度「貧乏神ガム」を桃代に付けようとしたが、彼女ではなく自分の鞄に付けてしまい、逆に梅香自身が貧乏神に取り憑かれてしまった。
『めぐり会う悪意』で再登場。貧乏神に取り憑かれて借金を背負ってしまい、返済するためにティッシュ配りの仕事をしていた。偶然出会った翔にたたりめ堂の情報を教えた上で「貧乏神ガム」の力を奪われたことで改心、「他人に嫉妬せずに地道に生きて、自分で幸せを掴む」という決意をした。
なお、アニメ版の梅香役の松田利冴と桃代役の松田颯水は役柄同様実の双子の姉妹であり、『チリチリチェリー』以来の兄弟姉妹を演じることとなった。梅香と桃代とは異なり、松田利冴が姉で松田颯水が妹である。
白鳥 桃代（しらとり ももよ）
声 - 松田颯水
『貧乏神ガム』に登場。梅香の双子の姉で、彼女とは対照的に前向きな努力家。IT企業の社長と結婚した人気のモデルで、タワーマンションに住んでブランド品を身につけているなど裕福な暮らしをしていた。
しかし妹の梅香に「貧乏神ガム」を付けられて貧乏神が取り憑いてしまい、夫が脱税の容疑で捕まり会社が倒産して貧乏になってしまった。そこでお金を稼ぐためにモデルを辞め、梅香の働いているカフェで働き始めた。カフェを人気にすべく必死に努力したことで貧乏神が福の神に変わり、カフェをSNSやテレビで人気の店に繁盛させた上に自身のバイト代も上げることができた。
ノリ
声 - 浦井のりひろ（男性ブランコ）
『離れん花火』に登場。マサとコンビで活動しているお笑い芸人。俳優としてドラマに出ることもある。端役としての出演が多いが、監督に演技力を褒められており次のドラマの出演も決まっていた。
7年前、2人でずっと芸人を続けたいと思っていた頃に銭天堂で「離れん花火」を買ったことがあった。このお陰で今もコンビを組んでいるが、他の芸人からネタ作りを頼まれるだけで芸人としてずっと鳴かず飛ばずのままだった。そこでマサのためにもコンビを解散しようとするが、マネージャーにはなかなか解散させてくれないままでいた。「花火の火を消せばコンビを解消できる」と思ったが、2つ同時ではないと火が消えないためいくら消そうとしても消せなかった。しかしマサからお笑いとしての演技があると言われ、「俳優ではなくお笑いをやりたい」と彼に話したことで再びお笑いをやることができた。
マサ
声 - 平井まさあき（男性ブランコ）
『離れん花火』に登場。ノリとコンビで活動しているお笑い芸人。他の芸人からネタ作りを頼まれるようになり、自分達のネタよりも他の芸人のネタを作ってばかりいる。
コンビを結成したばかりの頃、親から「芸人を辞めて帰ってこい」と言われていた。銭天堂で「離れん花火」を買ったことで芸人になる夢を認めてくれたが、7年間全く売れなかった上にドラマの仕事もたまにしか入らなかったため、アルバイトでお金を稼いでいた。彼もノリ同様、彼のことを思ってコンビを解消しようと「離れん花火」の火を消そうとしたが消せなかった。そこで「ノリとお笑いがしたくて芸人になった」と彼に話したことで、再びノリとお笑いをすることができた。
ナダル
声 - ナダル（コロコロチキチキペッパーズ）
『離れん花火』に登場。レギュラー番組を持つ売れっ子芸人。マサにネタの相談に乗って貰っている。
佐々木 日菜（ささき ひな）
声 - 遠藤璃菜
『スカウトまんじゅう』に登場。蔵木にスカウトされて女優になった少女。ドラマや映画で活躍し映画で主演を務めるほど人気になったが、多忙のあまり眠れずセリフも覚えられなくなってしまった。蔵木の大女優になる素質があるという言葉もプレッシャーになってしまい、「主演ができないから出演する映画を降板したい」と頼み込むも、逆に蔵木にクビにされてしまった。
工藤 杏（くどう あん）
声 - 土師亜文
『論破パン』に登場。言い争いが上手くできない女子小学生。姉の凛とはよく物の取り合いで口喧嘩になるが、いつも「はい、私の勝ち！二度と私のものを取らないで」と言われて悔しい思いをしていた。そんな時に銭天堂にたどり着き、紅子から「論破パン」を勧められて買う。
杏はこの力で凛や母を言い負かしていくが、凛を言い負かしたら「生意気で可愛くない」と言われてしまう。更に学校では給食当番や掃除当番をクラスメイトに押し付けてさぼったり、人が作った物を無理やり貰ったり自分が職員室まで持って行くプリントを友達にやらせたりと、「論破パン」の力を自分の意見を押し通すのに使い続けてしまう。ある日、公園でドッジボールがやりたくなり「ボールを持って来て」と友達に指示するが、「皆で家で遊ぶ約束をしていた」という指摘も無視して無理矢理公園に来るように言う。公園で友達を待っていたが結局信用されずに誰も公園に来なかったので、独りぼっちになったと泣いていたところ凛が公園に迎えに来た。しかし杏は話し合うことの大切さに気付いたため、今度は彼女を言い負かさなかった。
工藤 凛（くどう りん）
声 - 池田海咲
『論破パン』に登場。杏の姉。妹よりも口が達者でとにかく理詰めしてくるため、いつも杏を言い負かしている。ある時公園に行った杏の様子を見に行ったところ、調子に乗り続けた結果孤立して泣いていた彼女を見つける。「誰かと議論することは勝ち負けを決めることではない」ということに気付いた杏から謝られ、凛も彼女を優しく受け入れた。
小仲 由依（こなか ゆい）
声 - 種崎敦美
『立体焼き』に登場。人工知能アプリの「小さな天使つぐみ」にはまっている女子小学生。友達の美桜と喧嘩をしてしまい一緒に遊べなくなってしまった。その代わりにつぐみを友達にしようとしたが、人間の体が無い彼女と一緒に公園で遊ぶことができないことで悩んでいた。そんな時銭天堂に辿り着いて「立体焼き」を買い、アプリの中のつぐみに触れたことでつぐみが人間そっくりの姿になって現れた。人間になったつぐみと遊んだり宿題や母からの手伝いを手伝わせたが、街の人から「つぐみに似ている」とつぐみの方がちやほやされるようになってしまう。つぐみに「自分以外の人と話したり遊んだりしないで」と言ったが、つぐみに「由依だけが友達じゃないから約束はできない」と突き放されてしまった。

## ふしぎ駄菓子
銭天堂やたたりめ堂の商品の総称。「駄菓子」という名がついてはいるものの、実際は駄菓子屋で販売されている商品の範疇のため、菓子類以外も含まれている。
正しく使用すれば客の願いを叶えられるが、恐ろしい効果や副作用を持つふしぎ駄菓子もある。そのため、使用者は必ず紅子の話をちゃんと聞くか説明書をしっかり読んで注意事項を理解する必要がある。
なお人間だけでなく動物が食べても効果を発揮し、健康的な悪影響は及ぼさない。
凡例
- ○…公式サイト「ふしぎ駄菓子図鑑」[11]では紹介されていないふしぎ駄菓子
- ※…たたりめ堂及びよどみのキャンディショップのふしぎ駄菓子
- △…六条研究所のふしぎ駄菓子
- ☆…善福書店の書籍
- （）内…アニメ版で登場した話数

### 原作小説に登場した駄菓子

#### ふしぎ駄菓子屋 銭天堂
第1巻
- 型ぬき人魚グミ（TV版第1話）

型と材料の袋がセットになっている。人魚の型で作ったグミを食べると人魚のように速く泳ぐことができる。
ただし、食べたあとにコップ一杯の塩水を飲み忘れると使用者はだんだん人魚と化してしまう。塩水を飲み忘れた場合、付属の人間の型で作ったグミを食べれば脚が元に戻るが、完全に人魚になってしまった場合二度と人間には戻れなくなる。なお人間の型で作ったグミが完全に固まらないうちに食べると、人魚グミの効果が少し残る。
- 猛獣ビスケット（TV版第2話・第99話）

様々な猛獣型のビスケットの詰め合わせと猛獣使い型のビスケットのセット。箱から出すと本物のように動き出す。猛獣使いを最初に食べれば食べた者を主と認めて大人しくなり残りを安全に食べられる。ただし、逆に猛獣を先に食べてしまうと「仲間を食べた不届き者」と見なされ、巨大化したビスケットに襲われてしまう。
公式ガイドブック「ふしぎ駄菓子屋銭天堂にようこそ」収録の『猛獣ビスケット、ふたたび』では、「食べたビスケットと同じ種類の動物を懐かせたり指示を聞かせたりすることができる」という効能が描写されている。なお虎→猫、ゴリラ→人間といったような近縁種でも従えることが可能。
- リング・キャンディ○（TV版第2話）

呪文を唱えると恐ろしいものを吸収して、その分だけ甘くなる指輪型の飴。人間も場合によっては吸収してしまう。
- ホーンテッドアイス（TV版第3話）

食べるとひんやり冷たいライムソーダ味のアイスクリーム。半分だけ食べて残りを冷蔵庫にしまっておくと心霊現象を体験できる。最初から完食するか、残りを食べてしまえば効果はなくなる。
ただし、複数人で食べてしまった場合はお化けが混乱し最後に食べた人に取り憑いてしまうため、必ずアイス1つにつき1人しか食べてはならない。
- 釣り鯛焼き（劇場版）

鯛焼きを釣ることができるバケツと釣竿のキット。ただし付属の釣竿以外を使用すると鯛焼きのいない本物の海に通じてしまい、場合によっては海に引きずり込まれてしまう。
- カリスマボンボン（TV版第4話）

食べるとカリスマ性を発揮し、あらゆる人からもてはやされるマシュマロ入りのボンボン。
- 実力ボンボン○（TV版第4話）

努力している者が食べると報われ、努力を怠る者が食べると没落するナッツ入りのボンボン。
- クッキングツリー（TV版第5話）

パンくずのような肥料と、赤い球状の種がセットになっている。鍋に肥料と種を埋め、コップ1杯の水を注ぐと美味しい料理の実がなる木が生えてくる。台所の神様が宿り、いくらでも実をつけてくれる。
ただし「いただきます」と「ごちそうさま」をちゃんと食前と食後に言わないと、木が枯れてしまうばかりか木に心を食べられてしまう。しかし、木が食べるのは「優しくない心」だとされている。
第2巻
- 怪盗ロールパン（TV版第6話）

髭を模したロールパン。食べるとルパン能力が身に付き、他人に顔を覚えられたり気づかれたりすることなく物を盗める。ただしあまりいい気になりすぎると、自分を上回る強運の持ち主（主に警察関係者や探偵）からしっぺ返しを食らう。
- 正義の味方・ヒーロー刑事（デカ）プリン○（TV版第6話）

食べるとどんな悪事も見逃さない能力が身に付くプリン。ただし自分が悪事を働くと、たちまち大きな災いが降りかかる。
前述の通り「悪事を見逃さない」という能力を持つため、「怪盗ロールパン」や「スリスリリンゴ」などで犯罪に関する能力を得た者にとっては相性最悪の天敵である。
- ドクターラムネキット（TV版第8話～第9話）

白衣・喋る眼鏡・お薬ラムネと呼ばれる薬型のラムネのセット。白衣と眼鏡を身に付けると、病人から色のついた煙が見えるようになる。
眼鏡のアドバイスに従って煙と同じ色をしたラムネを処方すると、食べた人の病気や怪我が治る（また、薬草の煎じ方も教えてくれる）。普通にラムネを食べれば薬としての効果はない。ラムネを使い切ると、眼鏡は役目を終えて二度と喋らなくなる。
- 元気ドリンク○（TV版第8話～第9話）

お薬ラムネを特定の割合で調合することで作成できる飲み物。元気のない人が飲むと元気溌剌になる。ただし元気があり余っている人が飲むと、逆に元気を吸い取られてしまう（メガネ先生曰く、「元気がない者が飲むから効果が出る」らしい）。
- お稲荷せんべい（TV版第21話）

不思議な模様や文字が黒胡麻で描かれた煎餅。食べてから付属のおみくじキーホルダーを振ると、お稲荷様が知りたいことを教えてくれる。
ただし質問の最後に「お稲荷様の言う通り～！」と唱えなければならず、お告げに逆らうような態度を取るとお稲荷様が罰を与えに来る。
- 巫女缶○（TV版第21話）

持っていると缶の中の巫女が預言を教えてくれ、占い師としてのカリスマ性が備わる。
ただし遠い未来はわからない他、「お稲荷せんべい」のお告げに逆らった者はこの缶の中に閉じ込められる。アニメではこがねが「非常に危険な代物」だと話している。第8巻にも登場している。
- ミュージックスナック（TV版第7話）

音符の形をしたスナック菓子。食べると音楽の天才になり、対応した作曲家の曲を演奏できるようになる。1袋につきなれる音楽家タイプは1人まで（種類は色々ある）のため、袋に記載された作曲家の作った曲しか上手に弾けない。元は音楽を楽しむ目的のために開発されたふしぎ駄菓子。
アニメ版第109話の『歌う銭天堂』では、おとが制作した「ミュージカル風味」が登場。食べるとミュージカルの如く歌いながら話すようになる。
- 消し消しガム○（TV版第7話）

噛むと指定した時期までの記憶や時間を消し飛ばし無かったことにできるミント味のガム。雑念が多いと半端な形でしか記憶が消えないので、使う際は取り消したいことを考えるのに集中しなければならない。
- しっぺがえしメンコ（TV版第23話）

悪魔柄のメンコ1枚と白い無地のメンコ10枚のセット。嫌いな相手の名前を白いメンコに書き、悪魔のメンコを叩きつけて引っくり返すとその相手に仕返しできる。ただし仕返し方法を使用者は決められないため、予期せぬ結果になることがある。
元々は銭天堂が設置したカプセルトイの景品。
- おもてなしティー（TV版第10話）

お客様用のコップに注ぐと、孤独を癒してくれる友を呼び出せる茶葉。呼び出された相手が使用者の元にいられる時間はコップ1杯分のみで、相手が全て飲み干してしまうと元々いた場所に帰されてしまう。
最後の一杯分には強い出会いの魔法が掛けられていて、運命の人を呼び出すことができる。ただし、その出会いが本当に成就するかどうかは使用者次第。
第3巻
- 獏ばくもなか（TV版第11話～第12話）

神獣・獏の力が宿る最中。食べると悪夢を見た時に獏が現れ、夢を食べてくれる。ただし夢の中に出てくる獏とは仲良くしなければならず、喧嘩すると二度と助けてもらえなくなる。
- わら人形焼き○※（TV版第11話～第12話）

その名の通り藁人形の形をした人形焼き。食べると嫌いな相手を呪うことができる力が手に入る。ただし何らかの方法で呪いがはね返されると、今度は使用者自身が呪われる。
- 逆襲ジンジャーエール○（TV版第11話～第12話）

炎のような真っ赤な泡を出す金色のジンジャーエール。飲むと自分を攻撃してきた相手を見つけ出し復讐できる。ただし自身の憎しみが消えるまで際限なく相手に災いをもたらすため、非常に危険なことになる。
- 留守電でんシール（TV版第103話）

カタツムリが描かれたシール。電話やスマートフォンに貼っておくと電話やメールに持ち主の代わりに応答してくれる。電話の時は自分そっくりの声を出すので相手にはバレない上、頼めば内容のまとめも報告してくれる。ただしそれ以外のことに使用するとオーバーヒートを起こして消滅してしまう。
- 絵馬せんべい（TV版第13話）

神様の好物である、絵馬の形をした煎餅。付属の醤油ペンで願いを書き神社に奉納すると、その願いが叶う。
ただし複数人が矛盾した願いを書き込むと、神様が混乱し双方が相殺されて無効化されてしまう（そうなった場合は紅子が直接使用者を訪ね、返金してくれる）。
- しわとり梅干し（TV版第22話）

1日3個食べると皺が消える緑色の梅干し。紅子も愛用している。食べ過ぎると「しわ逆流」が発生し、逆に皺が増えてしまう。また、1つだけ入っている赤い梅干しを誰かに食べさせると、その人に皺を移せる。
- 兄弟だんご（TV版第102話）

漢数字が書かれた団子。兄弟で食べると兄弟順が食べた数字の順に入れ替わる。4つしかないので一度に使えるのは4人兄弟まで。
ただし後先を考えずに入れ替えてしまうと予期しない事態が起こることもあるので、慎重に食べなければならない。
- かりんとうばん○（TV版第102話）

食べると家族の役割が毎日入れ替わるかりんとう。ただし「父」「母」「兄弟姉妹」が入れ替わる上、誰が何の役をやるのかといった指定はできない。
- ミイラムネ（TV版第14話）

ファラオも愛飲していた秘薬を改良したラムネ飲料。飲むと痩せられ、何千年も生きることができる。
ただし一度に3分の2以上飲むと強制的にミイラ化し、1時間後に棺型の容器に2000年間閉じ込められてしまう（中では生きられるらしいが、アニメではこがねが｢こんなもので2000年生きるのはたまったものじゃない｣と話している）。時間内に「元通り薬」（材料は塩・油・小麦粉・砂糖・牛乳・氷）をかければ容器を破壊し飲んだ人も元に戻ることが出来る。その危険性から容器には銭天堂の電話番号が書かれており、万一の場合は紅子と連絡が可能。
第4巻
- ヤマ缶詰（TV版第15話）

食べると何となくテストの問題がわかるフルーツ缶。相応の事前勉強は必要だが、ピンときたところを重点的に勉強すれば高得点も狙える。
- ずるずるあげもち※（TV版第15話）

食べると勉強しなくてもテストの結果がわかり満点を取れる。ただし解答欄に答えが映って見える都合上、知ることができるのは問題に対する答えそのものだけであり、解き方まではわからない。その副作用を憎むと効果が消される。
- ウルフまんじゅう（TV版第16話）

月を連想させる饅頭。食べると狼のような強大な力を得られる。ただし頭に血が上りやすくなり、慎重に行動しないと他人を傷付けてしまうこともある。さらに力を求め過ぎてしまうと使用者の姿が狼になってしまう。力が不要になった時は、そうやって口に出せば元の姿に戻る。
- 眠り貯金箱（TV版第82話）

余分な睡眠時間を貯金できる、時計と一体化した貯金箱。セットした時間より多く寝るとその時間が貯金される。1時間分貯まると金貨チョコ1枚になり、このチョコを1枚食べると1時間寝たことになる。ただし金貨チョコを他人に食べさせると、使用者自身が眠れなくなってしまう。
- 眠れませんべい※（TV版第82話）

目玉の模様がプリントされた煎餅。食べると眠れなくなる。ただし気絶や失神はする。
- ゴブリンチョコエッグ（TV版第17話）

願いを叶えてくれるゴブリンのフィギュアが付属しているチョコエッグ。報酬を前払いで与えれば何でも言うことを聞いてくれる。
ただしゴブリンは素直な性格ではなく、報酬をケチると使用者の望まない回りくどい方法で願いを叶えようとする。
- 歯磨きナッツ○（TV版第18話）

歯の形をした白いナッツ。食べると歯を磨かなくても歯が綺麗になる。ただし歯の健康が保たれるのはナッツを食べている間だけなので、切らしたら自分で手入れをしなければならない。
- 虫歯あられ※（TV版第18話）

食べさせた相手に自身の虫歯を移せる。自身が移させたい相手に直接使わなければならず、誰かに譲渡すると自分の歯が全て消えてしまう。
- 虹色水あめ（TV版第19話～第20話）

丸い瓶に入った水飴。付属の変化液を垂らして混ぜると、様々な美しい色に変化し心が洗われる。色によって味も変化する。使用者の本心と呼応すると液を入れなくても虹色に輝き、相手の心も綺麗になる。
- デッサン汁粉（TV版第19話～第20話）○※

鉛筆の形をした餅が入った汁粉。食べると嫉妬している相手から画力を奪える。ただし食べたことを後悔し、相手と心を通わせると視力を奪われる。
第5巻
- 新品ピン（TV版第25話）

カプセルトイの景品の、「新」と書かれた10円玉サイズのピンバッチ。これを着けると身に付けている服が新品同様に見えるようになる。
ただし留め具が弱く落下しやすい他、人に貸したあとで自分に使うと何を着ても古着にしか見えなくなる「おんぼろの呪い」が掛かってしまう。
- おじょうさまココア（TV版第26話）

金粉を散らしたチョコレート色の缶に入ったココア飲料。飲むと仕草や口調がお嬢様のようになり、手っ取り早く気品や教養を手に入れられる。ただし中身が伴っていないと、化けの皮が剥がれ辛い思いをすることになる。
- バーチャルバッジ（TV版第78話～第79話）

小判を連想させる、鮮やかな金色のアルミ製の缶バッジ。着けるとゲームの中のバーチャル世界に入って、ゲームのキャラクターとして生きていける。
ただし、既にプレイ済みのゲームであったとしてもレベル1の状態から始める必要があり、ゲームオーバーは本当の死に繋がる。バッジを外すと現実世界に戻れるが、その代わり二度とゲームの中に行けなくなる。
- イケ面（TV版第27話）

顔に張り付けるとイケメンになれるパック型マスク。男性だけでなく女性が使っても効果があり、周囲の女性から好かれるようになる。ただし着ける前に顔に油を塗っておかないと、容易に取れなくなる。
- 身代わり風船○（TV版第27話）

一定時間周囲の人に本物と認識される、使用者そっくりに膨らむ風船。
- スピーチジュース（TV版第28話～第29話）

毒々しいピンクと黄緑色の入り混じったジュース。飲むとスピーチや音読が苦手な人でも上手に話せるようになる。
ただし人の悪口を言うと、顔にジュース同様のピンクと黄緑の斑模様が浮かび上がる。
- 守らニャイト○（TV版第28話～第29話）

騎士の格好をした、小さな黒猫型のフィギュアが付いたストラップ。持ち主を全力で守ってくれる。心の綺麗な人のみに仕えるが、悪意があっても断ち切ることができれば助けてくれる。フィギュアのモデルになったのは墨丸。
- つるつる茶○（TV版第29話）

ペットボトル飲料と茶葉の二種類が存在する。飲むと無駄な毛が抜けて肌がつるつるになるが、一気に3口以上飲むと髪まで抜け落ちて禿げてしまう。
第15巻でも登場。「ラプンツェル～プレッツェル～」の効果を打ち消した。
- またたび香○※（TV版第30話）

香りを嗅いだ猫を眠らせることができる。
- 変化ヒゲ○（TV版第30話）

付けると任意の相手に変身できる。外すと元に戻る。
第6巻
- ビッグリもなか（TV版第31話）

栗を象った最中。食べると細かいことを気にしない、周囲から頼りにされる大物になれる。ビッグはビッグでも体型のことではない。
- にょきにょきクッキー○（TV版第31話）

筍を象ったクッキー。食べると筍のように背が伸びる。
- バランスラスク（TV版第32話）

砂糖がふりかけてある、1箱あたり2枚セットの薄切りのラスク。2人で1箱を食べると、バランスが取れて仲良くなれる。ただしそれ以上食べると、アンバランスな形で未来に影響を与えてしまう。
- がまんエンピツ（TV版第33話）

4cmほどの長さの緑色の鉛筆。我慢したいことと共に「がまんがまん」と書くとそのことを我慢できる。
ただし一度書いたことを取り消すと、10倍になって返ってくる。いくつか我慢したいことを書いた末に取り消すと全てが10倍になって返ってくるため、とんでもない苦しみになることもある。
- チャーミングミ（TV版第36話）

宝石のように色鮮やかなグミ。食べるとあらゆる人から愛されるようになる。ただし本当に大切な人からは嫌われやすくなるので、ある意味では自分というものが試される駄菓子。
- ラプンツェル・プレッツェル（TV版第34話～第35話）

このプレッツェルを食べた後に、伸ばしたい髪の長さを決めて「ラプンツェル、ラプンツェル、髪を○cm伸ばしておくれ」という呪文を唱えると、その長さまで髪が伸びる。「ラプンツェル、ラプンツェル、元の長さに戻しておくれ」と唱えれば元に戻る。
ただし今後生える分の髪を間借りして伸ばしている都合上、一生分伸びる髪の長さを使い切ると二度と髪が生えてこなくなる。
- もじゃもんじゃ焼き○（TV版第35話）

食べるともじゃもじゃの髪が生えてくるもんじゃ焼き。「ラプンツェル・プレッツェル」で髪を使い切った人でも髪が再生する。作中では伸吾が受け取りを拒否したため、実際に使用されることは無かった。
- 堂々ドーナッツ○（TV版第35話）

食べると自信をつけられるドーナツ。ただし自信過剰になって威張ったり態度が大きくなってしまうと効果が消えるので、いつでも謙虚な心を忘れないように心がける必要がある。
アニメ版では、こがねが「自身が最初に作ったふしぎ駄菓子」だと話している。
なお実写映画にも登場しており、こちらでは「効果が続くのは3年間で、それを過ぎると食べた記憶も無くなる」という設定が追加されている。
- 子守コウモリ（TV版第37話）

ベビーベッドの上に取り付けると、回転しながら特殊な超音波を発し赤ちゃんの世話をしてくれるコウモリ型のマスコット。
ただし気を付けないとコウモリが子供を奪おうとするほか、赤ちゃんが喋る前に取り外さないと、「ママ」呼ばわりされたコウモリが自分が母親だと勘違いを始めてしまう。こうなった場合は、本物の母親がコウモリと戦って子供を取り返さなければならなくなる。
第7巻
- ドリームドーム（TV版第39話）

理想の世界が広がるドーム型の置物。付属の「チヂミントガム」を噛むと小さくなって中に入ることができる。
ただしガムを紙に包まずに捨てたり飲み込んだりしてしまうと、ドームが破損するなどといった大きなショックが起こらない限り、現実世界に戻ってこられなくなる。
- 最後にわら麩（ふ）（TV版第40話）

香ばしい黒砂糖が使われた、軽い食感の麩菓子。食べると実力以上の力を発揮でき、ここぞという勝負に勝てる。ただし、油断したり全力を出さなかったりして本気で戦おうとしないと、例えどんなに相手が弱くても勝てない。
- 負け知らずアンズ○※（TV版第40話）

種が入っていないアンズのドライフルーツ。食べるとどんな勝負にも勝てるようになる。しかし必ず勝てることが分かっている以上、勝負がつまらなく感じてしまう。このため、勝負のスリルを楽しみたい人には向かない。
- シェフ・ショコラ※ （TV版第42話）

シェフの衣装を着ている悪魔を象ったチョコレート。食べるとどんなに料理が下手な人でも最高のシェフになれる。ただし、食べた人が相手に無理矢理料理を食べさせるような性格だと暴君のようになり、相手が味の虜にされて逆らえなくなってしまう。
- ハンターバターサンド（TV版第41話）

甘いバタークリームととサクサクしたクッキーが使われたバターサンド。食べると探したいと思っている獲物にいち早く気付ける一流のハンターになれる。ただしこちらが意識していないと、自分に身の危険が迫っていても気付けない。
- 強欲アンコ○※（TV版第41話）

アンコウを象った餡。食べると強欲な性格になり、望んだ全てのものを手に入れられる。しかし、どんなに欲しいものが次々と思い浮かぼうと心は満たされないため、ずっと自分の強欲さに悩まされることになってしまう。
- おもてナシ※（TV版第43話）

お辞儀をしたような形の洋梨。食べると愛想がよくなり、体が勝手におもてなしの行動を取るようになる。ただし、自分の意思とは関係なく相手の望み通りの態度を取るため、場合によっては後悔することもある。
- らくらくがん○（TV版第43話）

桃味の落雁。食べると人生が楽しくなり、人との付き合いも楽に感じるようになる。ただしお茶とセットで食べないと、真面目であるべき場所でもふざけてしまう。
- 餓鬼ニッキ※（TV版第44話）

ほのかな苦みがある白い骨を模した飴。食べると勝利に飢え、どんな練習でもこなすことができる。ただしとにかく勝ちたくてたまらなくなるため、思いやりの精神もなくなる（そのため、団体競技には向かない）。
- 団結ナッツ○（TV版第44話）

ネックレスのように繋がっているナッツ。仲間と分け合うと固い絆で結ばれる。ただし相手を束縛しがちになってしまうので、自分の時間を大切にしたい人には向かない。
- 王メン○※（TV版第44話）

王冠が描かれたカップ麺。食べると王の力が身に付き、周囲が食べた人の言うことを何でも聞いてくれるようになる。しかし、全て自分の思い通りになると思い込む暴君のような性格になる。
- 閻魔あめ○※（TV版第45話）

閻魔大王の頭部を模した赤い飴。食べると強い正義感が沸く。ただし時間が経つにつれて、正義感が暴走して周囲に身勝手な正義感を振りかざすようになり、最終的に食べた者は破滅する。
第8巻
- ほしいイモ（TV版第46話）

食べると欲しい物を欲しいと素直に言えるようになる干し芋。
- さもしいイモ○※（TV版第46話）

「ほしいイモ」の非正規品。食べると見苦しいほど「欲しい」と連呼して他人の持ち物を何でも欲しがるようになり、相手との関係を壊してしまう。
- おっかさん仮面（TV版第47話）

他の人やぬいぐるみに被せるだけで、家事を全部やってくれるお面。ただし母の日は無敵モードになり、母親にちゃんと感謝できない人が使おうとすると、逆に家事を無理矢理やらされる。
- 泣かんパイ（TV版第48話）

チョコと苺ジャムで顔が描かれ、中にはカスタードクリームが詰まったパイ。食べると泣きたい時に涙を我慢できる。心の底から本当に泣きたいと思った時には、自然と今まで溜まった分の涙が出る。
- 泣けんパイ○※（TV版第48話）

「泣かんパイ」の非正規品。食べると全く涙が出てこなくなる。ただし、周囲からは薄情な人だと思われてしまう。
- マスク・メロンパン（TV版第49話）

チョコチップで顔が描かれ、見る角度によって表情が変わるメロンパン。食べるとどんな表情でも自在に演じられる。
- なげきのマスク・メロンパン○※（TV版第49話）

「マスク・メロンパン」の非正規品。食べると表情が悲しい顔に固定されてしまい、二度と笑うことができなくなる。
- なりきりくずきり○（TV版第49話）

食べると与えられた役になりきれる葛切り。ただし喉ごしの良さにつられて啜ってしまうと、役者としての持ち味が薄っぺらになる。
- 正直ニッキ○（TV版第49話）

食べると自分の心に正直になれる飴。ただし効果が強く演技もできなくなるため、役者などになりたい人は食べない方がいい。
- バイリンガール（TV版第50話）

この人形を身に付けたりポケットに入れたりすると、言語がわからなくても外国人と話せるようになる。ただし小さいので落としやすく、話している最中に紛失すると会話ができなくなる。
- スリスリリンゴ※（TV版第51話）

黒に近い深紅色をした、果汁たっぷりで甘いリンゴ。食べると貴重品の放つ光（貴重品は青、銭天堂の駄菓子は赤）を感じ取れ、欲しいと思えばすぐに盗むこともできる。ただし「怪盗ロールパン」と同様、警察に捕まる危険性も高まる。
- 悪魔あめ◯※（TV版第115話）

悪魔の頭を模した飴。食べると自分に悪意を持つ相手が悪魔に見える。敵味方を知ることができるが、自分のことが嫌いな人が食べると自分の姿が悪魔に見えてしまう。
原作では名称と設定のみ登場しているが、TV版でオリジナルのエピソードが制作されている。
- 横取りゼリー◯※

鳥の形をしたゼリー。食べると他人の手柄を横取りできる。ただし愛は横取りできないため、愛を無理に手に入れようとすると自分の手柄が他人に奪われてしまう。
怪童曰く、この駄菓子で愛を横取りできないのは「よどみが愛を苦手とするから」らしい。
- 冷や冷やアイスキャンディ◯（TV版第52話）

食べると程よい涼しさをもたらす飴型のアイスキャンディー。
第9巻
- 酔わんようかん（TV版第54話）

食べると乗り物酔いしなくなる羊羹。ただし乗り物に乗っている最中にアルコール類を飲むなど、二種類の酔いには同時に対応できず気持ち悪くなってしまう。
- 肩こり地蔵まんじゅう（TV版第55話～第56話）

この饅頭を食べると肩こりの原因となる「肩こり地蔵」が見えるようになり、食べた人がかき混ぜたお湯にはそれを落として肩凝りを治す力が備わる。ただし、お湯の中に落ちた肩こり地蔵は拾い集めて日向に置いて消滅させなければならず、放置すると他の人が入浴した際にくっついてしまうこともある。
なお、作中では既に販売を終了している。
- 写らんシール（TV版第57話）

幽霊の形をした厚みのあるシール。カメラに貼ってから写真を撮ると、人が写らない綺麗な風景が撮影できる。ただし、一度剥がした後にまた貼り直すと、撮った写真が全て心霊写真になってしまう上に生きている人も写らなくなってしまう。
アニメ版では一度剥がすと赤く変色する描写がある。
- 底なしイ～カ（TV版第58話）

食べると胃の中に貪欲なイカ「胃イカ」が住み着き、いくらでも食べられるようになる。ただしよく噛んで飲み込まないと「胃イカ」が暴走し、記憶も自覚しないまま際限なく食べ続けてしまう。
- カモメアメ（TV版第59話）

海の香りと甘くて爽やかな味がする、青く透明なガラス細工のような色の飴。食べると1分後にカモメに変身する。ただし、自由に空を飛べる喜びが強いと人間に戻れなくなる。
- 連絡落雁○（TV版第59話）

鳥の形をした落雁。2つセットで入っており、特定の人を思い浮かべながら片方を食べると、その相手の元へもう片方が飛んでいき伝言を伝えてくれる。
- アイディアあんこ（TV版第60話～第61話）

花の蕾を模した餡子の和菓子。食べると花が開くように新しいアイディアが浮かぶようになる。ただしお茶と一緒に食べないと、「案」のことしか考えられずアイディア一辺倒になり、他のことに目が行かなくなってしまう。
第10巻
- 天晴れレモン（TV版第63話）

太陽のしずくを練り込んだ、爽やかな酸っぱさと蜂蜜の甘さがするレモン味の飴。舐めるとおめでたい日の天気を晴れにすることができる。ただし本当におめでたい日でないと好天にならず、おめでたくない日は逆に大嵐になる。
- 聞き耳グミ（TV版第64話）

赤はサクランボ、黄色はバナナ、緑はライムの味がするグミ。食べると人のひそひそ話を聞き取れるようになる。
気持ちを一ヶ所に集中させればそこからピンポイントに聞き取れるが、悪口は耳を塞いでも流れ込んできてしまう。また、耳垢が溜まりやすくなるのでこまめに耳掃除をしなければならず、耳が塞がると効果が消えて二度と元に戻らなくなる。
- 家カエル（TV版第65話～第66話）

茸と蛙の形をしたストラップ。所持しているとどんな時でも帰宅でき、行きたい場所を念じればそこに行くこともできる。
ただし過去に訪れたことがある場所にしか行けず、雨の日は蛙が抜け出して効果が無くなる（雨がやむと帰ってくる）。
- コントロールケーキ（TV版第67話）

敬礼する軍人の絵が描かれている箱に入ったロールケーキ。食べると「食べちゃだめ」と念じただけで食欲がコントロールできる。
ただし自分の食欲しかコントロールできず、他人の食欲まで意のままにしようとすると自身の食欲が暴走する。
- アドベン茶～（TV版第69話）

ペットボトル入りのお茶。半分だけ飲むとファンタジーの世界に行ける。もう半分を飲むと帰ってこられる都合上、一気に全て飲み干すと二度と現実世界に戻れなくなる。
- ダークアドベン茶～※◯（TV版第69話）

「アドベン茶～」の非正規品。飲むとダークファンタジーの世界に飛ばされてしまう。
- ジュエリージェリー〇（TV版第70話）

宝石を模したゼリー。食べると宝石に関するセンスが抜群に良くなる。ただし宝石の輝きに囚われすぎると心の余裕を失ってしまい、1つのことでいつまでも悩み続けることとなる。
- やりなおしおこし（TV版第71話）

空色の和紙に入っている、醤油の香りがする渦巻の形をしたおこし。食べると記憶が消える代わりに、時間を戻し好きな所からやり直せる。どこからやり直したいかをよく考えないと全てが無駄になってしまう。なお、似たような効果を持つ「消し消しガム」は記憶は消えないのに対し、こちらは記憶が全て消えてしまうのが特徴。
紅子曰く過去を改変できる非常に強い力を持つ代物のため、滅多な事では販売しないらしい。
- ベイビーカステラ

詳細は不明だが、食べると子宝に恵まれるという効果がある模様。
第11巻
- ダイナソーダ（TV版第73話～第74話）

マスカット味の瓶入りソーダ。飲んだ後に瓶のキャップに付いている恐竜の頭の飾りを身に付けると、鈴のような音で古代の化石が埋まっている場所がわかる。
ただし、飲んだ人が掘り出せる深さにあり持ち帰れるサイズの化石しか見つけられない。
- 遺跡おかき※（TV版第73話～第74話）

袋に入った塩味のおかき。食べると古代遺跡を見つけられる。ただし自分が本当に見つけたい物は見つけられなくなる。
- 虫よけ香水（弱・強）（TV版第75話）

瓶に入ったスプレー式の香水。体に吹きかけると虫が寄り付かなくなる。害虫に効くライムの香りの「弱」と、それ以外のあらゆる生きている虫にも効果があるミントの香りの「強」の二種類があるが、必ず「弱」から使わなければならない。
- 虫よけ香水（最強）※（TV版第75話）

「虫よけ香水」の非正規品。生死構わずあらゆる害虫を寄せ付けない効果があるが、名前に虫の名が入っている人（「蜂谷」や「治虫」など）も近寄れなくなる。
- チュチュットチューインガム（TV版第76話）

甘酸っぱいジャム入りの、赤と黄色のガムのセット。相手に赤いガムを食べさせ、自身は黄色いガムを噛むと、赤を噛んだ相手の才能や能力を少しだけ吸い取れる。ただし1対しかない都合上、能力を吸い取れる相手は1人だけ。
- つまみぐいサブレ※（TV版第77話）

カラスを模したサブレ。食べて相手をつねると何人からでも能力や才能を奪い取れる。ただし調子に乗ると、相手にバレてしまいトラブルになる。
- いそげもち（TV版第80話）

紅子が直接焼いてくれる餅。時間にルーズな人が食べると、少しせっかちになれる。
- のんびりりんご※（TV版第80話）

食べるとのんびり屋になれるりんご飴。「いそげもち」を食べた人との相性は最悪になってしまうが、元はよどみが銭天堂への嫌がらせ用として作ったものなだけなので、それ以外の副作用は特にない。
- すいすいソーダ水（TV版第81話）

レモンのように爽やかで甘い味のする、魚型の容器に入ったソーダ。飲むと人混みの中をぶつからずに魚のようにすり抜けられ、すぐに目的地へ到着できる。ただし行列の前の方に行けるわけではない。
- 先頭糖（せんとうとう）※（TV版第82話）

食べると行列の先頭に並べる薄紫色の金平糖。ただし面倒な役目も率先して回されることになる。
- 引きさきイカ※（TV版第83話～第84話）

醤油ペンが付属しているスルメイカ。ペンで仲を引き裂きたい2人の名前を書き、夜中に墓場で縦に裂いて食べると、その人達の仲を壊す事が出来る。名前を書かれると縁が切れ、お互いの姿も見えなくなってしまう。恋人達の他にも、縁を切りたい相手と自分に使っても効果はある。
紅子はこの駄菓子のお陰で自分の店の客がよどみに関われないようにする事に成功した（なおよどみのみならず、たたりめ堂の商品を購入・使用した客も、紅子と銭天堂とその客に関われなくなった）が、その後もよどみは怪童や六条を通じて度々妨害行為を行っている。
第12巻
- 楽だお札（らくだおふだ）

ラクダの絵が描かれた長方形のお札。楽にやりたいことを裏に書くとその願いが叶う。ただし繰り返し叶えたい場合は細かく書きすぎない方がよく、詳細な条件が違ってくると叶えられなくなる（例えば、「2月8日、試験楽勝」と書くと、毎年2月8日しか効果を発揮しない）。
- インココイン（TV版第89話）

王冠を被ったインコが描かれている金紙に包まれた、ナッツ味のコイン型チョコレート。食べるとインコのように物真似がうまくなる。
ただしインコの天敵である蛇の物真似をすると力が消え、ロボットのような声しか出なくなる。
- 田舎もなか（TV版第87話）

中に餅が入っている小さな最中。割らずに食べると自然に恵まれた場所で暮らせる。割って食べると祖父母が田舎に引っ越すなどして田舎ができる。食べ方を間違えた場合は、包み紙を破れば効果を取り消せる。
- ホームズビーンズ

香辛料がふんだんに使われた炒り豆。食べると隠された物が香辛料の香りで分かるようになり、名探偵のように様々な秘密を発見できる。
ただし知る必要のない秘密まで分かってしまうこともあり、それを防ぎたい場合は食べる前に「ワトソン」と3度唱えれば、程々の効き目になる。
- お仲間まんじゅう（TV版第86話）

薄茶色の皮の中央に赤い花丸が描かれた、胡麻と餡子の味の饅頭。食べると使用者と同じ趣味の相手の上に花丸マークが見えるようになる。相手に趣味を切り出す際には、タイミングを考えなければならない。
- なつかれナッツ

自分で赤いナッツを1粒食べ、懐いて欲しい子供や動物にピンクのナッツを1粒食べさせると懐いてもらえる。ただし赤を食べたあとにピンクを自分で食べると、効果が消える。
第13巻
- 熱帯焼き（TV版第90話）

フルーツジャムが入った鯛焼き。食べると熱帯ジャングルの力をもたらし、庭に南国フルーツの種を蒔けば翌日に実がなる。
ただし尻尾側から食べてしまうと室内までもが熱帯夜になり、真冬でもクーラーが必要になる暑さになってしまうため、必ず頭から食べなければならない。
- スクープクレープ（TV版第110話）

紅子が直接焼いてくれる、丸いチョコレートと目玉のようなトッピングが特徴のクレープ。食べるとスクープに近付いた時に音が鳴り、スクープを集められる。
ただしそれなりの装備と覚悟がないと、自分が危険な目に遭い死ぬ場合もある。
- ぴったりピーナッツ

食べると自分にぴったりの洋服が光って見える。ただし2粒セットで食べなければならず、片方だけ食べると上半身か下半身のどちらかしか合わない変なコーディネートになる。
- ヒップポップコーン

塩気が効いたバターの香りがするポップコーン。電子レンジで温めてから食べるとヒップホップダンスが上手くなる。一気食いしようとせずに、半分食べてから1時間後に残りを食べれば他のダンスも踊れるようになる。
- 先取りメガネ

掛けると連載漫画の続きを読める。ただし続きを読めるのは一度だけであり、あとでその漫画が刊行された時には必ず買わなければならない。それを破ると、周囲から悪者扱いされ孤立する。
- 見定メーター（TV版第91話）

腕時計型のメーター。見定めたい相手に向けると、その人が自分にとって良い人か悪い人かがわかる（＋に近いほど相性が良く、－に近いほど悪い）。同じ相手でも時間が経てば結果が変わることがある。
自身のイメージとメーターの結果にズレが生じると心の中に葛藤が生まれてしまうため、結果を信じることが重要。
第14巻
- もてもてもち（TV版第120話）

木苺のジャムが使われた、ハート型のピンクの餅。食べると周囲に好かれるようになる。「イケ面」のように姿形を変えるわけではなく、そのままの姿で異性が好きになってくれる。
ただし、誰かに酷い態度を取ればその回数分だけ振られる事となり、品格と優しさを持たないと本当に好きになった人から嫌われる。
- チリチリチェリー（TV版第114話）

激辛サクランボの激甘シロップ漬け。食べると辛いものを食べられるようになる。ただし1日に唐辛子10本分以上の辛いものを食べると尻から火を吹くので、調子に乗りすぎないようにしなければならない。
- プレゼント扇子（TV版第111話）

相手の顔を思い浮かべながらこの扇子で扇ぐと、その人にふさわしいプレゼントが紙に浮かび上がる。ただし夏にしか使えず、それ以外の時期に使うと的外れの品物が浮かび上がる。
- タイムライム（TV版第119話）

食べたあとに「タイムタイム」と唱えると時間が2倍になる。「クイックタイム」と唱えると早送りできる。ただし戻す際に「タイムストップ」と唱えないとタイムラグが発生し、1日中自分の時間が10倍になってしまう。
原作ではライムの輪切りにビターチョコレート味の時針と分針がついたものであるが、アニメ版第26・28・29話に登場する自動販売機には、飲み物としての「タイムライム」が確認できる。
- レアレアチーズケーキ

豊かな香りと程よい甘み、滑らかな口当たりがするレアチーズケーキ。食べると珍しく価値のあるものが光って見える（光が強くなるほどより貴重）。ただし専用のスプーンで食べないと、食べ物の生ものにも当たってしまう。
- みせびら菓子（TV版第88話）

孔雀の羽を模したクッキー。食べると周囲から羨ましがられる。ただし「羨ましい」と言うと周囲の妬みが見えてしまう。
- ほっとけケーキ○（TV版第88話）

袋に入ったホットケーキとバター、メープルシロップがセットになっている。3分間温めバターをつけて食べると、心の中の醜い気持ちが洗われて心が晴れやかになる。
ただし温める時間を守らなければならず、温かいうちに食べないとだらしない人になってしまう。
第15巻
- シークレットタブレット（TV版第106話）

食べると1粒につき1つ秘密を守れるようになる。周囲に秘密を話してしまいたい欲求が消え、仮に話そうとしても舌が痺れて動かなくなる。
効果を消したい時はその秘密を紙に書けばよいが、代わりに自分の秘密が1つ他人に知られてしまう。ただし、守る必要のない秘密（他人を傷つけるような内容など）を取り消した場合は暴かれない。
- ラプンツェル～プレッツェル～△

「ラプンツェル・プレッツェル」の非正規品。食べると身体中のあらゆる毛が伸びて毛むくじゃらになる。これで生えてきた体毛を剃ろうとしても、すぐに再生してしまう。
- サイン・コイン（TV版第107話）

それぞれ羽ペンと宝石を持っている2本の手が描かれたコイン型チョコレート。食べると自分の所有物に名前が浮き上がる。
ただし他人の物を自分の物として証明しようとすると、それを返すまで名前が「どろぼう」になってしまう（名前が書かれたものも全て「どろぼう」に書き換えられる他、本名を言おうとしても上手く喋れなくなる）。
- マッチョーレオーレDX△

「マッチョーレオーレ」の非正規品。飲むと細胞を異常に活発化させ、筋肉をつける事ができる。
ただし海やプールに入ると体が自己防衛反応を起こし、溺れないためにそれまでの筋肉を一気に減らして逆に脂肪細胞を増やし、結果として体がパンパンに膨れ上がってしまう（六条曰く、「風船が漬物石に変わるようなもの」らしい）。もっともまだまだ不安定な商品なので、効果は2ヶ月程で切れるとの事。
- ピチピチピーチ

食べると一番輝いていた頃の自分になれる桃のシロップ煮。冷やして食べると効果が上がる。ただし、他人の悪口を言うと効果が切れる。
- クリーングリーンティ△（TV版第93話）

飲むと風呂に入らなくても石鹸の香りが体から出るようになる緑茶。しかし効果はそれだけで、実際に体はきれいにならない。そのため頭を洗わなければ虱も湧く。
- 貧乏神ガム〇※（TV版第128話）

貧乏神の力が宿るガム。自分で噛んでから貧乏にしたい人に付ける（公式ガイドブックでは、「相手にガムを食べさせる」と記載されている）と、その相手に貧乏神が取り憑いて貧乏にすることができる。ただし食べた人にガッツがあり、貧乏を気にせずに努力し続けると貧乏神は福の神へ転じ、多くの財産をもたらしてくれる。
元は原作8巻の巻末で紹介され、15巻発売フェア限定店舗のみで貰えるトレーディングカードに登場したもの。「悪魔あめ」同様設定のみ存在していたが、アニメ版でオリジナルの回が放送された。そちらでは使用者自身にガムが付くと、自分が貧乏になってしまうという設定が追加されている。
第16巻
- いいものナゲット（TV版第94話）

醤油とにんにくの味がするナゲット。食べた人にとっていい物を手に入れられる。欲しくない物が手に入った場合でも、それを欲しい人に渡してあげれば「幸せのおすそ分け」が発生し、本当に欲しい物がお礼に貰える。
- メイク・アップル

リンゴ型の薄切りのグミ。食べると手早くかつ完璧に化粧ができる。ただし、一度に全部食べてしまうとメイクの楽しさの虜となり、他のことが手につかなくなる。
- すっぴんビューティー〇△

ペットボトルに入った飲料水。飲むといつでも薄化粧をした状態になる。ただし肌に影響が出やすくなるため、日焼けに注意しないと顔に斑のようなシミが浮かび上がってしまう。
- うそつきチョコ〇△

食べるとすらすらと嘘がつけるようになる板チョコ。しかししばらくすると、息をするように嘘をつかずにはいられなくなってしまう。
- ごまかしボーロ（TV版第112話）

食べると気の利いた言葉で誤魔化すのが上手になる。ただし、あくまでもその場しのぎの手段にしかならず、あとで相手を怒らせたり悲しませたりしてしまうこともある。
- 忍者ジンジャー（TV版第95話）

忍者が描かれた黒い袋に入った、ドライフルーツ風に加工された生姜。食べると忍者の能力が備わり、相手に気付かれることなく逃げ切れるようになる。
- ゴーストトースト◯△（TV版第95話）

食べると幽霊のように存在感が薄くなるトースト。偽者の紅子が売る前に本物の紅子が阻止したため、実際に客の手に渡ることはなかった。
- 食らいつきクッキー◯（TV版第95話）

怪獣の口が描かれたクッキー。食べると狙った獲物に食らいついて離さなくなる。「忍者ジンジャー」の使用者を見つけることもできる。
- まねまねマネー（TV版第96話）

紙幣を模したおもちゃ。利息や返済期間を気にせずに買い物ができる。もしも使ったあとに本物のお金が手に入った場合、今まで使った分のお金をお店に返さなければならなくなってしまう。
- デジタルト（TV版第97話）

パイナップルで歯車を象ったタルト。食べるとデジタル分野に詳しくなれる。ただし元々詳しい人が食べた場合、効き目が強すぎて逆にデジタル恐怖症になってしまう。
作中では副作用を利用して六条研究所を壊滅させるべく、金の招き猫が差し入れとして置いて行った。
- 天才サイダー◯（TV版第97話）

飲むと天才になれる。
第17巻
- とりあげもち（TV版第101話）

ひよこを模した餅。食べてから他人の持ち物を指して「それちょうだい」と言うと自分のものにできる。ただし取り上げたものは大切に使わないと「欲張りの報い」が来てしまい、使用者の人生そのものが取り上げられ最初に取り上げた物の中に閉じ込められる。しかもこの世界には最初から存在しなかった事にされてしまい、周囲には消えた事にすら気付かれない。
- ルールキャラメル

「ル」と書かれた2個セットのキャラメル。相手にキャラメルを食べさせた後に包装紙にルールを書き込むと、そのルールに相手を従わせる事が出来る（包装紙には「［　　］ときは［　　］すること」と書かれており、空欄を埋める形でルールを決められる）。
なお前述の通りキャラメルは2個なのでルールを作れるのは2回までであり、更に同じルールは二度と使えない。もし破ってしまった場合、キャラメルを食べさせた相手にルールで我慢させていた事が10倍になって跳ね返ってくる。
- 断捨離だんご（TV版第125話）

3つセットの団子。食べると断捨離せずにはいられなくなる。ただし効果が強めなため、3つ全部食べると配偶者といった大切な存在までも断捨離してしまう。
- おおらか落花生（TV版第116話）

食べるとおおらかな性格になるピーナッツ味のヌガー。ただし他人と分け合って食べた場合、その人とは一生強い繋がりを持たなければならなくなる。
- いた板チョコ（TV版第127話）

星柄の板チョコ。全部食べてから「痛いの痛いの飛んで行け」という呪文を唱えると痛みを感じなくなる。ただし効き目が強い駄菓子のため、割って食べないと自分が死ぬほどの痛みも感じなくなる。「痛いの痛いの飛んで行くな」と唱えれば効果が消える。
- スカウトまんじゅう（TV版第133話）

目玉が描かれた饅頭。食べると他人の才能を見抜くことができるようになる。通常は水色の文字で他人の胸元に才能が書かれている（例として、「先生」「大工」「ラグビー選手」「バレリーナ」といった具合）が、銭天堂の商品によって能力を手に入れた人物は商品名と能力の内容が金色の文字で、たたりめ堂の場合はくすんだ灰色の文字で書かれている。
原作では注意事項は不明だったが、アニメではスカウトした人を蔑ろに扱うと効果が消えるという設定となっている。
- 星柿○

食べる部分が黄色で、正面から見ると星型の干し柿。蔵木の回想で存在が判明したふしぎ駄菓子（アニメでは未登場）。特別な星を宿しており、食べるとスターになれる。
ただし食べた後は種を庭や鉢に植えて大切に育てなければならず、世話を怠り生えてきた柿の木を枯らしたらそれまでの力は消えてしまう。
第18巻
いずれも過去の時代で販売されていた商品であり、現在は様々な理由で制作・販売が行われていない。
- 妖刀糖（TV版第121話）

薄茶色の水晶の形をした飴。食べると妖刀と畏れられるほどの刀を鍛えられるようになる。ただし、驕り高ぶって鍛冶屋としての心構えを忘れると効果が消える。
時代の流れに伴い刀鍛冶が少なくなったため、現在は作られていない。
- 舌鼓（TV版第118話）

音を聞いている間、どんな食べ物でも美味しく感じられるようになる鼓。ただし鼓を雑に取り扱うと、逆にどんな食べ物も不味く感じるようになってしまう。
紅子曰く製作が難しいらしく、作れたのは左衛門に売った1個だけだったらしい。
- 写し柿（TV版132話）

食べると写したい物をそっくりに描き写せるようになる干し柿。ただし自分を描くと、絵の中に閉じ込められてしまう。
紅子曰く、カメラが流通したため現在は販売していないとのこと。
- 夢あめ（TV版第124話）

六角形の箱に入った飴。食べると見たいと思った夢を見せてくれる。ただし現実と夢に区別を付けないと、どんどん飴の力にのめり込んでしまう。
紅子によると、場合によっては「ずっと眠ったままでいたい」と思い込むようになる副作用が危険すぎるため、制作を中止したという。
- 育て手（TV版138話）

両手を模したストラップ。「こういう風に育って欲しい」と願いながら撫でると、その願い通りに動植物が育つ。ただし人間には使えず、使おうとすると真逆の効果が表れてしまう。
紅子によると、注意事項を守らず子供を自分の思い通りに育てようとする親があまりにも多かったため、制作を辞めてしまったらしい。
- 景気ケーキ（TV版第135話）

太陽と月の飾りがついたカップケーキ。食べると世の中の景気に合わせて生活できるようになる。ただし、人に豪華な暮らしの自慢をすると効果が消えてしまう。加えて景気に合わせて豊かになる反面、不景気だと逆に貧乏になってしまう。
元はバブル景気の時代に伴い制作された商品。しかしその後のバブル崩壊に伴い、販売が中止された。
第19巻
- ライバルバルーン（TV版第122話）

ハート形の風船。膨らませて置いておくと、使用者の誰かに負けたくない気持ちを周囲にも芽生えさせられる。
ただし膨らませすぎて破裂させてしまった場合、その音を聞いた人は使用者への反抗心を抱いてしまう。ある程度膨らませた後に萎ませればこれを防げる。
- あまえん棒（TV版第123話）

割り箸に掴まっている赤ちゃん型の饅頭。食べると甘えたい相手から好きなだけ甘えさせてもらえるようになる。
ただし幼少期に十分に甘えることができなかった人が食べると、効果が強く出過ぎて“甘えん坊”ではなく“赤ん坊”になってしまう。そうなってしまった場合割り箸を燃やせば効果は消えるが、“赤ん坊”効果が出てしまった場合は完全には元に戻らず、その後も“甘え癖”がいくらか残ってしまう。そのため、大人にはおすすめ出来ない商品でもある。
- 相談だんご（TV版第139話）

食べると周囲からあれこれ相談されるようになる。ただし、同じ人間から相談事を何度も続けて受けてしまうと、その相手に異常に執着されてしまう。こうなった場合、逆から「ごんだんだうそ」と唱えれば効果を取り消せる。
- ゴーストロベリー（TV版第136話）

水色のイチゴ飴。食べると幽霊が見えるようになり、助けを必要としている幽霊に寄り添う力が備わる。悩みを解決してあげれば成仏させられるが、悪霊に出会ってしまう場合もある。
- お清め塩アメ○（TV版第136話）

食べると悪霊を除霊できるようになる塩飴。ただし食べても幽霊は見えるようにはならない。
- ごめんラーメン（TV版第117話）

涙柄のパッケージに入ったカップラーメン。食べると素直に謝れるようになる。ただし本気で悪いと思っていない時に謝り続けると、いざという時に相手を怒らせてしまう。このことに気付き、心の底から相手に謝罪すれば許してもらえる。
- ドラマチックどら焼き（TV版第140話）

食べるとドラマチックな出来事が次々と起こるようになり、退屈とは無縁な日々を過ごせるどら焼き。
食後に食べれば適度なレベルのドラマチックで済むのだが、食前に食べてしまうといい事ばかりでは無く、下手をすると命に関わる危険（人違いで喧嘩をふっかけられる、海でボートに乗ったら漂流するなど）にまで見舞われてしまう。
- 平凡ボンボン○

苺が入った素朴な味のボンボン。食べると平凡で退屈な日々が過ごせるようになる。劇中では「ドラマチックどら焼き」の効果を相殺するのに使用された。
第20巻
- どっちウォッチ（TV版第142話）

物事を決められない時、答えをYES・NOで答えてくれる懐中時計。ただし一度これで決めた事を覆すと壊れて二度と動かなくなってしまう。
- 優秀シュークリーム（TV版第143話）

勉強や仕事で伸び悩んでいる人が食べると優秀になれる。ただし元々優秀な人が食べると、真逆の効果が表れてしまう。
- リメンバーチョコバー（TV版第144話）

食べると記憶力が良くなり、物忘れの悩みを解決してくれる。ただしチョコバーの力に頼りすぎると、自分にとって一番大切なことを忘れてしまう。なので本当に大切なことは自分で覚える努力をしなければならない。
- もとどおりんごあめ（TV版第145話）

食べると壊れてしまった物を元通りに直せるようになる。ただし芯や種までしっかり完食しないと、新品の機械や道具が次々と壊れていってしまう（しかも、こちらは修理出来ない）。また全ての物を修理出来るようになる訳ではなく、誰かにとっての大切な物しか直せない。
その能力の性質故か、物語終盤では配送途中に「引きさきイカ」の縁切りの力の影響で荷台から落ちてそのまま半年もの間打ち捨てられていた、「とりあげもち」の注意事項を破り玩具の木馬の中に閉じ込められていた聖を解放する事が出来た（その木馬は聖が幼い頃によく遊んでいた思い入れのある玩具だったために、「もとどおりんごあめ」の効力が働いたものと思われる）。
- チャレンジオレンジジュース

瓶詰めのオレンジジュース。飲むとチャレンジ精神旺盛になり、何かに挑戦する勇気が湧いてくる。ただし悪い結果になりそうな場合、ジュースの味が口の中に蘇りNGを出すこともある。
- あきあき小豆

食べるとどれだけ好きで熱中している事でも飽きてしまう。作中では子供が「つぐみ依存症」となってしまい、困り果てた母親によって購入された。注意事項は不明だが、「断捨離だんご」などと同じく効き目が強いお菓子と言われている。
- 満足缶（TV版第148話）

この缶詰の中に詰められた煙を浴びると、満足感に満たされる。ただしあらゆる執着心が消えるため、向上心ややる気も無くなり、人によっては生きる気力をも失う。

#### ふしぎ駄菓子屋 銭天堂 吉凶通り
第1巻
- ナッシングミ

梨味のグミ。包装の台紙に悩みを書いてから食べるとその悩みが消える。ただし、悩みが無くなったことに慢心して他人の悩みを馬鹿にすると、自分がそのことで悩まされる羽目になってしまう。
- 向こう水

ペットボトル入りの水。飲むと様々なことに挑戦する勇気が湧いてくる。ただし一気飲みすると効果が強く出過ぎてしまい、周囲に何でも無理強いするようになる。
元は銭天堂が設置した自動販売機の商品。
- 冷や水○

飲むと頭が冷えて冷静になり、どんなに怒っていた人でもすぐに落ち着く。ただし一気飲みすると、「年寄りの冷や水」で危険な挑戦をするようになってしまう。
こちらも「向こう水」同様、自動販売機で販売されている。
- マスコットマスカット

マスカットの房を模したゼリー。食べると愛嬌のある人になり、マスコットのようにあらゆる人の目を引き付けられるようになる。
ただし、種を潰すようにしながら1粒ずつ食べないと愛嬌しか自分の存在価値が無くなり、可愛いと思われないことをしようとすると周囲に制限されるようになってしまう。
- プライドフライドポテト

調味料が付属したフライドポテト。自信のない人が食べると自分に誇りを持てるようになる。付属のマヨネーズ・マスタード・ケチャップを付けて食べた場合、それぞれ柔軟な考え方・芯の強さ・自分への信頼をもたらす。
ただし、元々自分に自信のある人が1種類の調味料しか付けないで食べると自信は傲慢へと変わり、自分が絶対に正しいと思い込むようになってしまう。
- チェンジリング

赤いガラス玉の飾りが付いたおもちゃの指輪。相手の名前を言ってからガラス玉を3回回すと、その人と自分の人生を入れ替えられる。
ただし、同じ相手にもう一度使っても元に戻れるのは相手だけで、自分は何者でもない存在になってしまう（作中では、何も存在しない暗闇に閉じ込められている）。
- ノベルベル

羽ペンのような取っ手が付いていて、本の柄が刻まれたベル。本を開いてから鳴らすとそのページの中に入り、本の中の世界を楽しめる。最初に開いたページの内容しか繰り返されないため、1回鳴らせば次のページに進める。
2回鳴らせば現実世界に戻れるが、本の中の物を持ち帰ろうとするとベルは割れてしまい、二度と元の世界に戻ってこられなくなる。
- ごちソーダ

飲むと作った料理がご馳走のように美味しく食べてもらえるようになる。作中では購入されたが飲まれる前に善二に回収されたため、実際に使用されることは無かった。
- 幸せをよぶレシピ集☆

読むと掲載されている写真と同じ料理を作れるようになる。
第2巻
- ごあいさつ入れ

顔の形をした小さなポーチ。挨拶の言葉を書いた紙を入れておくと自然とその言葉を言う事ができ、繰り返し使っていけばいつしかこれが無くとも挨拶できるようになる。
ただし悪口の類いを書いた紙を入れてしまうと「ごあいさつ入れ」に言葉を食べられてしまい、しばらくの間赤ちゃん言葉でしか話せなくなる。紅子によると、「『ごあいさつ入れ』は礼儀正しい商品なので、みっともない事をすれば必ずお灸を据えてくる」らしい。
- フレンドブレンド

飲むと沢山の人と友達になれる缶コーヒー。だだし、仲良くなりたくない相手が近付いてくる事もあり、だからといって冷たくしてしまうと、今度は誰とも仲良くできなくなる。作中では善二に回収されたため、使用される事は無かった。
- 親友交換日記☆

この世のどこかにいるまだ見ぬ親友と、交換日記形式で会話が出来る。なお交換日記に書かれた内容は、相手が所持しているノートなどに記載される。
- ラブリー爬虫類図鑑☆

世界中の爬虫類に関する写真と詳細が載っており、爬虫類が嫌いな人に読ませると、そのページに載っている爬虫類が好きになる（なお、元から爬虫類が好きな人には効果はない）。
少しずつ読む分には問題は無いが、一気に読み進めてしまうとあらゆる爬虫類の虜となり、しまいには犯罪に手を染めてでも好きな爬虫類を手に入れようとしてしまう。
- ほどほどドーナッツ

食べるとどれだけ好きでのめりこんでいる事であっても、熱が冷めて「程々の」感情しか向けられなくなる。更にそれは趣味嗜好に限らず、配偶者などといった他人への愛情であろうとも効果を発揮してしまう。そのため、使用するにはそれなりの覚悟が求められる商品である。
- お茶の子チャイチャイ

飲むとあらゆる事がスムーズにこなせるようになるチャイ。ただし温めてから飲まないと、自発的な行動や挑戦をしようとする意欲が失われ、他人からの用事やお題が無ければ何も出来なくなってしまう。
- 映え映えガイドブック☆

その名の通り映えスポットを教えてくれるガイドブック。使用者が無理せずに行ける範囲までの地図が載っており、映えスポットの箇所には「！」が表示され、教えてくれる日付は大体3日先まで。記されていた日時が消えると、また別の場所に「！」が現れ、更新されるというシステム。しかし、心霊スポットといった危険な場所も含まれるため、赴く際には注意が必要となる。
第3巻
- 健康香

焚くと飲食をしなくても健康でいられる。
- 人気ニッキ

大小2個セットのニッキ。大きい方は有名人レベルの、小さい方は程よいレベル（とはいっても周囲からは非常にちやほやされる）の人気者になれる。ただし食べなかった方はすぐに消えてしまう。
- ゴネコロネ

食べると望んだものをごねれば手に入れられる。ただし世の中にはごねるのが通じない相手もいるため、そういった人に無理矢理要求を通そうとすると力を失い、今までごねてきた分の相手の不満が跳ね返ってくる。
- ちぐはぐベア

継ぎはぎだらけの熊のぬいぐるみ。持っているとやりとりがちぐはぐしてしまう相手とうまく会話できるようになる。
- つっぱね棒

食べるとどんなに理不尽なクレームでも断固とした態度で突っぱねることができるようになる。

#### 公式ガイドブック 「ふしぎ駄菓子屋銭天堂にようこそ」
- 兵糧キャラメル（TV版第85話）

米俵を模した1箱20粒入りのキャラメル。1粒食べると一食分食べたようにすぐに満腹になれる。ただし満腹の時に食べると、栄養が脳にまで行き渡りすぎて半年から1年ほどの間冬眠に入ってしまう。
元は本作のプロトタイプとなる作品「不思議駄菓子屋」に登場したもの。アニメ版でも同作の内容が映像化された。
- 分身風船ガム（TV版第30話・第104話）

噛んで膨らませると自分そっくりの分身を生み出せる。使用中は自分の姿が別人に変化するため、他人に気付かれることはない。付属させたい能力を思い浮かべながら使った場合はその通りの分身が出来上がり、頼み事をすれば代わりにこなしてくれる。
付属している銀色の針で刺せば破裂して消せるが、先に作った分身を消す前に次の分身を作ろうとすると自分の記憶が消えてしまう。
- ご機嫌ハニー

甘くとろける蜂蜜。怒っている人に一匙舐めさせると機嫌が良くなり仲直りできる。ただし同じ人には1回しか効かないため、同じことで怒らせてしまうと意味がなくなる。
- 着こなしおこし

食べるとあらゆる服を美しく着こなせるようになるおこし。「ぴったりナッツ」とは異なり、どんなに奇抜なデザインの服でも似合っているように見える。
- 昼寝ラムネ

1粒食べると30分間昼寝できるようになるラムネ。ただしコーヒーを飲んだ後に食べると1週間悪夢にうなされてしまう。
- おまけ甘酒

米麴が使われたノンアルコールの甘酒。飲むと買い物をした際に何かしらのおまけが貰えるようになる。ただしおまけを断ると、どんなに高い物を買っても欲しくない物が手に入ってしまう。
- 仲間サブレ

鳩の形をしたサブレ。友達になりたい相手に食べさせるとその人と仲良くなれる。ただし食べた相手は使用者とずっと一緒に居たがるようになり、鬱陶しがって誘いを断ると全員から仲間外れにされてしまう。
- ボッチポテチ

塩味のポテトチップス。食べると1人きりになれる。ただし効き目が強いので飲み物と一緒に食べなければならず、一気食いすると一生孤独になってしまう。
- うそつくナッツ

スパイスを効かせたカレー味のナッツ。食べてから相手を指差して「うそつくなかれー！」と言うと、その相手は嘘をつけなくなる。ただし相手がカレーを食べてから24時間はスパイスの相互作用で嘘つきに戻ってしまう。
- ライヤージンジャー

喉ごしの良いジンジャーエール。飲むと嘘がすらすらとつけるようになる。ただし善意のある嘘にしか効果を発揮せず、悪意を持って嘘をつくと全てが嘘だと思われて信用されなくなる。

#### 「にゃははな毎日 銭天堂の招き猫たち」
- お見せドールハウス

付属している白い厚紙で出来た人形に名前を書き込むと、その人物そっくりの姿に変わる（本名でなくとも可能）。この人形が相手と同じように動き、自分の見たい光景を人形劇のように見られる。
- 琥珀あめ

1つ1つに思い出や気持ちを封じ込める事が出来る飴。飴を他人に食べさせると、相手にその込められた思いが伝わる。
ただし1日に1つずつ食べなければ効き目が強く表れてしまい、込められた思いの内容に強く囚われてしまう。
- 雨上がりあめ

雫の形をした飴。舐めると雨があがるように心の中の悲しみが消える。ただし、食べ過ぎると涙が止まらなくなる事がある。
- なつかしおこし

食べると心の奥底にしまってある強い想いや記憶を掘り起こす。ただし一度に全部食べてしまうと懐かしさの虜となってしまい、久し振りに帰った故郷から離れられなくなってしまうといった事が起こる恐れがある。
- おしゃれサブレ

食べるとおしゃれになる。原作シリーズでも名称のみ登場しており、表紙のイラストなどでも登場している。
実写映画では実際に購入されており、菓子の形状はリボンの形をしている。また、「食べると自分に似合う服が光って見える」という効果が追加されている。ただし自分が手を出せないような高価な服であっても光ってしまう。
- 猫目アメ

食べると夜目が効くようになり、暗闇でも物を見通せるようになる。原作シリーズでも、名称や表紙のイラストで登場している。
実写映画では「食べた後に猫の鳴き真似をすると、暗闇で猫のように目が光ってしまう」という副作用が判明している。
- マッチョーレオーレ

飲むと筋肉が付き、マッチョな体形になれる。原作では第15巻で名前だけ登場し、それ以前にも表紙のイラストなどで登場している。

#### 番外編「あやし、おそろし、天獄園」
- 闇憑きポップコーン※

「よどみのキャンディショップ」で売られている商品。善人に食べさせると闇に取り憑かれ、性悪な性格に豹変する。元から性根のねじくれ曲がった人間が一粒でも食べた場合、ポップコーンそのものに取り憑かれ際限なくポップコーンを求めるようになり、まさにその名の通りの「やみつき」状態と化す。しかもそうなってしまえば他の食べ物を口にしても味を感じる事が出来なくなり、このポップコーンでしか飢えを満たせなくなる（作中の怪童の台詞を見る限り、性格に問題のある人間ほど「闇憑きポップコーン」に引き寄せられる模様）。ただし、ポップコーンを食べた人物を心から心配してくれている人からの差し入れを食べれば効果は消える。
なお怪童は働き者のスタッフを手に入れたい時は、この「闇憑きポップコーン」に取り憑かれた人間にいくらでもポップコーンを食べさせてやる見返りとして天獄園で働かせる、といった手段を用いている。
- 悪夢ジャム※

「よどみのキャンディショップ」で売られている商品。よどみ曰く、食べた人間は悪夢ばかり見てしまうらしい。
- 欲かむガム※

「よどみのキャンディショップ」で売られている商品。瓶詰めの風船ガム。欲しい物を思い浮かべながらガムを膨らませるとその欲しい物が風船の中に浮かび上がり、風船を割ると手に入る（よどみ曰く、能力などの形の無いものでも可能との事）。
ただし膨らませる度に使用者の中から欲がどんどん抜けていき、ありったけの欲望を詰め込んで膨らませると、欲を使い果たして空気の抜けた風船のような姿となってしまう。
- レスキュウリ○

清め塩をもみ込み霊山の霊水で冷やしたキュウリ。食べると危機に見舞われた人を救出（レスキュー）出来る。ただし使えるのは1回だけ。
- 毒々ドリンク、夜更かし菓子※

いずれも天獄園のスタッフの休憩時間に提供されている。異様なほどに甘く、口にすると体から一気に疲れが抜け落ちる。ただし中毒性も強い代物で、「危険なうまさがある」とスタッフは評している。

#### 番外編「よどみ」
- あこぎおはぎ※

食べるとあくどい商売をするほど金持ちになれる。
- からからカステラ※

食べると金運が流れ込んでくる代わりに、心が満ち足りなくなって最後には最も大切な物を失う。
- 棚ぼたもち※

食べると周囲の運を吸い取って幸せな気分になれる（よどみ曰く、何も努力しないのにあれこれ欲しがる人間ほど効果を発揮しやすいらしい）。ただし最後は不幸のどん底に落とされる。
- あやつり人形焼き※

ピエロ型の人形焼き。自分の思い通りにしたい相手のことを考えながら食べると、その相手に細い糸が巻き付いて意のままに操れる。ただしよどみに代金を支払った後は使用者と相手の立場が逆転し、逆に今まで操ってきた対象に操られることになってしまう。
- 略奪愛ス※

食べると相手から恋人を横取りできる。ただし恋人を手に入れた途端相手のことが好きでなくなってしまう。
- 忘れな草もち※

相手に食べさせると使用者の存在を片時も忘れられなくなる。
- ヒロインコインチョコ

食べると自分のことが物語のヒロインのように愛おしくてたまらなくなり、ネガティブな考えも前向きに感じられるようになる。
- ねこばばババロア※

食べると相手の持ち物をネコババできるようになるが、1回ネコババするごとに老けていってしまう。
- 腐らせリンゴあめ※

食べると心の芯が腐って気弱な性格になってしまう。
- グランプリン※

食べるとどんな賞も取れるが、獲得しても嬉しくなくなってしまう。
- 心配パイ※

食べるとあらゆることが心配になってしまう。
- きもモカ※

飲むとどんなに人気者でも気持ち悪がられてしまう。
- ただバターサンド※

食べるとどんなに辛いことでもタダで引き受けたくなる。
- ぼんくらボンボン※

食べるとボンクラな性格になる。
- おじゃま虫パン※

食べるとあらゆることに邪魔が入ってしまう。
- そこのけソーダ※

飲むと先行している車に邪魔されずに車を運転できる。ただし覆面パトカーには効果を発揮しないので、逆に逮捕されやすくなる。

### Webオリジナル
- きっちりがま口[13]

欲しい物を紙に書き入れると、その代金に達するまで無駄遣いをしなくなる。ただし目当ての商品の購入前に他の物を買うためにお金を出そうとすると、がま口に指を噛まれて阻止される。
- ミステリーヌ[14]

緑色の粉砂糖でクエスチョンマークが描かれたチョコレートケーキ。食べると謎解きの達人になり、謎解きクイズの答えやミステリーの犯人がすぐに分かるようになる。
ただし注意事項にも書かれている通り、世の中には謎のままにしておいた方がいい事もあるため、好奇心に任せて謎解きを続けていると危険な目に遭う恐れがある。

### 公式サイト「ふしぎ駄菓子図鑑」オリジナル
- マスターチョップスティック

箸そっくりの2本1組のスナック菓子。食べると箸の達人になれる。
- 甘えん棒

食べると甘えん坊になれるキャンディ。食べ過ぎた時用の「しっかりかりん糖」も付属している。
- こんこん雪砂糖

食べると雪を降らせられる氷砂糖。ただし、一度に3つ以上食べると猛吹雪になってしまう。

### アニメ版オリジナル
- リプレイプリン（TV版第105話）

食べると後悔した日に戻ることができる。ただし容器を逆さまに引っくり返してから取り出さなければならず、使用者が結果に満足しないと何度も後悔した日を繰り返してしまう。
- 軽々カルメ焼き（TV版第108話）

食べるとどんなに重い物でも簡単に持ち上げられるようになるカルメ焼き。ただし、人間を持ち上げた場合は効果が消える。
- 迷宮メロンパン（TV版第113話）

食べると巨大迷路の中に入って、スリル満点の脱出ゲームが楽しめるメロンパン。迷路内にいる敵に捕まると入口に戻される。ただし1人用なので、複数人で分け合って食べると迷路から出られなくなってしまう。　
- 離れん花火（TV版第131話）

瓶の中に入った2つセットの線香花火。2人で火を付けて使い、この火が灯っている間は離れ離れにならない。火を消せば効果が消えるが、2つとも同時に消そうとしないと消えないようになっている。また、互いの離れたくない思いが強いほど火が強くなる。
- くるくるなつかしシェーク（TV版第134話）

花柄のグラスに入った、上にサクランボが乗っているシェーク。ストローで混ぜて飲むとタイムスリップし、その人にとって懐かしい時間をもう一度見られる。
ただし最初に飲んだ人の思い出に他の人が入ると、元の世界に戻れなくなってしまう。
作中では試作品として制作されたが、副作用の危険性を鑑みたこがねの判断で正式な商品化には至らなかった。
- 論破パン（TV版第136話）

ジャムとクリームが使われた、唇を模したパン。食べるとどんな相手でも言い負かす事が出来るようになる。ただし矛盾した根拠でなんでもかんでも論破しようとすると、逆に相手から信用されなくなる。
- 立体焼き（TV版第146話）

食べてから絵や画像に触れると、その対象を実体化できる。ただし心から接しないと、相手の心が離れていってしまう。

### 北海道新聞道新こども新聞『週刊まなぶん』オリジナル
- 初夢わたあめ

フルーツ味の氷砂糖が散りばめられた綿飴。新年に食べると見た初夢が正夢になる。真東に頭を向けて寝れば良い夢を見られるが、それ以外の方角に向けて寝ると悪夢を見てしまう。

### ゲーム版「ふしぎ駄菓子話50選」オリジナル
- ラブどっちボール

ドッジボール型のイチゴ味のチョコレート。食べた人自身にしか見えない神様が現れ、恋愛のサポートをしてくれる。ただし選択肢を3回間違えるとその恋は成就しなくなるほか、友人関係などといった恋愛以外のことは対象外。
- モンキーバナナチョコ

バナナ味の棒付きチョコレート。食べると猿のように運動神経がよくなる。ただし1日に2本以上食べると猿に変身してしまう。バナナを食べればこれを防げる。
- シンパインアメ

袋入りのパイナップル味の飴。食べると身近な人がとても心配してくれるようになる。効果が持続するのは3日間。ただし食べすぎると周囲が過保護になってしまうほか、お腹を壊す可能性もある。
- ネバーギブアップル

リンゴ味の飴。食べると不屈の闘志が湧き、どんなことも諦めずにやり遂げられるようになる。ただし頑張る決心が出来るようになるだけで、自分の能力は変わらない。
- セレブリティー

金色と赤色の装飾がされたレモンティー。飲むとセレブのような暮らしができるようになる。ただしセレブらしくないことをすると周囲に失望される。
- カップルヌードル

ピンク色のパッケージに入ったカップラーメン。好きな相手に1口食べさせるとカップルになれる。ただしそれ以上食べさせてしまうと関係は進展しない。また、自分で食べると自信が付く。
- なんかヨウカイ

妖怪の絵が描かれた、粘着力のあるカードのセット。絵柄の妖怪を呼び出し、願い事を叶えてくれる。ただし石鹸で洗った手で触って粘着力が無くなると、妖怪を呼び出せなくなってしまう。
- のびのびガム

青リンゴ味のガム。食べるとのびのびとしたおおらかな性格になる。ただし1日1枚以上食べると何でも先延ばしをするようになってしまう。
- 再会紙風船

白と黄色の紙風船。膨らませると夢で会いたい人と再会できる。ただし破裂させると会った人に関する記憶を忘れてしまう。
- オレンチシャーベット

カップ入りのシャーベット。憧れる家の人に食べさせると、自分もその家族の一員になれる。元の家には使用者そっくりの偽物が自分の代わりに出現するが、帰りたくなった場合は家族に自分が本物という証明をしなければならない。
- 寝棒ゼリー

羊の頭が付いた棒状のゼリー。食べるとどんなに夜更かししても眠くならなくなる。ただし寝なかった分の時間は起きている間に少しの間気を失うことでまとめて支払うことになる。それでも食べ続けた場合ゼリーで出来た熊に襲われてしまう（説明書には「大きなクマが現れてしまう」とあるが隈ではない）が、付属の鈴を鳴らせば追い払える。
- オンリーミーントガム

箱に入ったミント味のガム。兄弟の名前を思い浮かべながら噛むと、その人がいなくなる。膨らませて破裂させればその兄弟は戻ってくるが、溶けて無くなるタイプなので慣れていないと難しい。
- バカンスゼリー

食べると遠くのビーチに飛ばされ、バカンスを楽しめるコーヒーゼリー。ただし日没までに招き猫のある場所に帰らないと、闇に取り込まれてしまう。間に合わなかった場合でも、緊急のタクシーが呼べる電話ボックスがビーチに設置されている。
- イロメガネチョコ

サングラス型の容器に入ったチョコレート。食べた後にサングラスを覗くと、覗いた人がその本性に応じた妖怪に見えるようになる。何の種類かは教えてくれないため、事前に妖怪に関する知識が必要。
- 寄っちゃウエハース

磁石のような見た目のウエハース。食べると様々な人が自分のところに寄ってくる。ただし2箇所以上で同時に食べると、害獣や害虫までもが寄ってきてしまう。
- 武道ブドウ

茎で繋がっているブドウ味のグミ。食べると武道が上手くなる。ただし力の制御には相応の練習が必要で、食べた粒が大きいほど求められる練習量はより大きくなる。
- 友だちのワッカドーナツ

イチゴ味とビターチョコ味のドーナツのセット。イチゴ味を食べると新しい友達を作れるが、元々の友達とは疎遠になってしまう。ビターチョコ味を食べれば元に戻る。
- あっせんべい

醤油味の煎餅。食べると自分に合った仕事を見つけられる。ただし斡旋された仕事を断ったり蔑ろに扱うと、自分の大切なものを失ってしまう。
- おどろおどろボーロ

白砂糖と目玉型のチョコチップが使われたボーロ。食べると相手を怖がらせることができる。ただし、食べ過ぎるとやりすぎなレベルで怖がられてしまうため、1つだけ食べれば程々の効き目になる。
- ガチガチキャンディー

ダイヤモンドのようなカッティングが施された飴。食べると体の一部がダイヤモンドのように硬くさせることができる。ただし全部舐め切ると体がダイヤモンドになってしまうため、途中で捨てなければならない。
- 都会っ子昆布

箱入りのしょっぱい塩昆布。食べると自分の地域に関するとっておきの情報を知ることができる。1枚につき効果は1時間。ただし1分以上かけてじっくり食べないと、自分の故郷に関する記憶が消えてしまう。そうなった場合、故郷の特産品を食べれば記憶が戻る。
- ミステリーティラミス

食べてから呪文を唱えると不思議な存在を呼び出せる。ただし呼び出した存在を撮影してはならず、もしも写真を撮ると連れ去られてしまう。
- ハイチーズあられ

チーズ味のあられ。食べるとアイドルのように自然な笑顔を作れるようになる。ただし写真に写る時は「はいチーズ！」と言わないと、逆に周囲から不自然に見られてしまう。
- 本音ドーナッツ

イチゴ味のチョコレートが掛かった、唇型のドーナツ。食べると自分の本音を言えるようになる。効果が持続するのは8時間。
- 水に流し鉄砲

この水鉄砲から発射された水を当てれば、どんなに怒っている相手でも許してもらえる。ただし水はミネラルウォーターでなければならない。
- ラグビール

ビール風のジュース。飲むとラグビーが上手になる。ただし無理をし過ぎると効果が発揮されない。
- うめージャム

梅味のジャム。パンに塗ってから食べるとパン作りが上手くなる。ただし引っ越すと効果が消える。
- ごほうびクッキー

星型のクッキー。1日の最初に食べてから努力すると、その日の終わりに周囲からご褒美が貰える。ただし相応に頑張らないとご褒美は貰えない。
- オーケーケーキ

「OK」の形をしたバームクーヘン。食べるとどんなに無茶な条件を出しても相手からOKを貰える。ただし使用者の能力は変わらないことに加え、2回目以降は貰えない場合もある。
- シンデレラ風味のカボチャプリン

袋入りになっているカボチャ味の小さなプリン。食べると自分の服が美しいドレスになる。ただし夜の12時になるとそのドレスはボロボロの布切れになってしまう。加えてドレスのデザインはこちらで決められない上、靴・鞄・アクセサリーといった服以外の物は自分で準備する必要がある。
- ラッキーハッピークッキー

四葉のクローバーの形をしたクッキー。食べると運が良くなる。ただし雨の日に取っておくと効果が無くなるため、すぐに食べた方がいい。
- 月とすっぽん菓子

三日月の包装紙に包まれたポン菓子。格上の相手を思い浮かべながら毎日1粒ずつ食べると、その人の才能や能力を少しだけ吸い取れる。ただし途中で食べるのをやめると、逆に自分の能力が下がってしまう。
- 万華鏡花火

花火の柄が描かれた万華鏡。覗くと花火が見える（回転させれば形も変わる）上、空に向ければ実際に発射することもできる。ただし覗いている間人に向けてはならない。
- 雪女アイス

ブドウ味のアイスキャンディー。食べるとどんな寒がりな人でも寒くなくなる。ただし「ハルトオカラジ」と唱えないと冷たい性格になってしまう。
- バチバチロシアンルーレットガム

小さな箱に入った丸いガム。ピンク（桃味）・水色（ソーダ味）・紫（ブドウ味）・オレンジ（オレンジ味）の4色がセットになっており、これを食べて幸運になるか不運になるかは食べた人次第。当たりを食べれば幸運なことが起こるが、ハズレを食べてしまうと口の中で爆発してしまう。
- タイヤ焼き

銀箔が貼られた今川焼き。食べると運転が上手くなる。ただし調子に乗るとトラブルになる。
- 巻き戻しベーゴマ

回すと時間を巻き戻せる。ただし自分で使わないと効果が出ない上、ベーゴマが消えてしまうことがある。
- 口約束メモ帳

口が描かれたメモ帳。口約束をすると自動でその内容が記される。ただし約束に関する準備などは書いてくれない。
- ハシールシール

急いで走っている人のシルエットが描かれたシール。靴の裏に貼り付けると足が速くなる。ただし粘着力が弱く剥がれやすい。
- クロデッサン

食べるとデッサンが上達する。ただし描いた対象は絵の中に閉じ込められてしまう。
- メビウスドーナツ

8個入りのドーナツ。会いたくない人を思い浮かべながら食べると、その相手と二度と会えなくなる。多く食べるほど効果は強くなるが、全部食べてしまうと効果が消える。
- エピ剣（エピソード）

剣の形をしたおもちゃ。振ると相手のエピソードトークを聞くことができる。ただし状況を考えないで使うと1日中エピソードトークを聞かされる羽目になる。
- ホリデースタンプ

ヤシの木が描かれたハンコ。カレンダーに押すとその日が休日になる。ただし後先を考えずに使うと大変なことになる。スタンプの押されたカレンダーを破れば効果を取り消せる。
- プレミあめ

蜂蜜味の飴。食べるとどんなにみすぼらしい物にもプレミアが付く。
- 交換ようかん

食べると欲しい物を自分の持ち物と交換で手に入れられる。ただし何でもかんでも貰えるわけではなく、対象に応じてより貴重な物が必要になる。
- 忘れん棒きなこ

食べると自分の名前以外のあらゆる記憶を忘れてしまう。

### 実写映画版オリジナル
- 瞬間冷糖

氷の形をした飴で、1粒食べると体が涼しくなる。しかし一度に沢山食べると、一瞬で体が凍り付いてしまう。
- うらめしパン

恨めしい事を思いながら食べると、その恨めしさが消える。しかし途中で食べるのをやめると、逆に恨めしさが倍になってしまう。
劇中では実際に使用されておらず、パンフレットにて効果が判明した。

## 作風とテーマ
本シリーズの物語のテーマは「世の中うまいことばかりがおきるわけではない。欲を出し過ぎると失敗する」と「幸せも不幸も、自分で選べる」である。
本シリーズは、駄菓子屋「銭天堂」を訪れた客が、店主の紅子から不思議な効能のある駄菓子を買い、悩みを解決したり、願いをかなえるという筋書きとなっている。ただし、ハッピーエンド一辺倒ではなく、商品の注意書きを守らずに食べた者がトラブルに遭う場面も描かれている。
たとえば、専用の釣り竿で釣り糸をバケツの中に垂らすと鯛焼きが釣れる「釣り鯛焼き」は、専用の釣り竿以外のものを使うと、持ち主が本物の海に引き込まれてしまう。
また、ライターの飯田一史は、本シリーズの登場人物には、大人が思うような「いい子」ばかりではなく、約束を反故にしたり誘惑に負ける者が多いとしつつも、「こうあるべき」という押し付けではなく「人間って、そんなもんだよね」という共感を集めるところが、子どもに好かれる理由ではないかとし、『ドラえもん』や『かいけつゾロリ』の登場人物にも通ずると朝日新聞の記事に寄せたコメントにて述べている。

## 製作背景
もともとお気に入りのイラストレーター・jyajyaのウェブサイトに雰囲気のある横町や路地の絵を見つけて興味を持ち、このような場所にある店について考える中で、「魔法のようなお菓子を売る駄菓子屋」の案を思いつき、その店主である紅子や「銭天堂」という店名などといったアイデアが一気にまとめて出来上がった。
その後、本シリーズの出版が決まり、廣嶋玲子の指名でjyajyaが挿絵を描くこととなった。
駄菓子のアイデアは、廣嶋の願望などがもとになって生まれる。前述の「釣り鯛焼き」は、「大好物の鯛焼きたくさん食べたい」という願い、と「鯛焼きを自分で釣ることができたらいいのに」という望みをもとに生み出された。
また、願望だけでなく実体験がもとになった駄菓子も存在する。たとえば、無くした者や秘密などを見つけやすくする「ホームズビーンズ」は部屋の中にあったはずの物が見つからないという経験がヒントになっている。

## 既刊一覧
- 廣嶋玲子（著） / jyajya（挿絵） 『ふしぎ駄菓子屋 銭天堂』 偕成社、全20巻（2013年5月～2023年9月）
  1. 2013年5月発行、ISBN 978-4-03-635610-2
  2. 2014年1月発行、ISBN 978-4-03-635620-1
  3. 2014年8月発行、ISBN 978-4-03-635630-0
  4. 2015年5月発行、ISBN 978-4-03-635640-9
  5. 2015年9月発行、ISBN 978-4-03-635650-8
  6. 2016年5月発行、ISBN 978-4-03-635660-7
  7. 2017年2月発行、ISBN 978-4-03-635670-6
  8. 2017年10月発行、 ISBN 978-4-03-635680-5
  9. 2018年4月発行、 ISBN 978-4-03-635690-4
  10. 2018年10月発行、ISBN 978-4-03-635700-0
  11. 2019年4月発行、ISBN 978-4-03-635710-9
  12. 2019年10月発行、ISBN 978-4-03-635720-8
    - 第12巻から第2シーズンとなっている。

  13. 2020年4月発行、ISBN 978-4-03-635730-7
  14. 2020年9月発行、ISBN 978-4-03-635740-6
  15. 2021年4月発行、ISBN 978-4-03-635750-5
  16. 2021年9月発行、ISBN 978-4-03-635760-4
  17. 2022年4月発行、ISBN 978-4-03-635770-3
  18. 2022年9月発行、ISBN 978-4-03-635780-2
  19. 2023年4月発行、ISBN 978-4-03-635790-1
  20. 2023年9月発行、ISBN 978-4-03-635800-7
- 廣嶋玲子（著） / jyajya（挿絵） 『ふしぎ駄菓子屋 銭天堂 吉凶通り』 偕成社、既刊3巻（2025年4月現在）
  1. 2024年4月発行、ISBN 978-4-03-635870-0
  2. 2024年9月発行、ISBN 978-4-03-635880-9
  3. 2025年4月発行、ISBN 978-4-03-635890-8
- 廣嶋玲子（著） / jyajya（挿絵） 『ふしぎ駄菓子屋銭天堂にようこそ 公式ガイドブック』2021年1月発行、偕成社、ISBN 978-4-03-635600-3
- 廣嶋玲子（著） / jyajya（挿絵） 『にゃははな毎日 銭天堂の招き猫たち』2023年11月発行、偕成社、ISBN 978-4-03-635590-7
- 廣嶋玲子（著） / jyajya（挿絵） 『あやし、おそろし、天獄園 銭天堂 番外編』 偕成社、既刊2巻（2024年7月現在）
  1. 2022年11月発行、ISBN 978-4-03-635850-2
  2. 2024年7月発行、ISBN 978-4-03-635860-1
- 廣嶋玲子（著） / jyajya（挿絵） 『よどみ 銭天堂番外編』2025年6月発行、偕成社、ISBN 978-4-03-635950-9

## 反響
朝日新聞の中井なつみによると、願いが叶う駄菓子を手にした登場人物に対して羨望が芽生える一方、今後の展開が気になるスリルも味わえるというバランスを気に入り、親子の愛読者も少なくないとされている。

## 映画

### アニメ映画
『ふしぎ駄菓子屋 銭天堂 つり鯛焼き』のタイトル、東映まんがまつり枠で公開された。オープニング・エンディングの監督は宇治茶が務め、宇治が得意とする「ゲキメーション」で描かれている。
当初は2020年4月24日に公開予定だったが、新型コロナウイルスの感染拡大に伴う政府および関係機関等の方針により公開延期となり、緊急事態宣言の解除に伴い同年8月14日に公開された。

#### スタッフ
- 原作：廣嶋玲子・作、jyajya・絵（偕成社）
- 監督：富岡聡（カナバングラフィックス）
- 脚本：小林雄次
- 音楽：未知瑠
- 配給：東映
- アニメーション制作：東映アニメーション
- 製作：2020東映まんがまつり製作委員会[6]

### 実写映画
同名タイトルで、2024年12月13日に公開された。監督は中田秀夫、主演は天海祐希。

#### キャスト
紅子（べにこ）
演 - 天海祐希
不思議な駄菓子屋「銭天堂」店主。
等々力小太郎（とどろき こたろう）
演 - 大橋和也
小学校の新米教師。5年生の担任。オリジナルキャラクター。
相田陽子（あいだ ようこ）
演 - 伊原六花
ファッション雑誌「エレガンス」編集者。小太郎の大学時代の後輩。
よどみ
演 - 上白石萌音
謎の駄菓子屋「たたりめ堂」店主。
等々力まどか（とどろき まどか）
演 - 平澤宏々路
小太郎の妹。美術予備校に通っている。
如月百合子（きさらぎ ゆりこ）
演 - 伊礼姫奈
まどかとともに美大受験を目指し、同じ予備校に通っている。
大野藍花（おおの あいか）
演 - 白山乃愛
小太郎の生徒。ものまねタレント志望。
水野雄太（みずの ゆうた）
演 - 番家天嵩
小太郎の生徒。テストでいい点を取りたいと願っている。
氷室こづえ（ひむろ こづえ）
演 - 今濱夕輝乃
小太郎の生徒。「もてもてもち」を食べた同級生から告白される。
浅井真美子（あさい まみこ）
演 - 山本未來
ファッション雑誌「エレガンス」の編集長。
本郷隼人（ほんごう はやと）
演 - 渡邊圭祐
「エレガンス」の編集部員。洋子の先輩。
等々力紀子（とどろき のりこ）
演 - 田中里衣
小太郎とまどかの母。
有馬みつお（ありま みつお）
演 - じろう（シソンヌ）
小学校の教師。小太郎の同僚。

### その他の登場キャラクター
墨丸
演 - カール
不思議な駄菓子屋「銭天堂」店主の飼い猫。
不幸虫
演 - 不明
銭天堂の駄菓子が客に不幸をもたらしたり、客が後悔したりすると、生まれる。

#### スタッフ（実写映画）
- 原作：廣嶋玲子・作 / jyajya・絵『ふしぎ駄菓子屋 銭天堂』シリーズ（偕成社刊）[21]
- 監督：中田秀夫
- 脚本：吉田玲子[5]
- 音楽：横山克[26]
- 主題歌：水曜日のカンパネラ「願いはぎょうさん」（Atlantic Japan / Warner Music Japan）[27]
- 製作：遠藤徹哉、市川南、岡田美穂、川口義宏、冨田賢太郎、今村雄二、弓矢政法、渡辺章仁、奥村景二、川村龍夫、出來由紀子、檜原麻希、小林和之、五十嵐淳之[26]
- 企画・プロデュース：椿宜和、上田太地[26]
- プロデューサー：今安玲子、稲垣優[26]
- プロダクション統括：稲葉尚人[26]
- 撮影：今井孝博[26]
- 照明：水野研一[26]
- 美術：塚本周作[26]
- 録音：高須賀健吾[26]
- 編集：高橋信之[26]
- スクリプター：吉田久美子[26]
- 音響効果：大河原将[26]
- 装飾：野田純平[26]
- スタイリスト：加藤哲也[26]
- ヘアメイク：外丸愛[26]
- ヘアメイク（天海祐希担当）：竹下フミ[26]
- 特殊メイク：中田彰輝[26]
- CGクリエイティブアーティスト：中島颯星[26]
- VFXプロデューサー：迫田憲二[26]
- 助監督：佐伯竜一[26]
- 製作担当：前芝啓介[26]
- ラインプロデューサー：安田邦弘[26]
- 配給：東宝[21]
- 制作プロダクション：KADOKAWA[21]
- 製作幹事：KADOKAWA、東宝
- 製作：映画「ふしぎ駄菓子屋 銭天堂」製作委員会（KADOKAWA、東宝、関西テレビ放送、リバーストーン・ワールド、研音、偕成社、ジェイアール東日本企画、ローソン、日本出版販売、ケイパーク、フォスター、ニッポン放送、ワーナーミュージック・ジャパン、ムービーウォーカー）[21]

## テレビアニメ
2020年9月8日よりNHK Eテレにて放送中。2022年4月8日以降の放送からは一部スタッフが変更となり、同時に3DCGアニメから2Dセルアニメの作風にリニューアルしている。

### スタッフ（テレビアニメ）
|                              | 2020年9月 - 2022年3月  | 2022年4月 - 2023年3月  | 2023年4月- 2023年8月   | 2023年9月-             |
| ---------------------------- | ---------------------- | ---------------------- | ---------------------- | ---------------------- |
| 原作                         | 廣嶋玲子、jyajya       | 廣嶋玲子、jyajya       | 廣嶋玲子、jyajya       | 廣嶋玲子、jyajya       |
| 企画                         | 鷲尾天、今村正樹       | 鷲尾天、今村正樹       | 鷲尾天、今村正樹       | 鷲尾天、今村正樹       |
| 企画                         | 田邊良成               | 柴田裕司               | 柴田裕司               | 柴田裕司               |
| 監督                         | 富岡聡                 | 小野勝巳               | 小野勝巳               | 小野勝巳               |
| シリーズ構成                 | 小林雄次               | 小林雄次               | 小林雄次               | 小林雄次               |
| キャラクターデザイン         | 関厚人                 | 渡辺はじめ             | 横田明美               | 原憲一                 |
| 総作画監督                   | -                      | 渡辺はじめ             | 原憲一                 | 原憲一                 |
| プロップデザイン             | 関厚人                 | 佐藤よしひろ           | 安倍麻衣子             | 安倍麻衣子             |
| 美術監督                     | 古部満敬               | 中村典史(スタジオなや) | 中村典史(スタジオなや) | 中村典史(スタジオなや) |
| 色彩設計                     | -                      | 横井正人               | 横井正人               | 横井正人               |
| 撮影監督                     | -                      | 枝光弘明               | 小町哲                 | 小町哲                 |
| 編集                         | -                      | 楫野允史               | 楫野允史               | 楫野允史               |
| 音響監督                     | 松田悟                 | 松田悟                 | 松田悟                 | 松田悟                 |
| 音響効果                     | 白石唯果               | 白石唯果               | 白石唯果               | 白石唯果               |
| 音楽                         | 未知瑠                 | 未知瑠                 | 未知瑠                 | 未知瑠                 |
| プロデューサー               | 柳川あかり             | 伊藤志穂               | 伊藤志穂               | 伊藤志穂               |
| プロデューサー               | 早坂寛                 |                        |                        |                        |
| プロデューサー               | 野島恵里               | 野島恵里               | 角学                   | 角学                   |
| アニメーションプロデューサー | -                      | 市川正純               | 黒田博亮               | 黒田博亮               |
| アニメーション制作           | 東映アニメーション     | 東映アニメーション     | 東映アニメーション     | 東映アニメーション     |
| アニメーション制作           | カナバングラフィックス | ぎゃろっぷ             | ぎゃろっぷ             | ぎゃろっぷ             |
| 制作・著作                   | 銭天堂製作委員会       | 銭天堂製作委員会       | 銭天堂製作委員会       | 銭天堂製作委員会       |

### 主題歌
「奇想天外ふしぎをどうぞ」
野田愛実によるオープニングテーマ。作詞は六ツ見純代、作曲と編曲は福田陽司。
「はにゃ○満点、銭天堂。」
KOCHOによるエンディングテーマ。作詞はKOCHO、作曲と編曲は坂東邑真。

### 各話リスト
| 話数    | サブタイトル                                 | 初放送日       |
| ------- | -------------------------------------------- | -------------- |
| 第1話   | 型ぬき人魚グミ                               | 2020年 9月8日  |
| 第2話   | 猛獣ビスケット                               | 9月15日        |
| 第3話   | ホーンテッドアイス                           | 9月22日        |
| 第4話   | カリスマボンボン                             | 10月6日        |
| 第5話   | クッキングツリー                             | 10月13日       |
| 第6話   | 怪盗ロールパン                               | 10月20日       |
| 第7話   | ミュージックスナック                         | 10月27日       |
| 第8話   | ドクターラムネキット 前編                    | 11月10日       |
| 第9話   | ドクターラムネキット 後編                    | 11月17日       |
| 第10話  | おもてなしティー                             | 11月24日       |
| 第11話  | 獏ばくもなか 前編                            | 12月8日        |
| 第12話  | 獏ばくもなか 後編                            | 12月15日       |
| 第13話  | 絵馬せんべい                                 | 12月22日       |
| 第14話  | ミイラムネ                                   | 2021年 1月5日  |
| 第15話  | ヤマ缶詰とずるずるあげもち                   | 1月12日        |
| 第16話  | ウルフまんじゅう                             | 1月26日        |
| 第17話  | ゴブリンチョコエッグ                         | 2月2日         |
| 第18話  | 虫歯あられ                                   | 2月16日        |
| 第19話  | 虹色水あめ 前編                              | 2月23日        |
| 第20話  | 虹色水あめ 後編                              | 3月2日         |
| 第21話  | お稲荷せんべい                               | 4月6日         |
| 第22話  | しわとり梅干し                               | 4月13日        |
| 第23話  | しっぺがえしメンコ                           | 4月20日        |
| 第24話  | 銭天堂と金色の招き猫                         | 4月27日        |
| 第25話  | 新品ピン                                     | 5月11日        |
| 第26話  | おじょうさまココア                           | 5月18日        |
| 第27話  | イケ面                                       | 5月25日        |
| 第28話  | スピーチジュース 前編                        | 6月8日         |
| 第29話  | スピーチジュース 後編                        | 6月15日        |
| 第30話  | 銭天堂、危機一髪                             | 6月22日        |
| 第31話  | ビッグリもなか                               | 7月6日         |
| 第32話  | バランスラスク                               | 7月13日        |
| 第33話  | がまんエンピツ                               | 9月7日         |
| 第34話  | ラプンツェル・プレッツェル 前編              | 9月14日        |
| 第35話  | ラプンツェル・プレッツェル 後編              | 9月21日        |
| 第36話  | チャーミングミ                               | 9月28日        |
| 第37話  | 子守コウモリ                                 | 10月5日        |
| 第38話  | 怪童、現る                                   | 10月19日       |
| 第39話  | ドリームドーム                               | 10月26日       |
| 第40話  | 最後にわら麩と負け知らずアンズ               | 11月2日        |
| 第41話  | ハンターバターサンド                         | 11月9日        |
| 第42話  | シェフ・ショコラ                             | 11月23日       |
| 第43話  | おもてナシ                                   | 11月30日       |
| 第44話  | 餓鬼ニッキ                                   | 12月7日        |
| 第45話  | 因縁のはじまり                               | 12月14日       |
| 第46話  | ほしいイモ                                   | 2022年 1月18日 |
| 第47話  | おっかさん仮面                               | 1月25日        |
| 第48話  | 泣かんパイ                                   | 2月1日         |
| 第49話  | マスク・メロンパン                           | 2月15日        |
| 第50話  | バイリンガール                               | 2月22日        |
| 第51話  | スリスリリンゴ                               | 3月8日         |
| 第52話  | 祝福の招き猫                                 | 3月15日        |
| 第53話  | 紅子、旅に出る                               | 4月8日         |
| 第54話  | 酔わんようかん                               | 4月15日        |
| 第55話  | 肩こり地蔵まんじゅう 前編                    | 4月22日        |
| 第56話  | 肩こり地蔵まんじゅう 後編                    | 4月29日        |
| 第57話  | 写らんシール                                 | 5月13日        |
| 第58話  | 底なしイ〜カ                                 | 5月20日        |
| 第59話  | カモメアメ                                   | 5月27日        |
| 第60話  | アイディアあんこ 前編                        | 6月10日        |
| 第61話  | アイディアあんこ 後編                        | 6月17日        |
| 第62話  | ふしぎなお客様                               | 6月24日        |
| 第63話  | 天晴れレモン                                 | 7月8日         |
| 第64話  | 聞き耳グミ                                   | 7月15日        |
| 第65話  | 家カエル 前編                                | 7月22日        |
| 第66話  | 家カエル 後編                                | 7月29日        |
| 第67話  | コントロールケーキ                           | 9月2日         |
| 第68話  | 健太の秘密                                   | 9月9日         |
| 第69話  | アドベン茶∼                                  | 9月16日        |
| 第70話  | 本当の望み                                   | 9月23日        |
| 第71話  | やりなおしおこし                             | 9月30日        |
| 第72話  | 消えたよどみ                                 | 10月14日       |
| 第73話  | ダイナソーダと遺跡おかき 前編                | 10月21日       |
| 第74話  | ダイナソーダと遺跡おかき 後編                | 10月28日       |
| 第75話  | 虫よけ香水                                   | 11月11日       |
| 第76話  | チュチュットチューインガムとつまみぐいサブレ | 11月18日       |
| 第77話  | 盗まれた商品                                 | 11月25日       |
| 第78話  | バーチャルバッジ 前編                        | 12月9日        |
| 第79話  | バーチャルバッジ 後編                        | 12月16日       |
| 第80話  | いそげもちとのんびりりんご                   | 12月23日       |
| 第81話  | すいすいソーダ水と先頭糖                     | 2023年 1月20日 |
| 第82話  | 眠り貯金箱と眠れませんべい                   | 1月27日        |
| 第83話  | 引きさきイカ 前編                            | 2月10日        |
| 第84話  | 引きさきイカ 後編                            | 2月17日        |
| 第85話  | 兵糧キャラメル                               | 4月7日         |
| 第86話  | お仲間まんじゅう                             | 4月14日        |
| 第87話  | 田舎もなか                                   | 4月21日        |
| 第88話  | みせびら菓子                                 | 4月28日        |
| 第89話  | インココイン                                 | 5月12日        |
| 第90話  | 熱帯焼き                                     | 5月19日        |
| 第91話  | 見定メーター                                 | 5月26日        |
| 第92話  | 六条教授のたくらみ                           | 6月9日         |
| 第93話  | もうひとりの紅子                             | 6月16日        |
| 第94話  | いいものナゲット                             | 6月23日        |
| 第95話  | 忍者ジンジャー                               | 6月30日        |
| 第96話  | 元研究員の悩み                               | 7月14日        |
| 第97話  | デジタルト                                   | 7月21日        |
| 第98話  | ふしぎ駄菓子のできるまで                     | 7月28日        |
| 第99話  | 猛獣ビスケット、ふたたび                     | 9月1日         |
| 第100話 | その名は「銭天堂」                           | 9月8日         |
| 第101話 | とりあげもち                                 | 9月15日        |
| 第102話 | 兄弟だんご                                   | 9月22日        |
| 第103話 | 留守電でんシール                             | 10月6日        |
| 第104話 | 分身風船ガム                                 | 10月13日       |
| 第105話 | リプレイプリン                               | 10月20日       |
| 第106話 | シークレットタブレット                       | 10月27日       |
| 第107話 | サイン・コイン                               | 11月10日       |
| 第108話 | 軽々カルメ焼き                               | 11月17日       |
| 第109話 | 歌う銭天堂                                   | 11月24日       |
| 第110話 | スクープクレープ                             | 12月8日        |
| 第111話 | プレゼント扇子                               | 12月15日       |
| 第112話 | ごまかしボーロ                               | 2024年 1月19日 |
| 第113話 | 迷宮メロンパン                               | 1月26日        |
| 第114話 | チリチリチェリー                             | 2月2日         |
| 第115話 | 悪魔あめ                                     | 2月23日        |
| 第116話 | おおらか落花生                               | 3月1日         |
| 第117話 | ごめんラーメン                               | 4月5日         |
| 第118話 | 舌鼓                                         | 4月12日        |
| 第119話 | タイムライム                                 | 4月19日        |
| 第120話 | もてもてもち                                 | 4月26日        |
| 第121話 | 妖刀糖                                       | 5月10日        |
| 第122話 | ライバルバルーン                             | 5月17日        |
| 第123話 | あまえん棒                                   | 5月24日        |
| 第124話 | 夢あめ                                       | 6月7日         |
| 第125話 | 六条教授、ふたたび                           | 6月14日        |
| 第126話 | 断捨離だんご                                 | 6月21日        |
| 第127話 | いた板チョコ                                 | 7月5日         |
| 第128話 | 貧乏神ガム                                   | 7月12日        |
| 第129話 | 迫りくる危機                                 | 7月19日        |
| 第130話 | めぐり会う悪意                               | 7月26日        |
| 第131話 | 離れん花火                                   | 9月6日         |
| 第132話 | 写し柿                                       | 9月13日        |
| 第133話 | スカウトまんじゅう                           | 9月20日        |
| 第134話 | くるくるなつかしシェーク                     | 10月4日        |
| 第135話 | 景気ケーキ                                   | 10月11日       |
| 第136話 | ゴーストロベリー                             | 10月18日       |
| 第137話 | 論破パン                                     | 11月1日        |
| 第138話 | 育て手                                       | 11月8日        |
| 第139話 | 相談だんご                                   | 11月15日       |
| 第140話 | ドラマチックどら焼き                         | 12月6日        |
| 第141話 | 六条教授の新発明                             | 12月13日       |
| 第142話 | どっちウォッチ                               | 2025年 1月17日 |
| 第143話 | 優秀シュークリーム                           | 1月24日        |
| 第144話 | リメンバーチョコバー                         | 1月31日        |
| 第145話 | もとどおりんごあめ                           | 2月21日        |
| 第146話 | 立体焼き                                     | 2月28日        |
| 第147話 | つぐみ、銭天堂へ                             | 3月7日         |
| 第148話 | つぐみの願い                                 | 3月14日        |

### 放送局
| 放送期間                      | 放送時間           | 放送局    | 対象地域 | 備考        |
| ----------------------------- | ------------------ | --------- | -------- | ----------- |
| 2020年9月8日 - 2022年3月15日  | 火曜 18:45 - 18:54 | NHK Eテレ | 日本全域 | 天てれ第2部 |
| 2022年4月8日 -                | 金曜 18:40 - 18:50 | NHK Eテレ | 日本全域 |             |
| 2020年10月3日 - 2021年4月3日  | 土曜 9:20 - 9:29   | NHK Eテレ | 日本全域 | 再放送      |
| 2020年10月3日 - 2021年9月25日 | 土曜 17:25 - 17:34 | NHK Eテレ | 日本全域 | 再放送      |
| 2022年6月18日 -               | 土曜 17:45 - 17:54 | NHK Eテレ | 日本全域 | 再放送      |

| NHK Eテレ 火曜18:45 - 18:54                                                                 | NHK Eテレ 火曜18:45 - 18:54                                                     | NHK Eテレ 火曜18:45 - 18:54                                                                                          |
| 前番組                                                                                      | 番組名                                                                          | 次番組 |
| ------------------------------------------------------------------------------------------- | ------------------------------------------------------------------------------- | --- |
| ブレーカーズ （2020年1月7日 - 9月1日）                                                      | ふしぎ駄菓子屋 銭天堂 （2020年9月8日 - 2022年3月15日） - ※本番組まで天てれ第2部 | ピタゴラスイッチ （2022年4月5日 - ） ※18:40 - 18:50忍たま乱太郎 （2022年4月5日 - ） ※18:50 - 19:00 - ※いずれも帯番組 |
| NHK Eテレ 金曜 18:40 - 18:50                                                                |                                                                                 | |
| ビットワールド （2017年4月7日 - 2022年3月25日） ※18:20 - 18:55 - ※同日17:35 - 18:00に移設。 | ふしぎ駄菓子屋 銭天堂 （2022年4月8日 - ）                                       | - |

### DVD
全て日本コロムビアより発売。
| 巻数 | 発売日         | 収録話            | 品番      |
| ---- | -------------- | ----------------- | --------- |
| 1    | 2021年8月25日  | 第1話 - 第10話    | COBC-7242 |
| 2    | 2021年8月25日  | 第11話 - 第20話   | COBC-7243 |
| 3    | 2022年1月26日  | 第21話 - 第30話   | COBC-7268 |
| 4    | 2022年1月26日  | 第31話 - 第40話   | COBC-7269 |
| 5    | 2022年6月29日  | 第41話 - 第52話   | COBC-7296 |
| 6    | 2022年10月26日 | 第53話 - 第62話   | COBC-7307 |
| 7    | 2023年2月22日  | 第63話 - 第72話   | COBC-7327 |
| 8    | 2023年6月28日  | 第73話 - 第84話   | COBC-7342 |
| 9    | 2023年10月25日 | 第85話 - 第94話   | COBC-7364 |
| 10   | 2024年2月21日  | 第95話 - 第104話  | COBC-7391 |
| 11   | 2024年6月26日  | 第105話 - 第116話 | COBC-7436 |
| 12   | 2024年12月18日 | 第117話 - 第127話 | COBC-7457 |
| 13   | 2025年4月23日  | 第128話 - 第138話 | COBC-7474 |

## イベント
ふしぎ駄菓子屋 銭天堂 ザ・リアル
2022年4月27日より西武園ゆうえんちで開催されている。園内の「夕日の丘商店街」のどこかに「銭天堂」が登場し、ゲストはそこを探す所から始める。また、作中に登場するふしぎ駄菓子をリアルに再現したお土産も販売されている。

## 舞台
夏休み！オン・ステージ「ふしぎ駄菓子屋 銭天堂」
2023年8月17日から27日に品川プリンスホテル クラブeXにて上演された。

### キャスト（舞台）
- 紅子 - 池谷のぶえ（声の出演）

ぜにてんプレイヤーズ
- 佐川大樹
- 坪倉康晴
- 桑原勝
- 広井雄士
- 酒寄楓太
- ザンヨウコ
- 酒井敏也

ぜにてんキッズ
- 田中悠貴
- 令旺
- ミヤシロ藍玲
- 榊原友梨花
- 白石真奏
- 石堂真悠花
- 山本海瑠
- 藤本風悟

### スタッフ（舞台）
- 脚本 - 渡辺雄介
- 演出 - 小林顕作